# Rétromobile 2019
Édition du salon Rétromobile par année
- 2015
- 2016
- 2017
- 2018
- 2019
- 2020
- 2021
- 2022
- 2023

Rétromobile 2019 est la 44e édition du salon Rétromobile qui est consacré aux voitures anciennes et à l’ensemble des thèmes de la voiture de collection. Il se tient au Parc des expositions de la Porte de Versailles à Paris, en France.

## Présentation

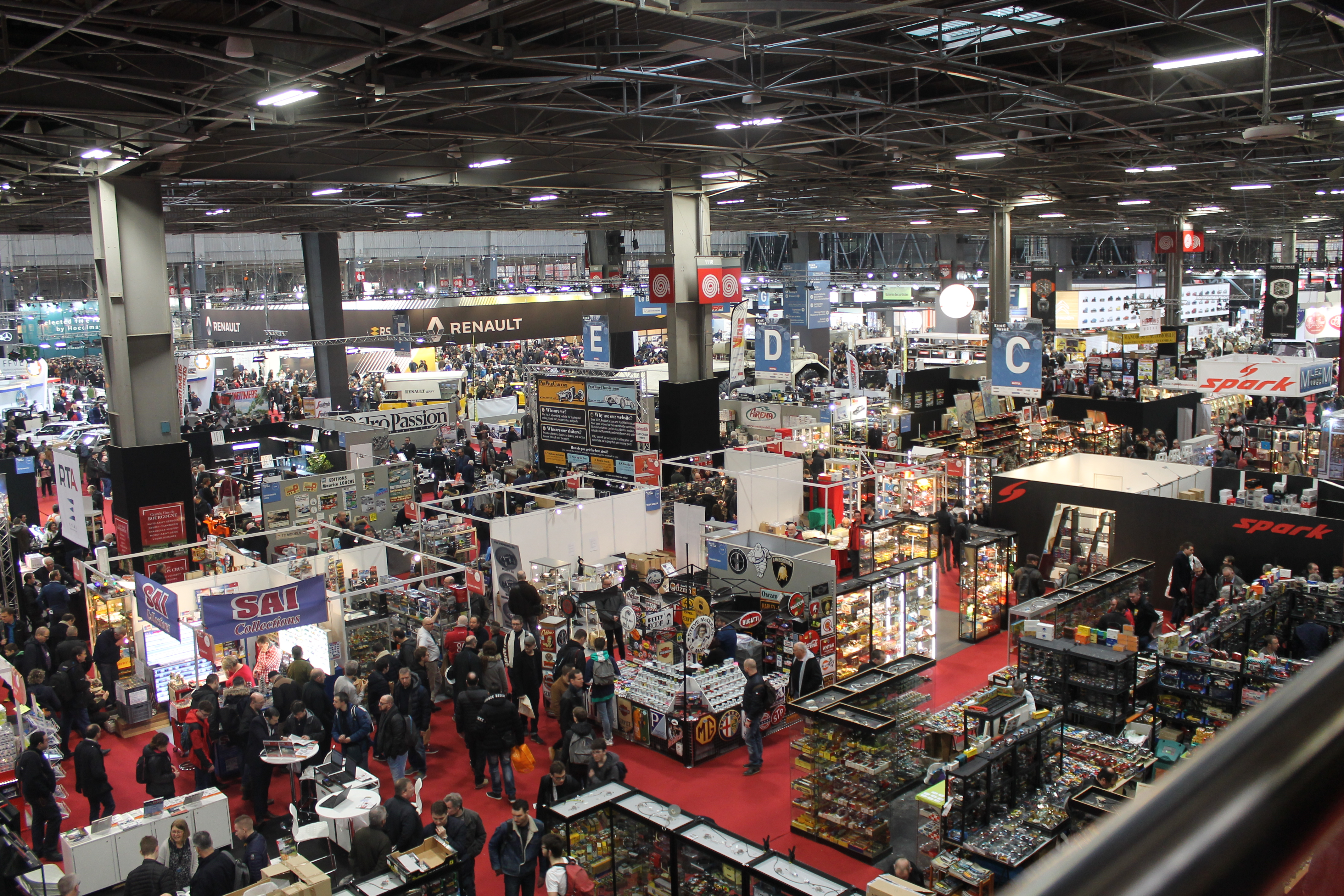
Vue générale du Pavillon 1

La nouveauté de cette édition est la création d'un espace d'exposition-vente de motos de collection[réf. souhaitée] associé à une exposition thématique d'un constructeur de motocyclettes[réf. souhaitée], en l’occurrence Gnome et Rhône cette année. À cette fin, le salon s'agrandit de nouveau avec 72 000 m2 d'espace d'exposition.

### Exposition
L'édition 2019 reçoit plus de 1 000 véhicules allant du début du siècle à nos jours, et 630 exposants.

### Dates et fréquentation
Le salon se déroule du 6 au 10 février 2019, et bât son record de fréquentation avec 132 000 visiteurs sur les 5 jours d'ouverture au public.

## Événements

### Changement de direction

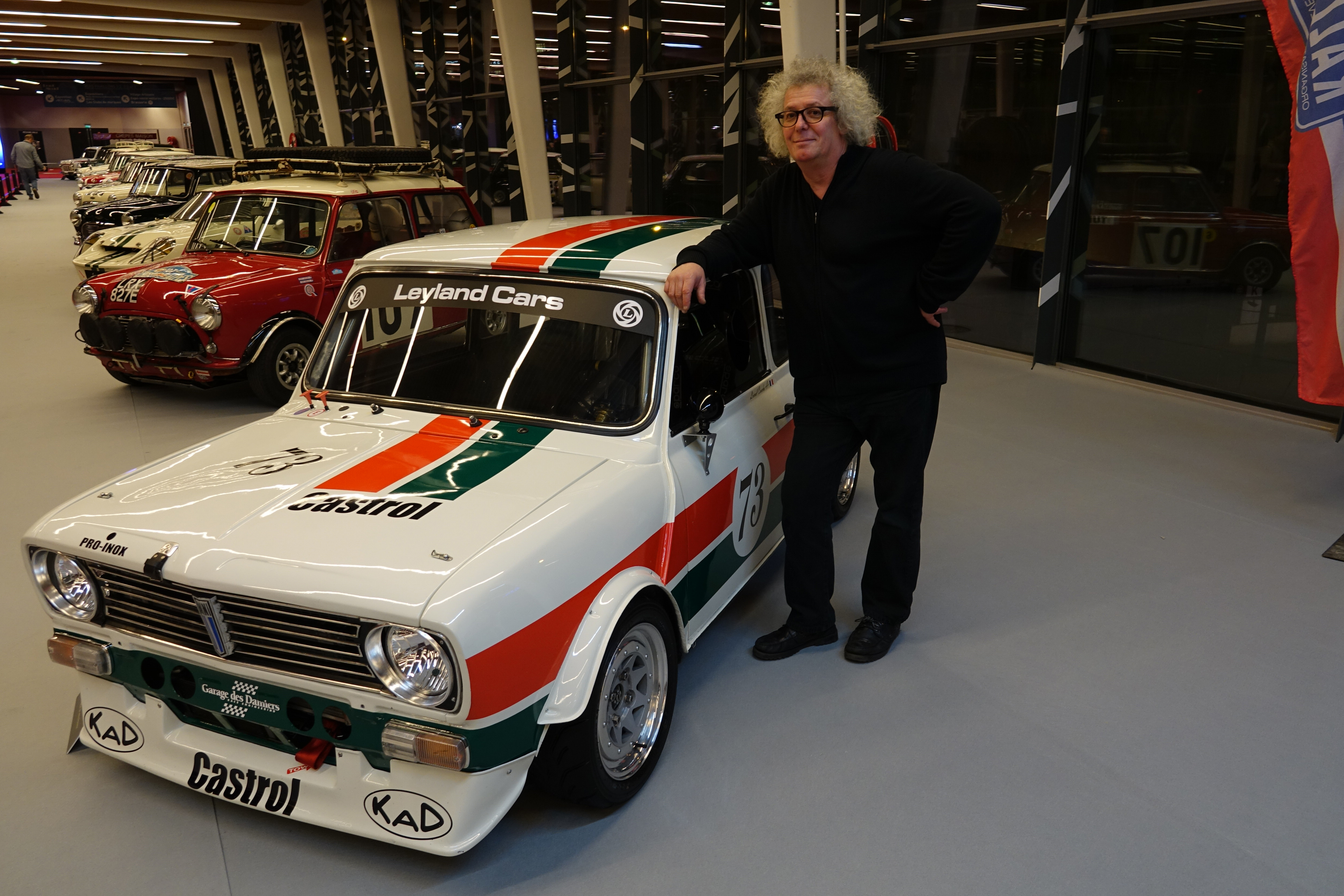
Thierry Farges au salon Rétromobile 2019

Cette édition est particulière car elle est la première de son nouveau directeur Jean-Sébastien Guichaoua. Il remplace François Melcion qui était aux commandes du salon depuis 1977 (à l'exception des éditions 2009 et 2010).

## Anniversaires

### 100 ans de Citroën

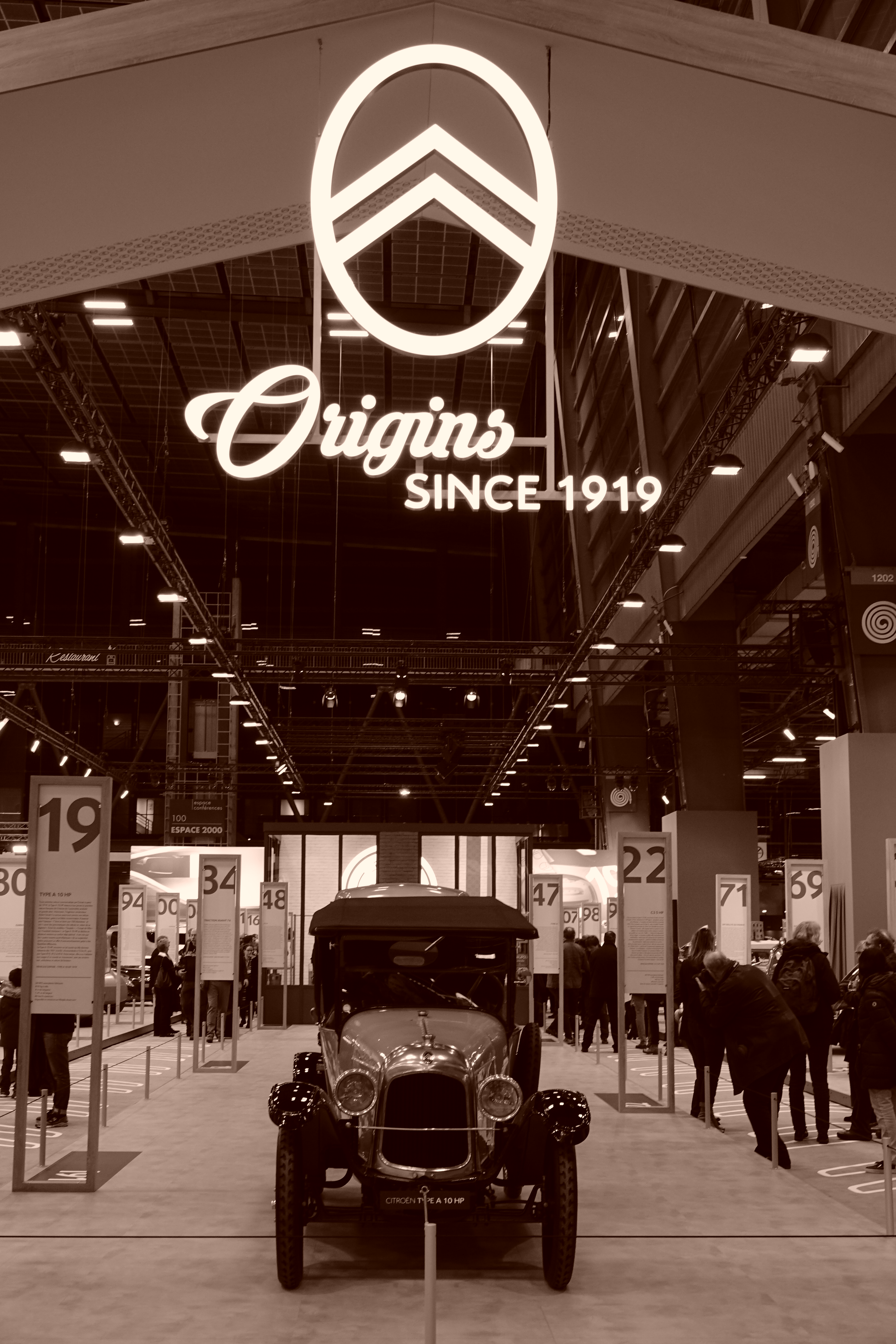
100 ans de Citroën.

Cette édition 2019 célèbre le centenaire du constructeur français Citroën avec une exposition intitulée « Origins Since 1919 ».
À cette occasion, dix modèles historiques de Citroën, du premier au dernier en date, sont exposés au salon.
- Type A 10 HP
- C3 5 HP
- Traction Avant
- Type H
- 2 CV
- DS 21 Pallas
- Méhari
- CX 25 Prestige
- C6
- C5 Aircross

Accompagnés de dix concept-cars :
- C10
- GS Camargue
- Karin
- Activa 1
- Xanae
- Osmose
- C-Métisse
- GT by Citroën
- Tubik
- CXperience

Ainsi que dix véhicules de compétition
- Scarabée d’Or
- Petite Rosalie
- DS 21 du rallye du Maroc 1969
- SM du rallye du Maroc 1971
- 2 CV Raid Afrique
- ZX Rallye Raid
- Xsara Kit Car
- C4 WRC
- C-Elysée WTCC
- C3 WRC

Citroën Compétition
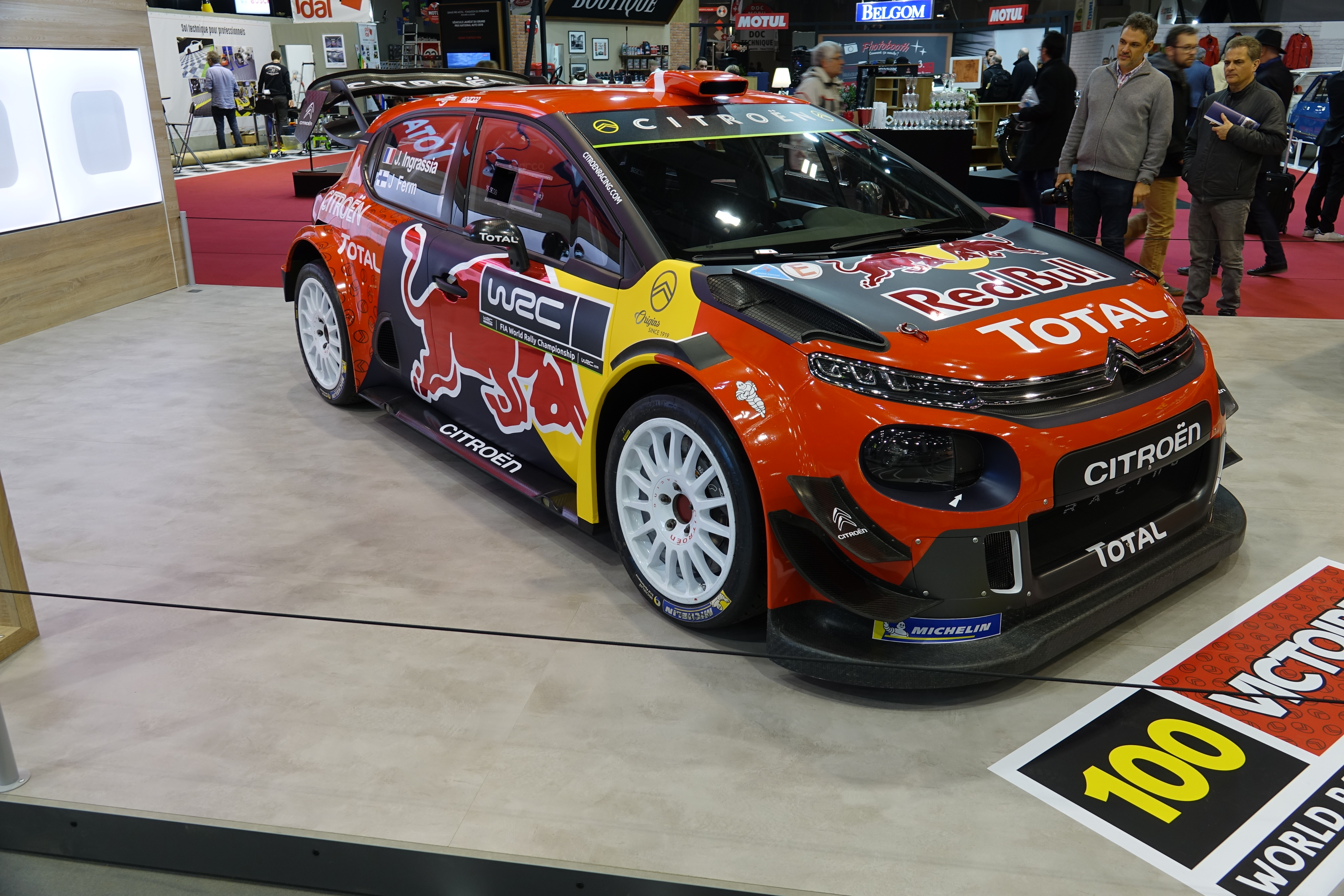
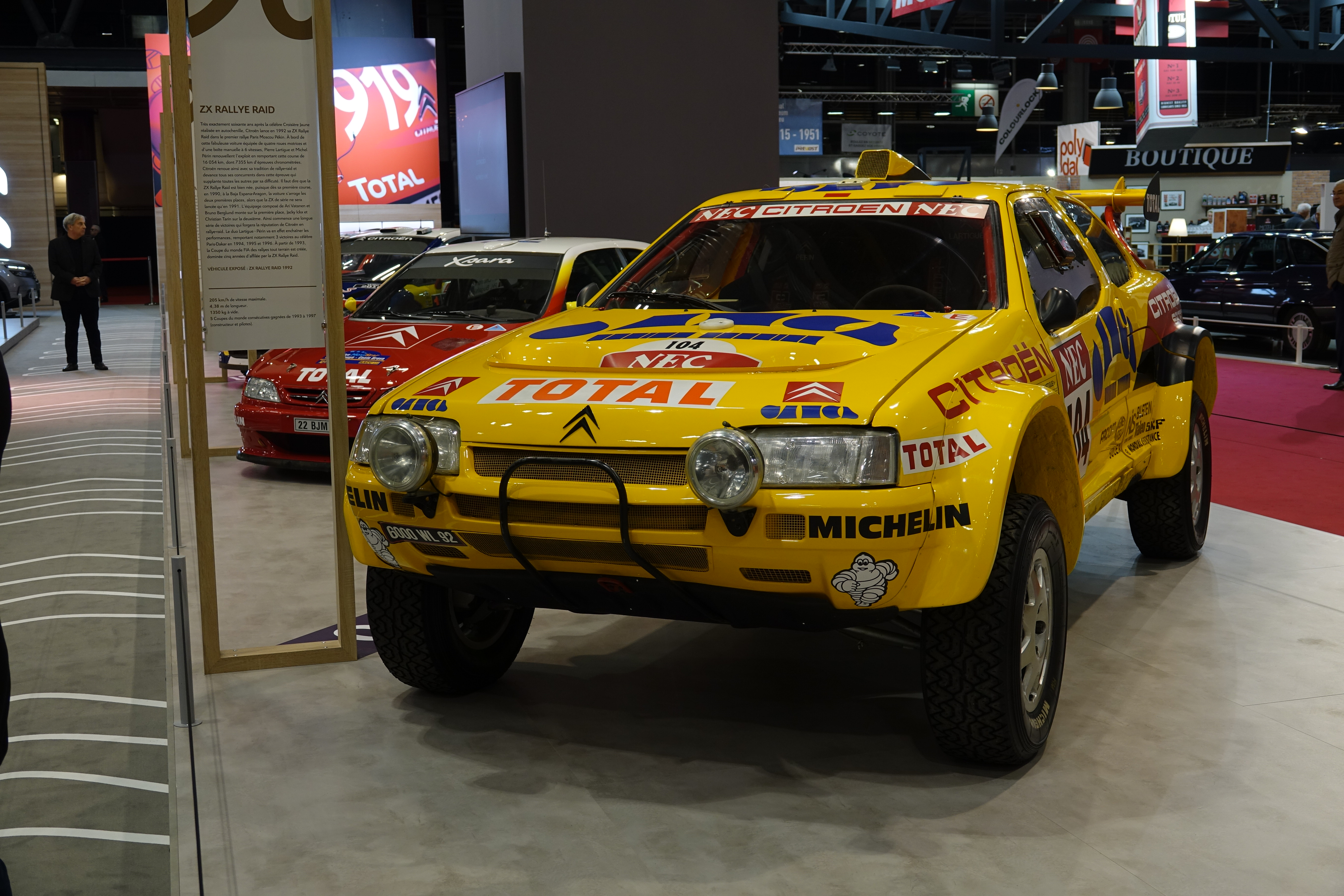

Citroën Concept-cars
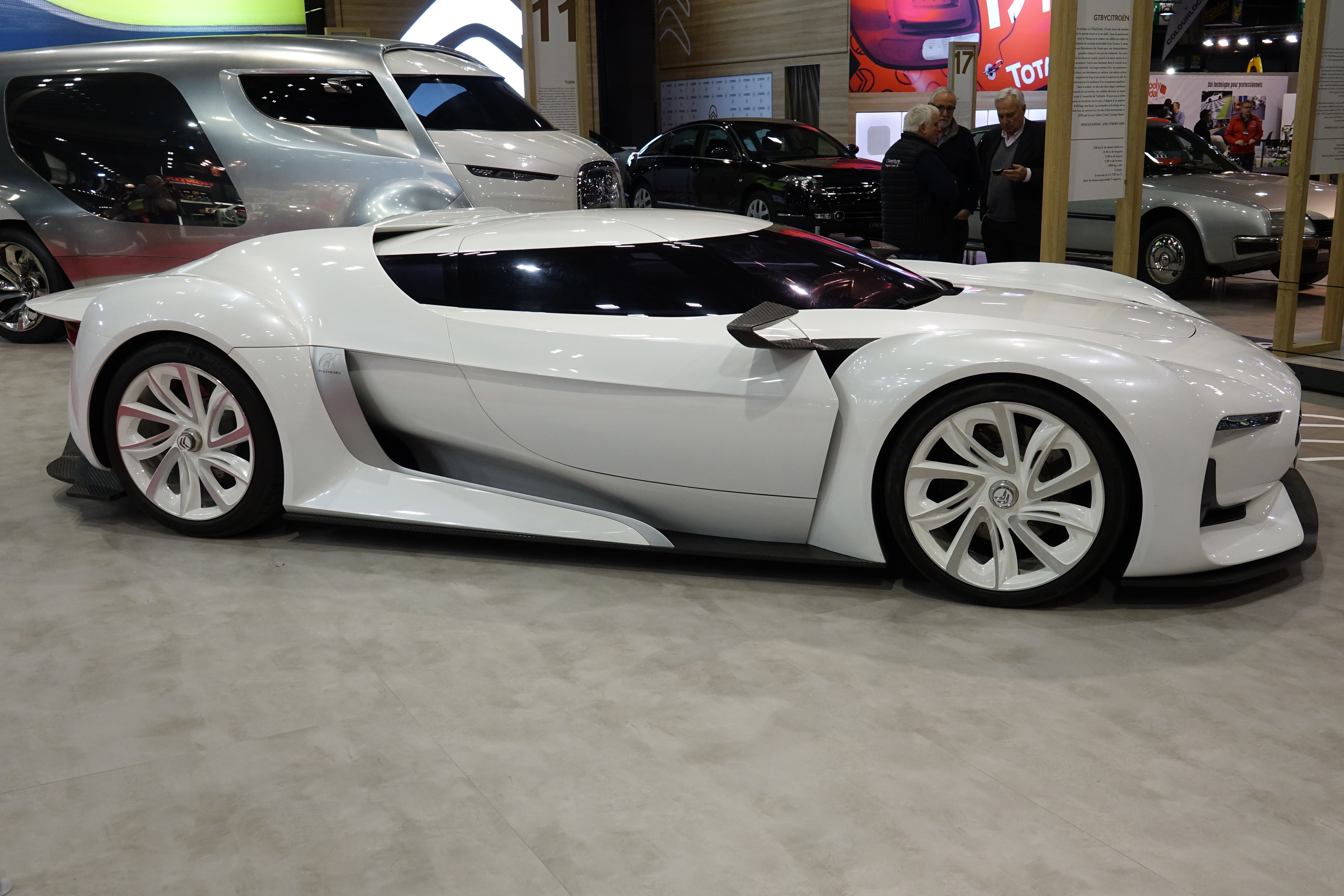
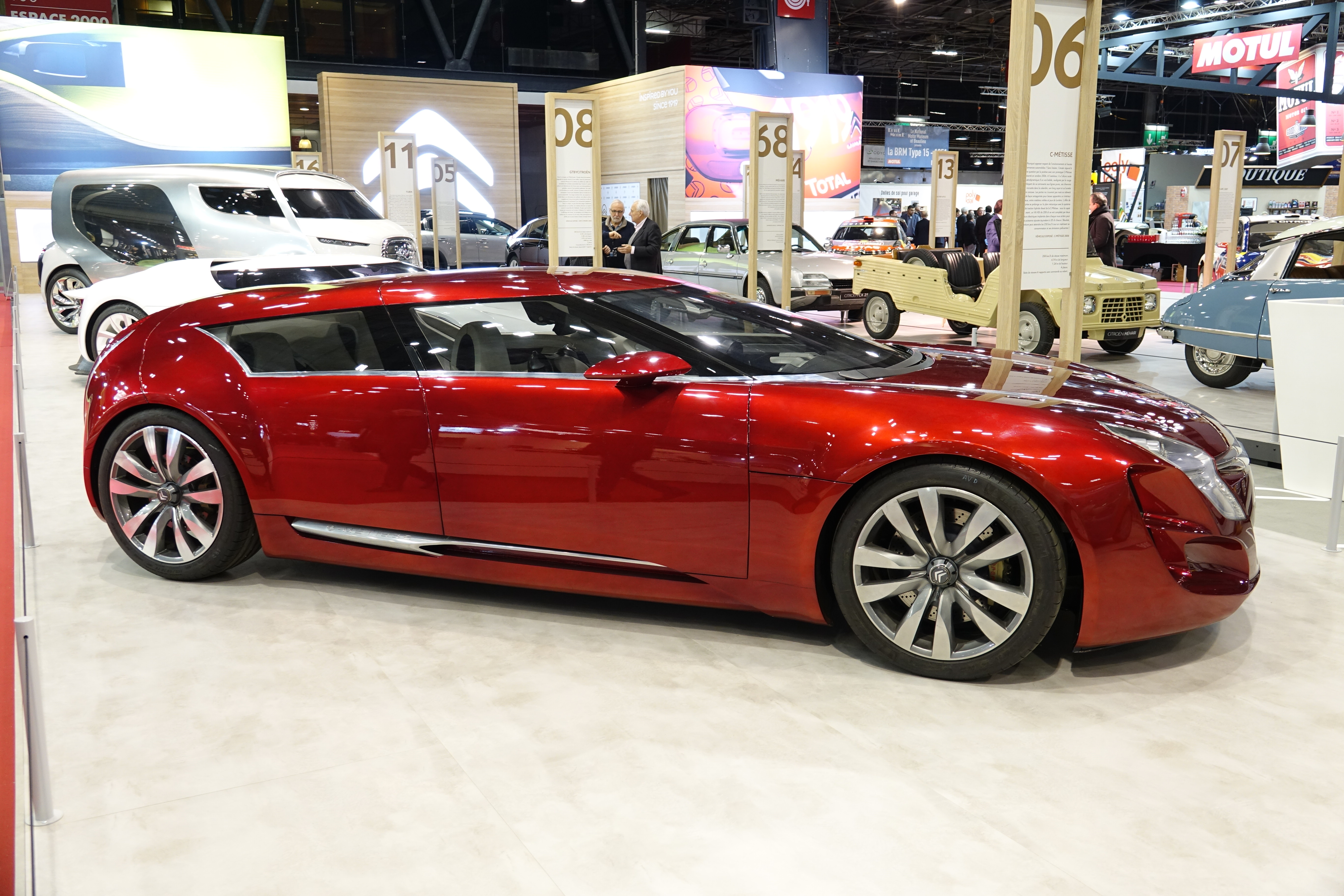
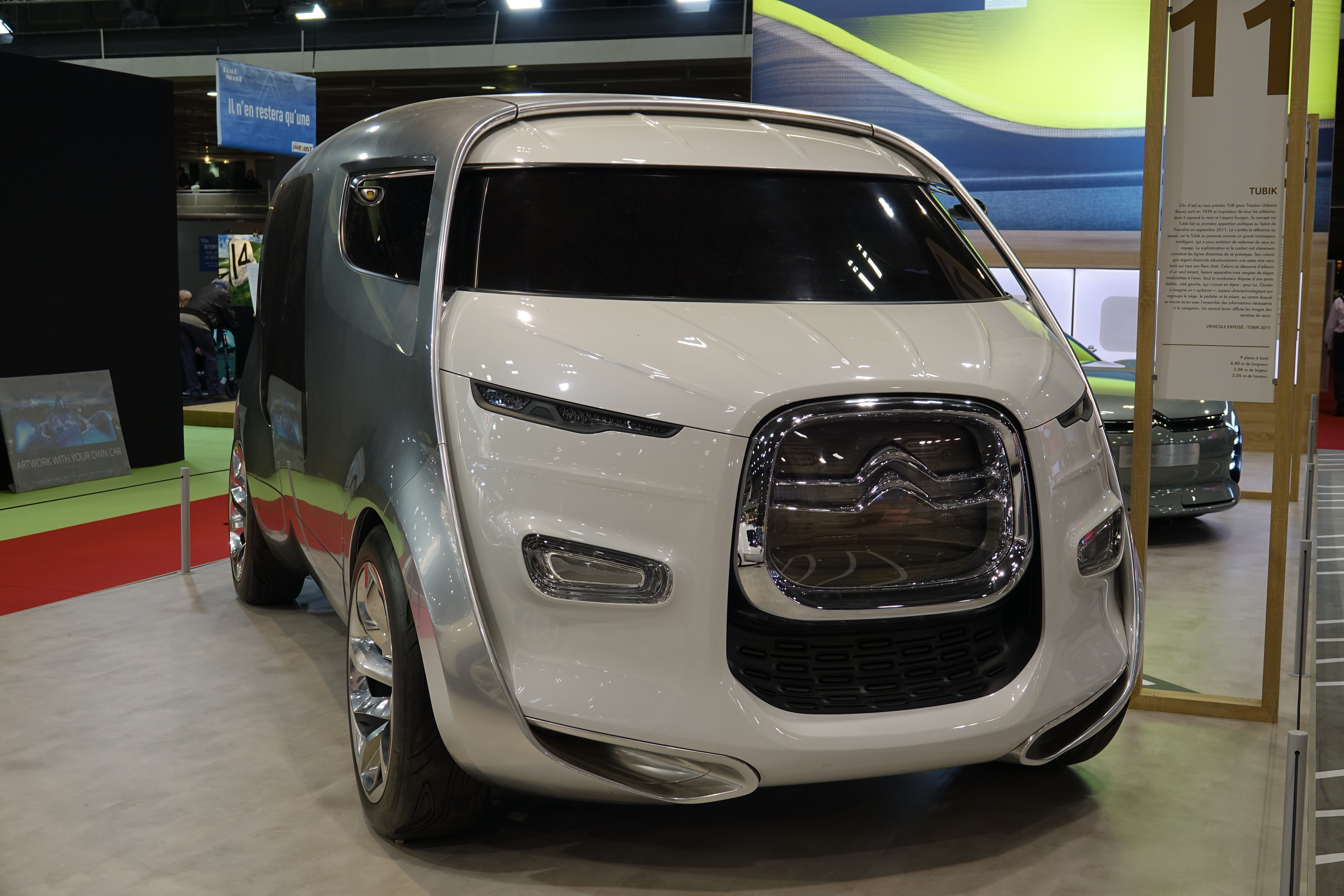
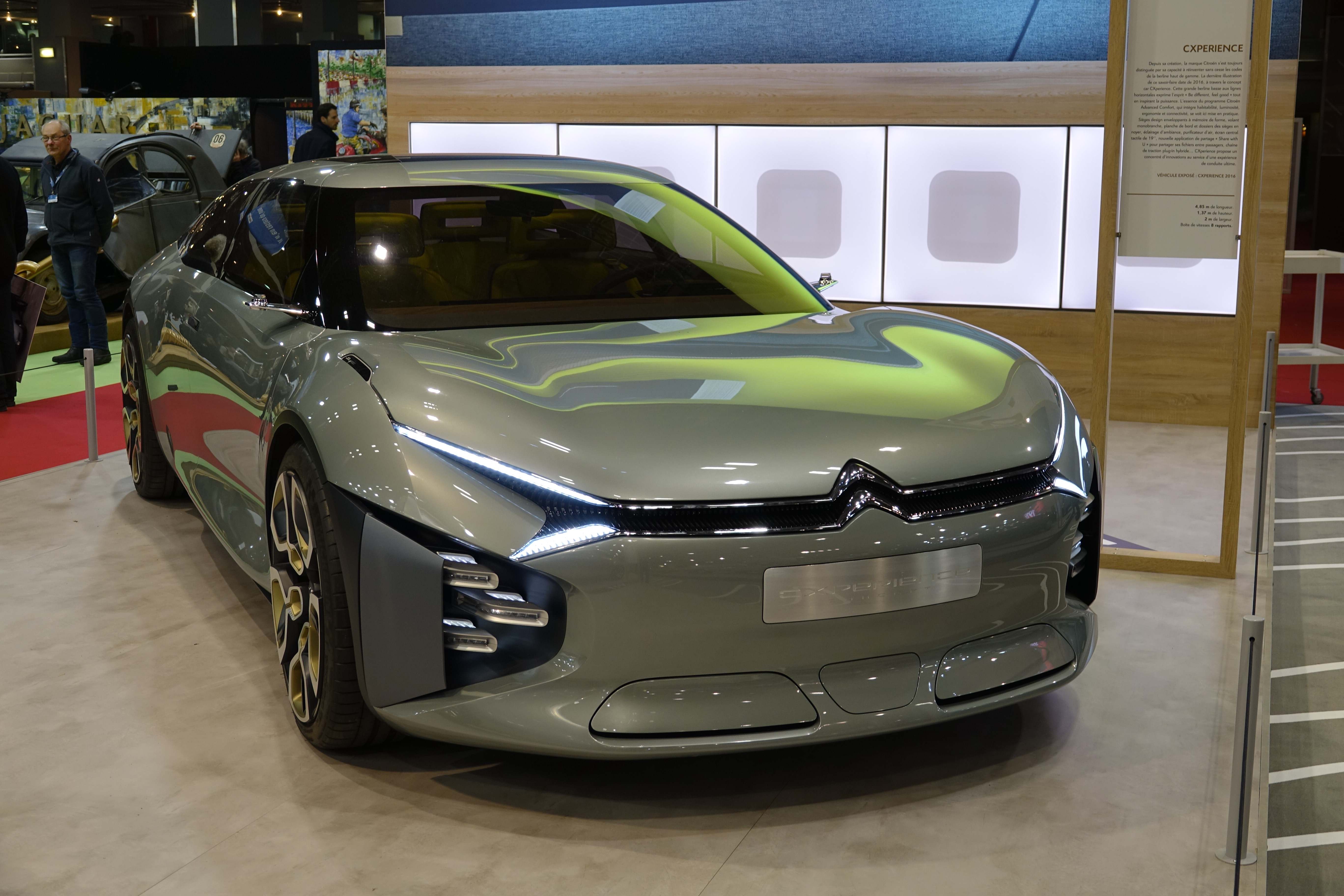

Citroën Historiques
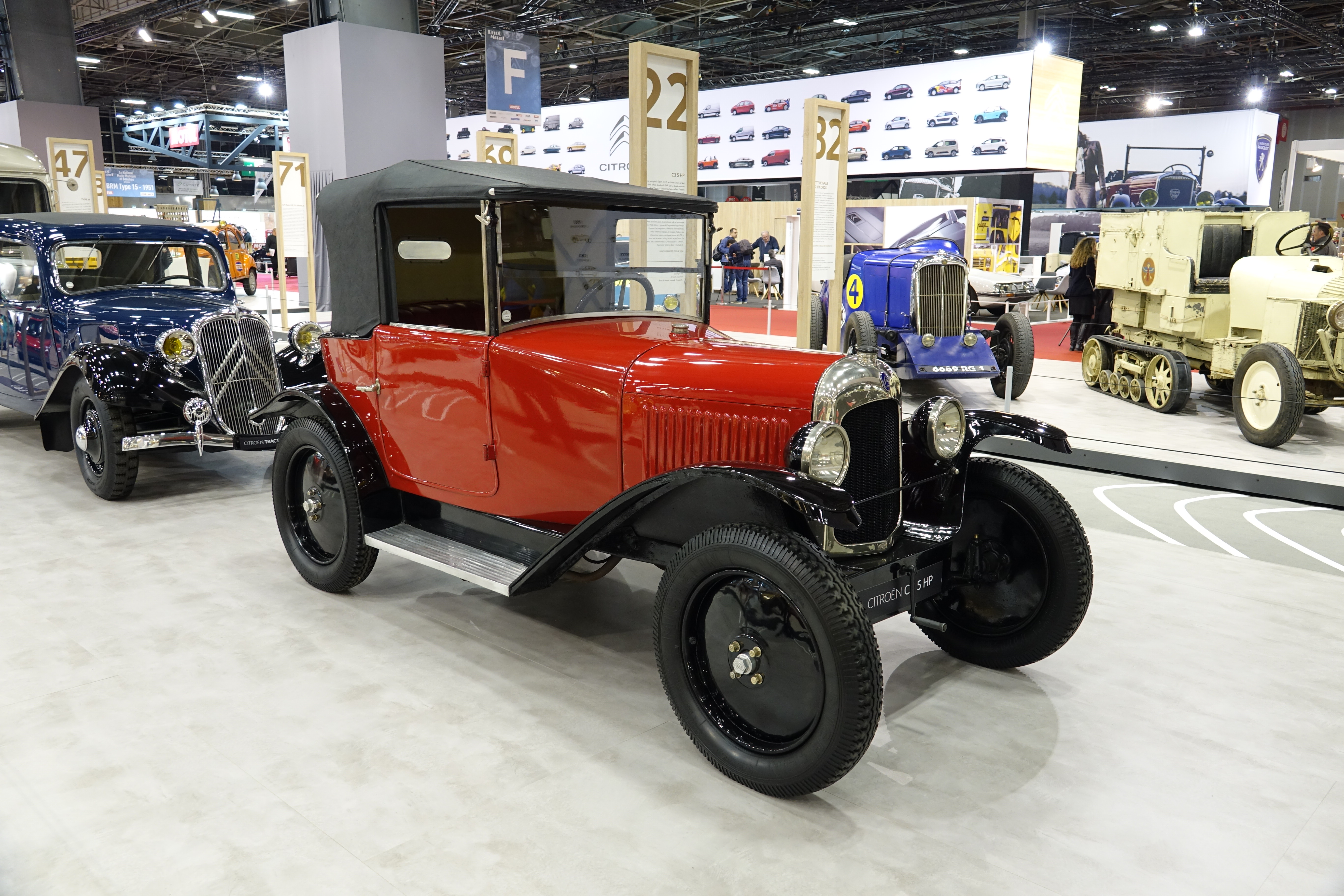
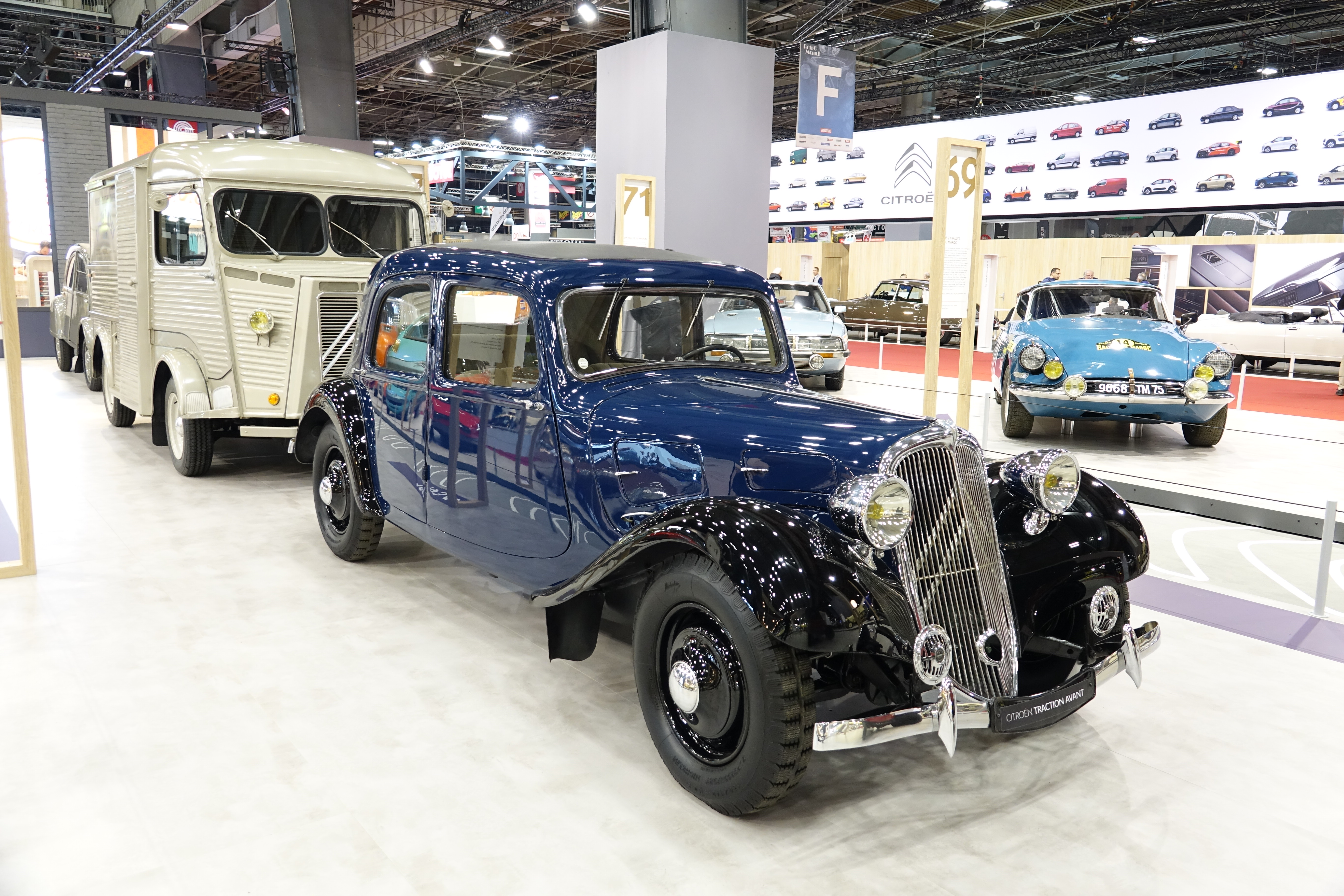
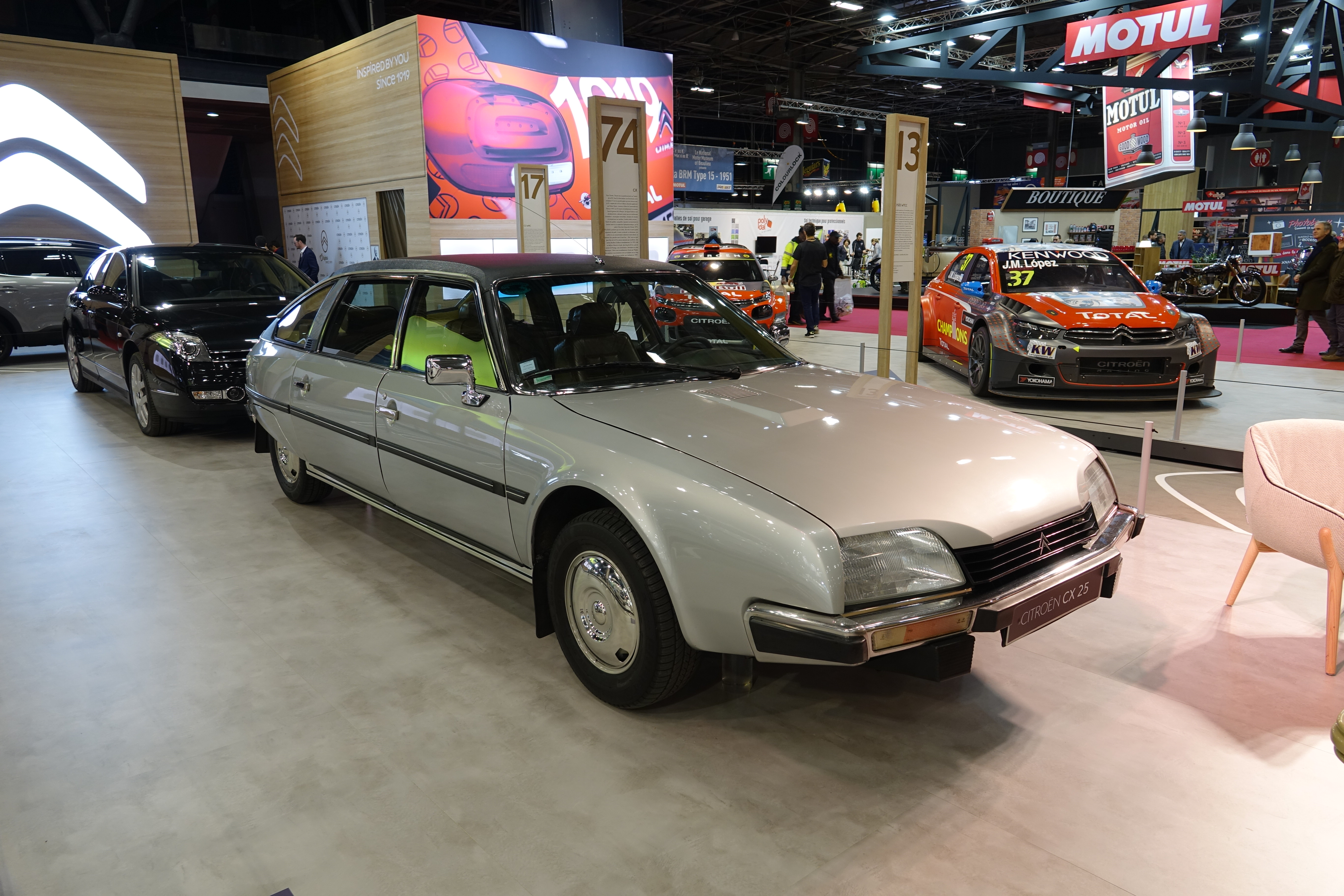
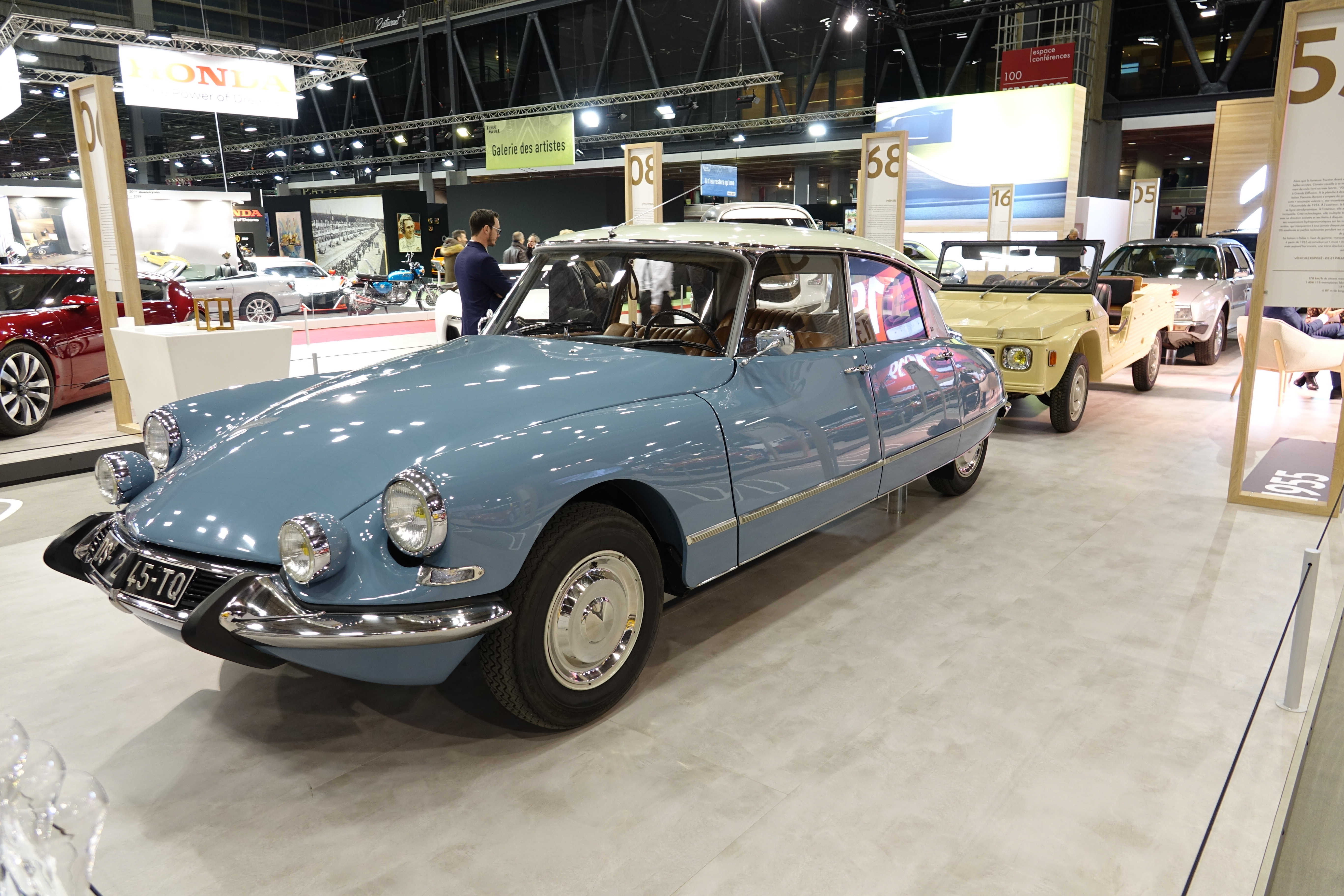
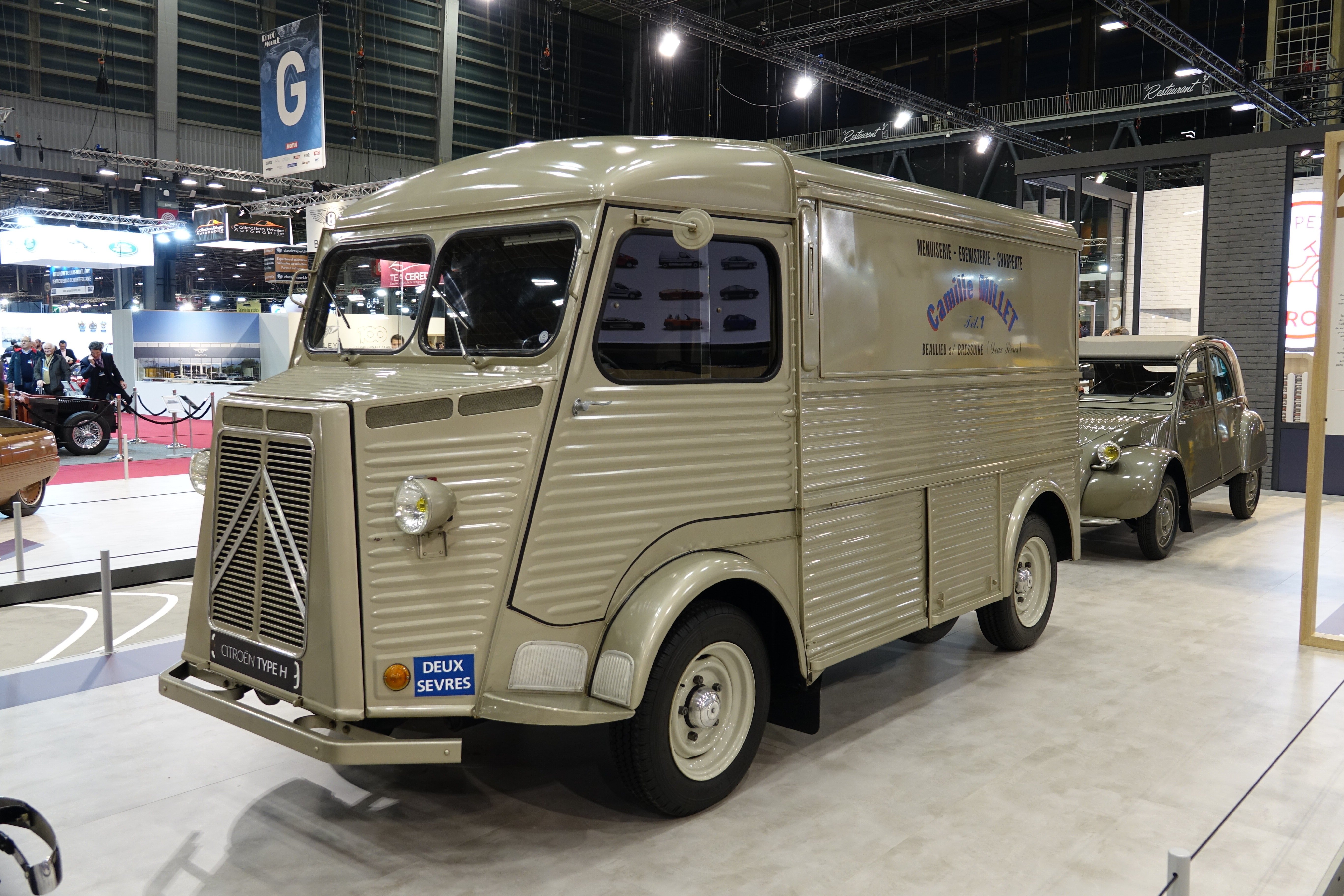

### 100 ans de Bentley
Le constructeur britannique Bentley, fondé par Walter Owen Bentley le 18 janvier 1919 à Crewe, célèbre ses 100 ans en présentant son dernier modèle : la Bentley Continental GTC avant son exposition au Salon international de l'automobile de Genève 2019.

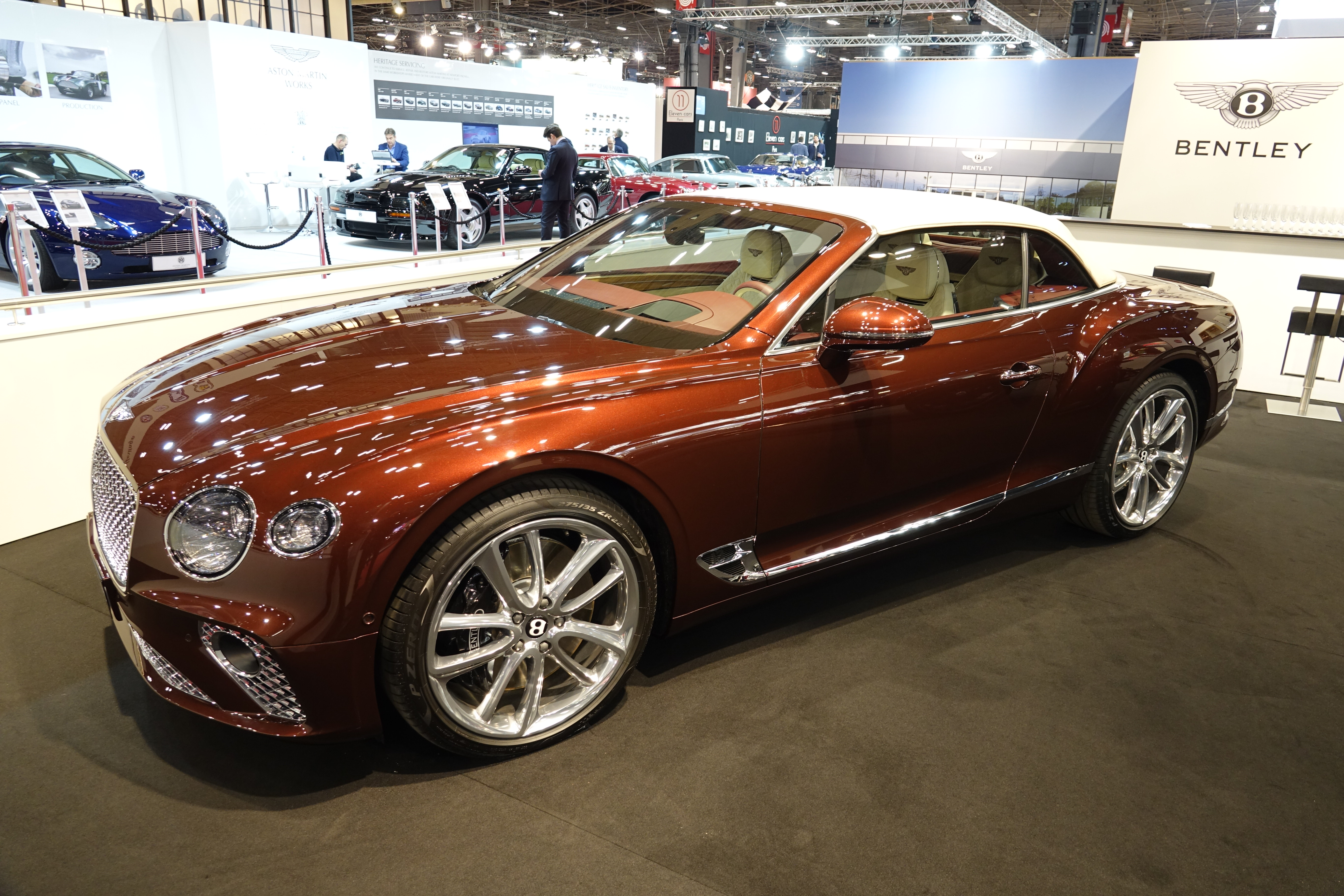
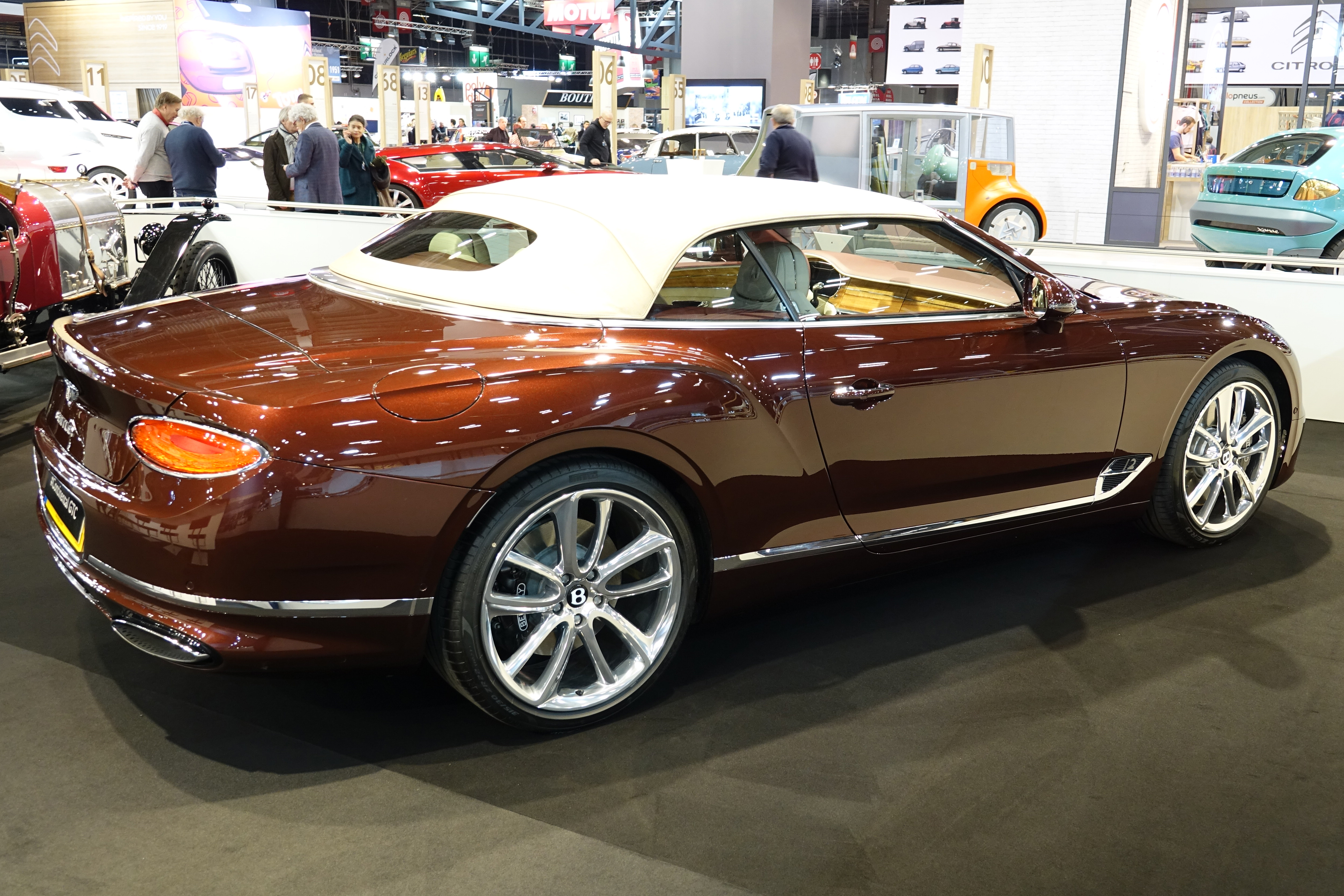

### 100 ans des motocyclettes Gnome et Rhône
2019 est l'année du centenaire de la première motocyclette de Gnome et Rhône, la Type A.

100 ans de Gnome et Rhône
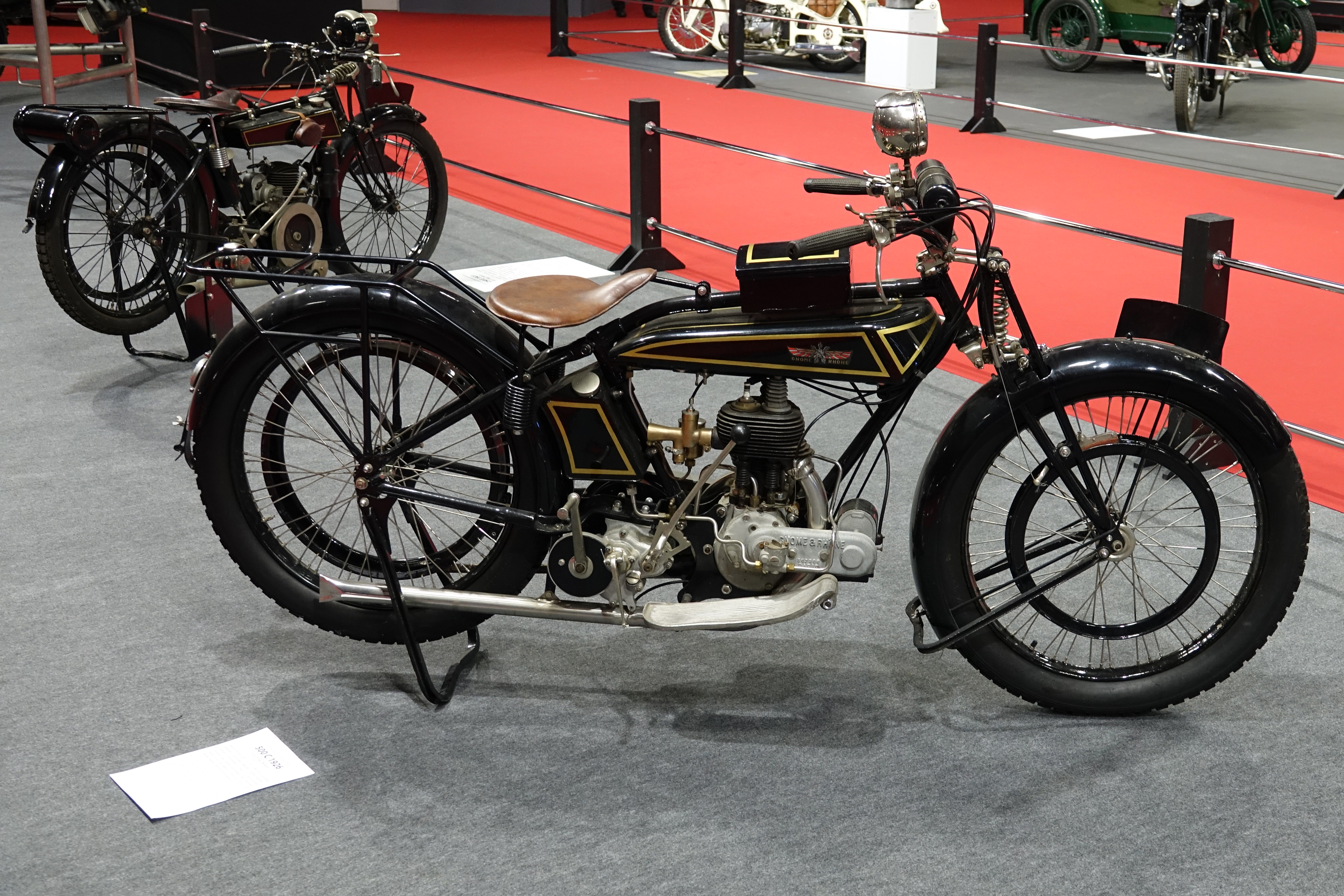
500C (1926)
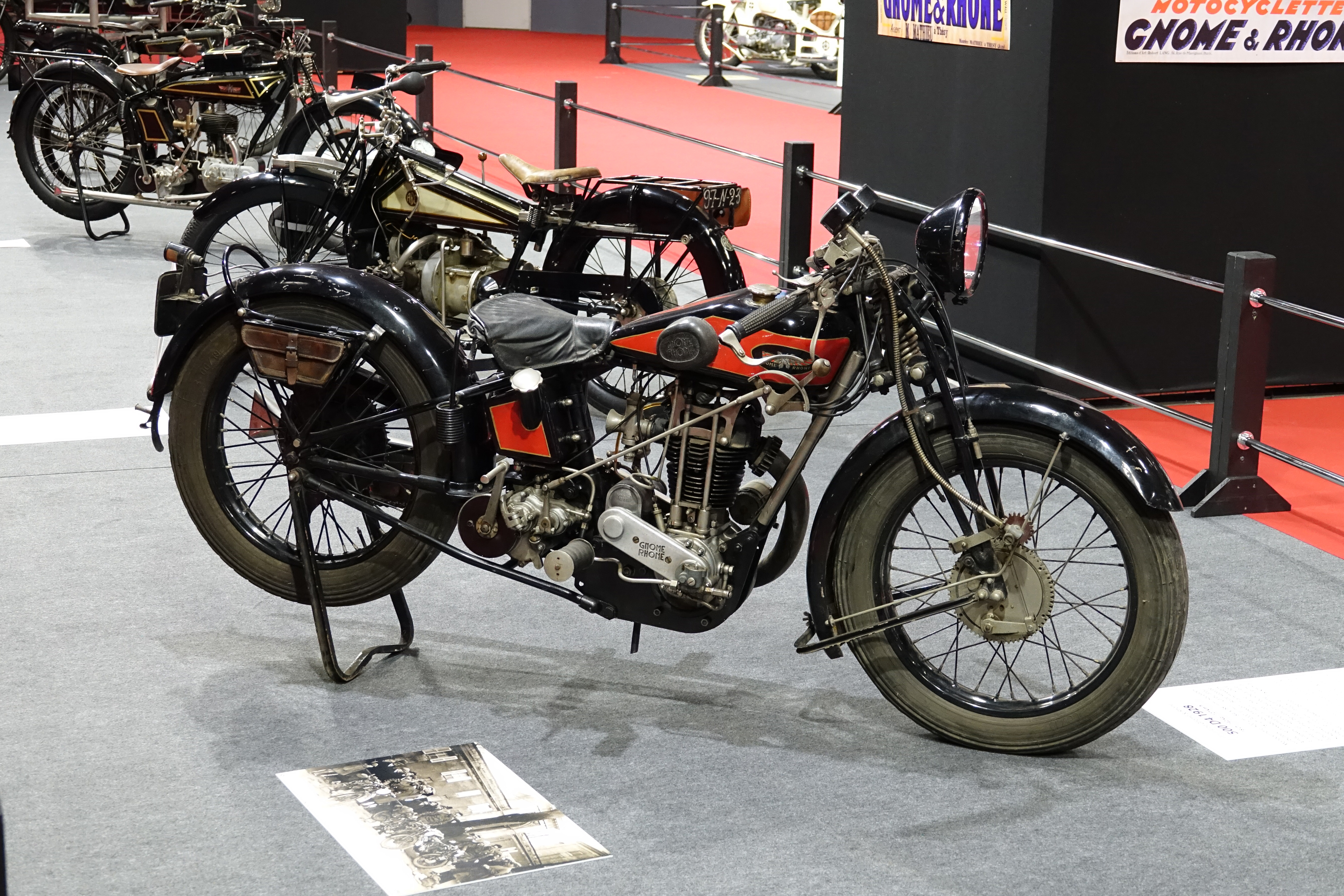
500D4 (1928)
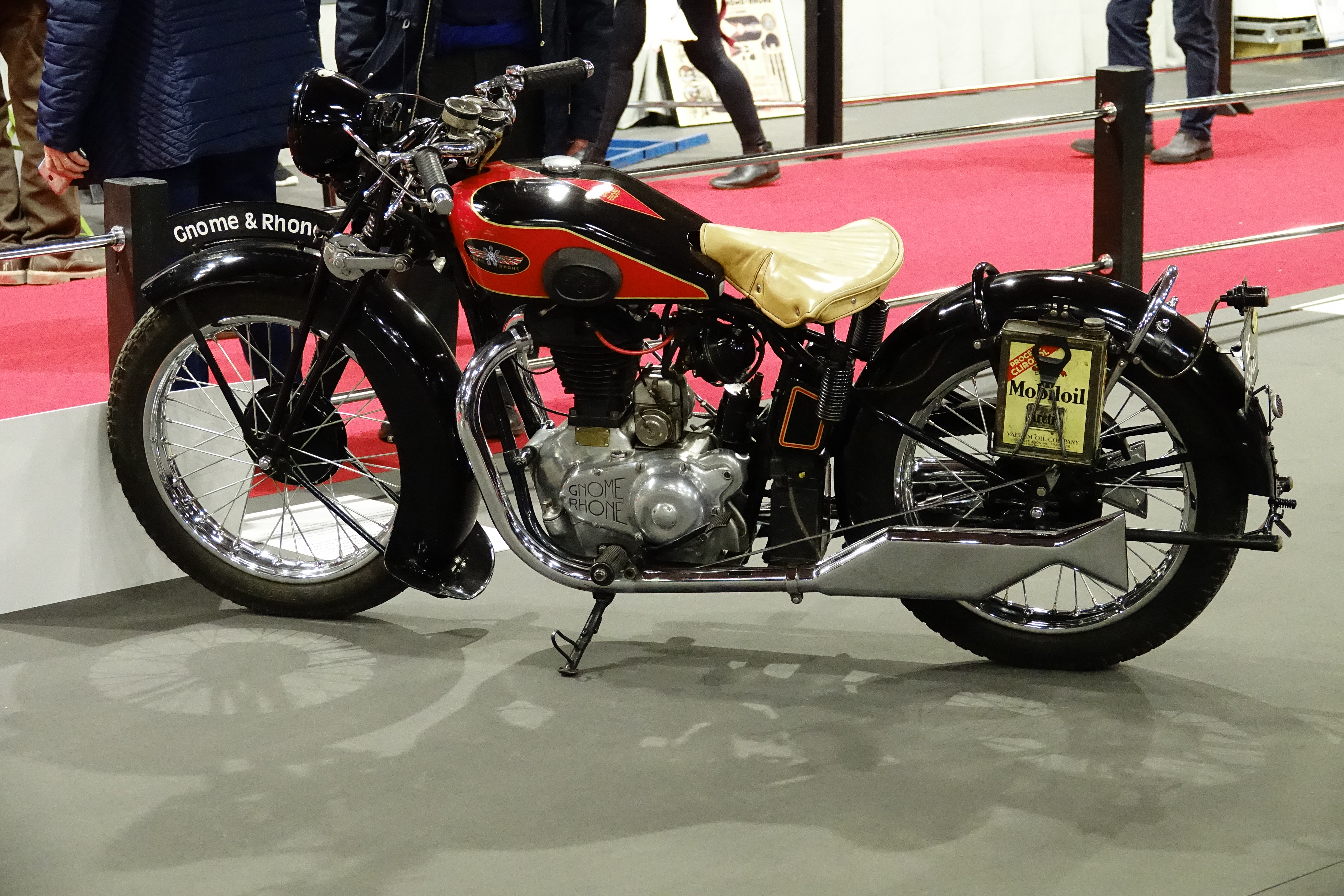
500 D2 (1926)

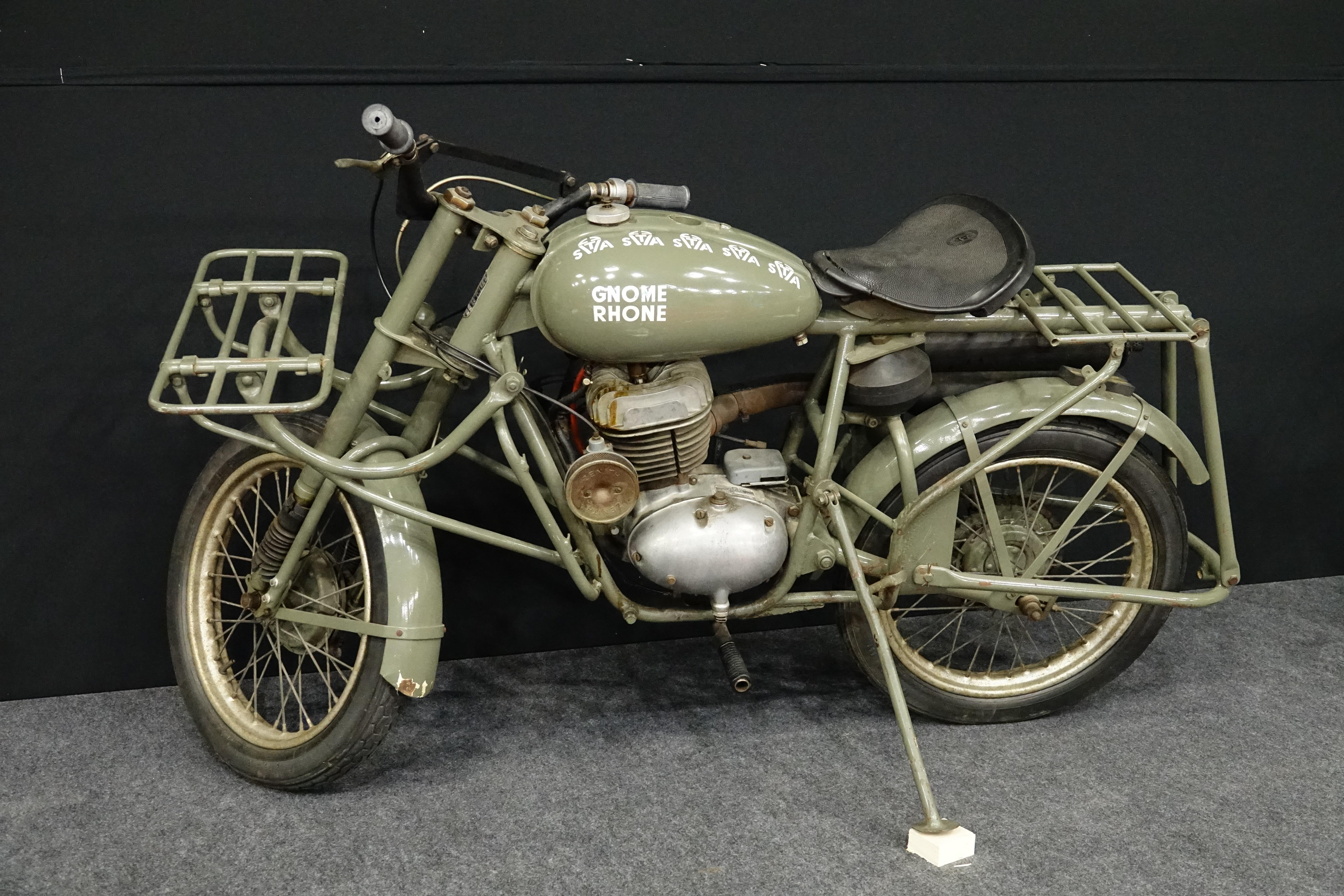
125 R4P (1959)
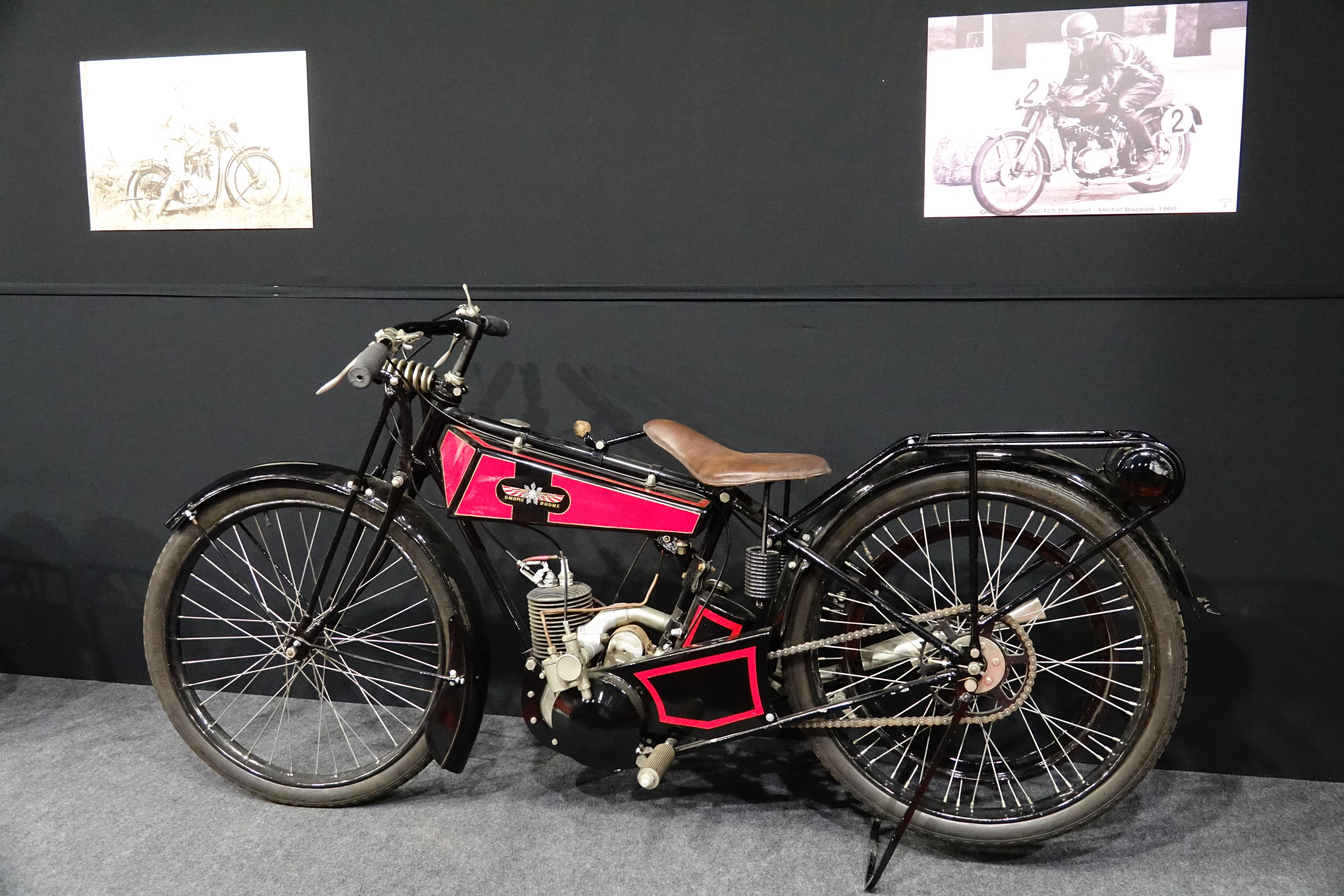
175 H (1924)
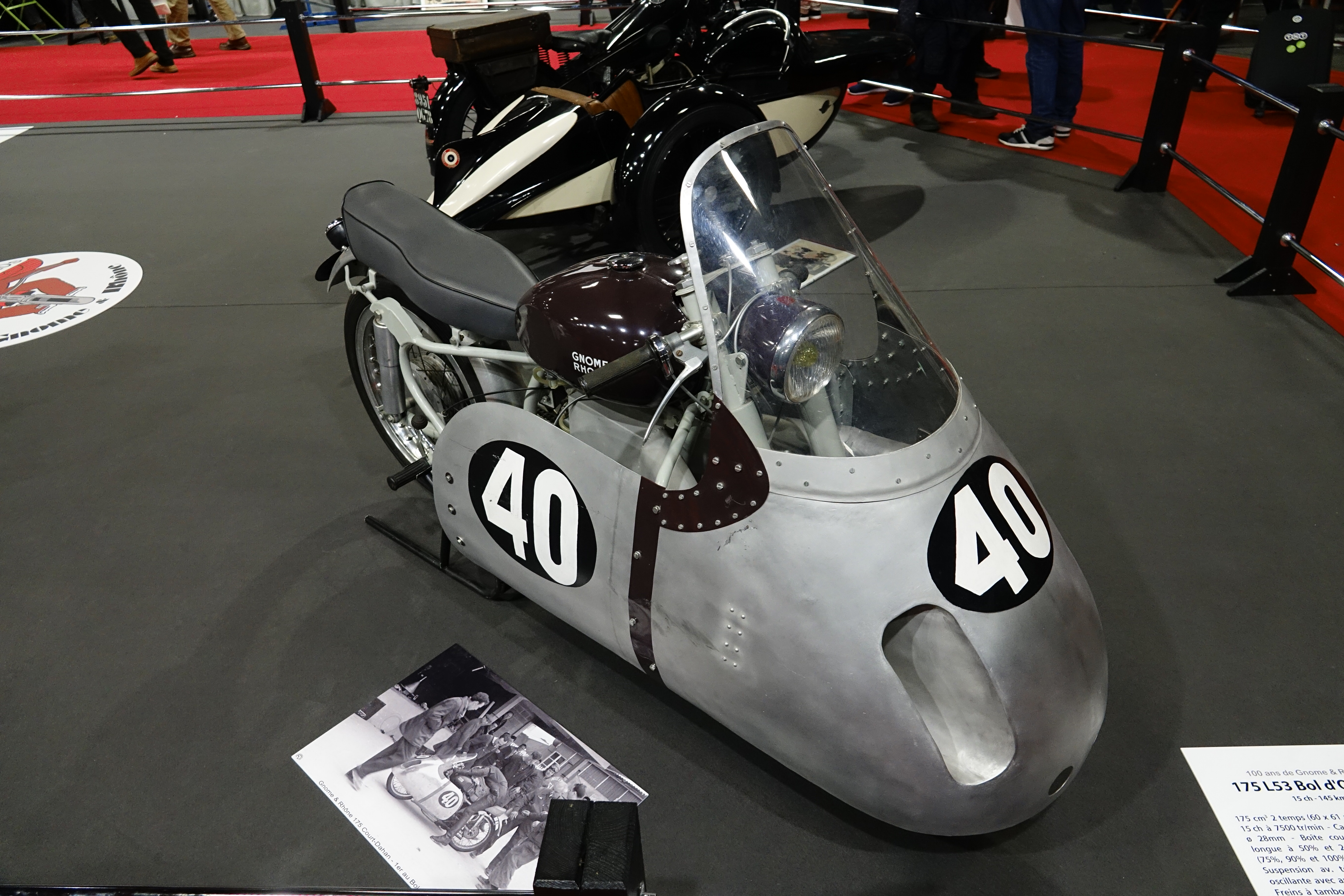
175 L53 Bol d'Or
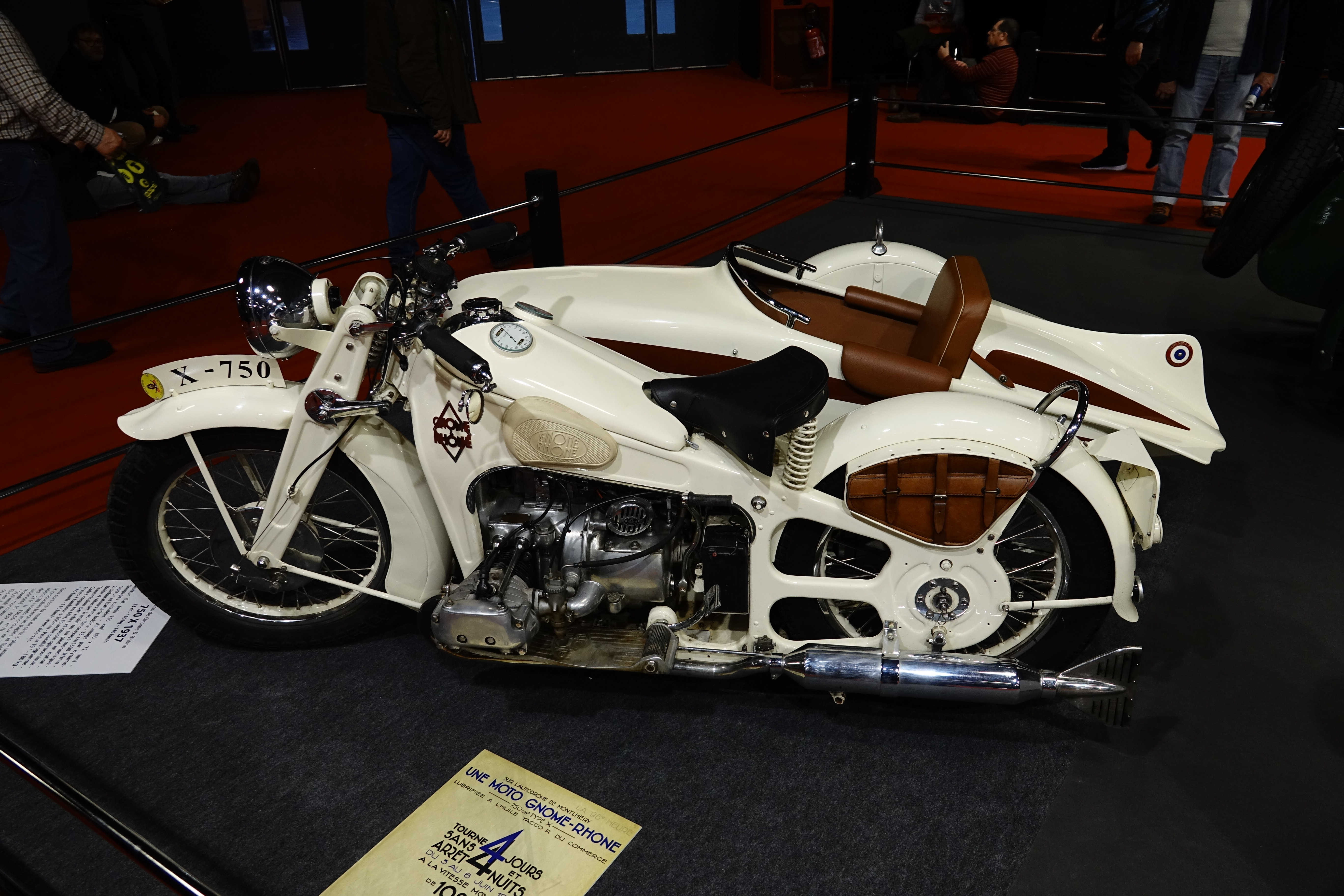
750X (1937)
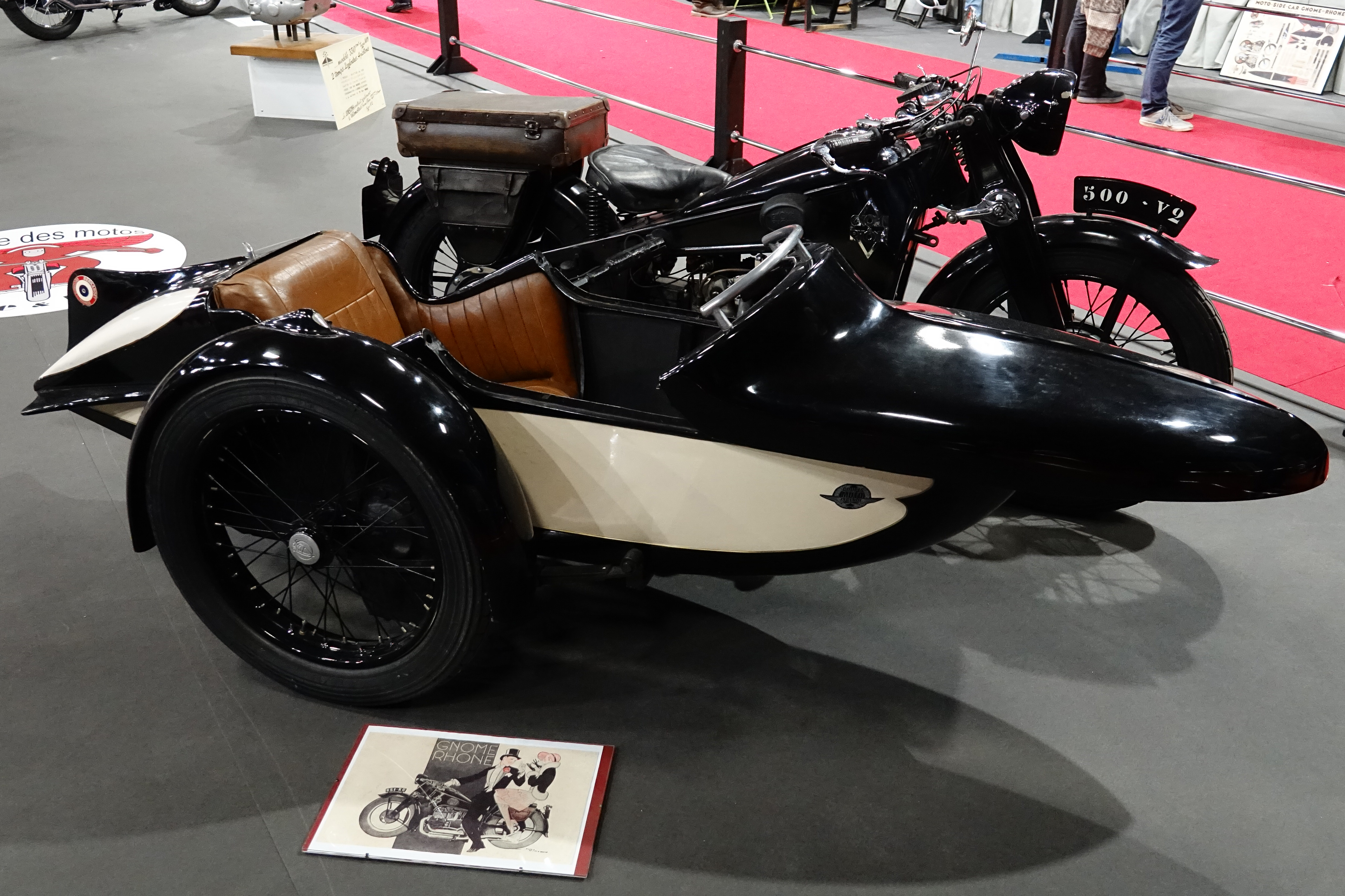
500 V2 (1926)

### 60 ans de la Mini
La Mini (3,02 m de long) conçue par Alec Issigonis fête ses 60 ans, et ses 5 millions d'exemplaires vendus en quatre générations, avec notamment un modèle de 1959 du Musée automobile de Beaulieu qui est exposé sur le salon parisien.

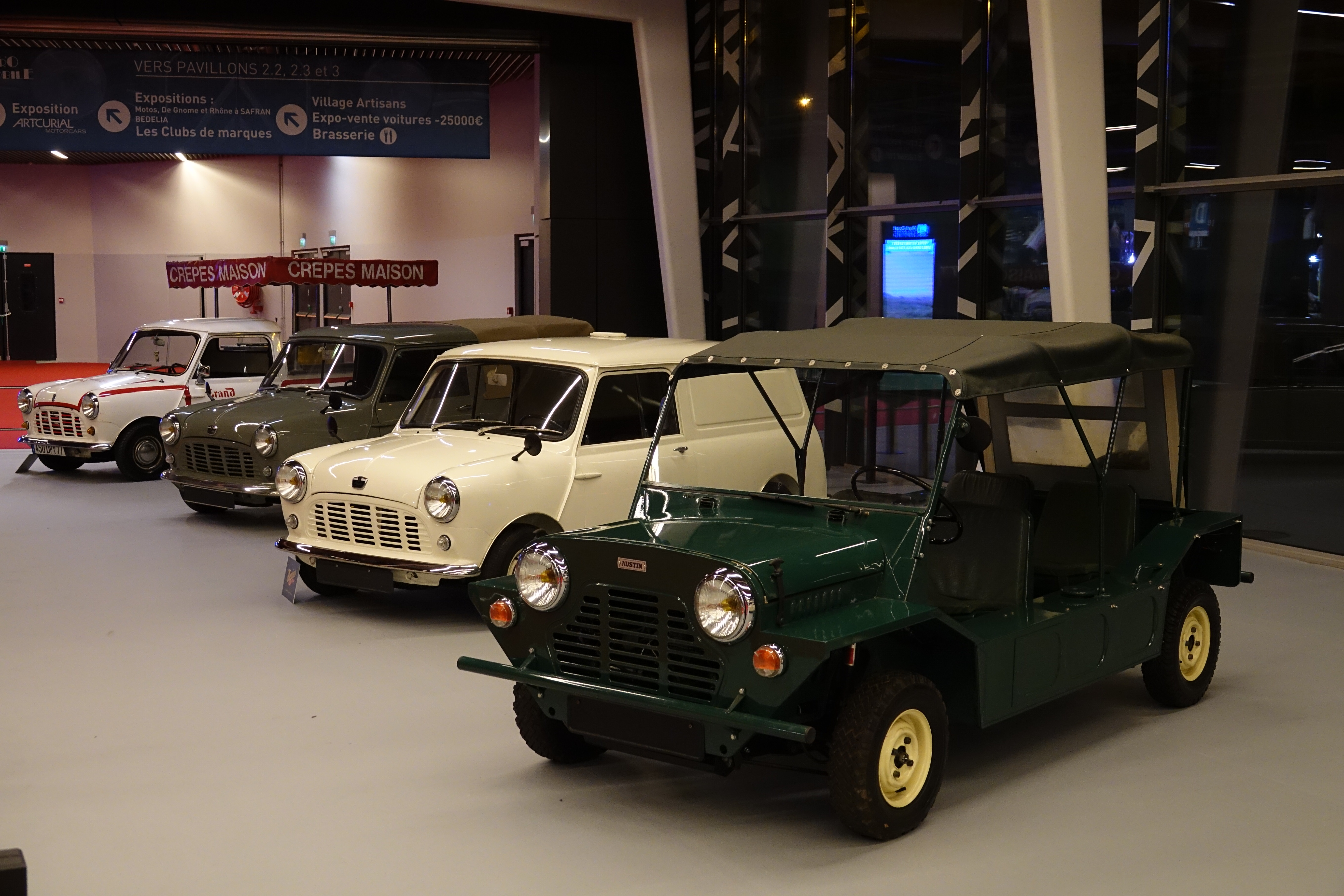
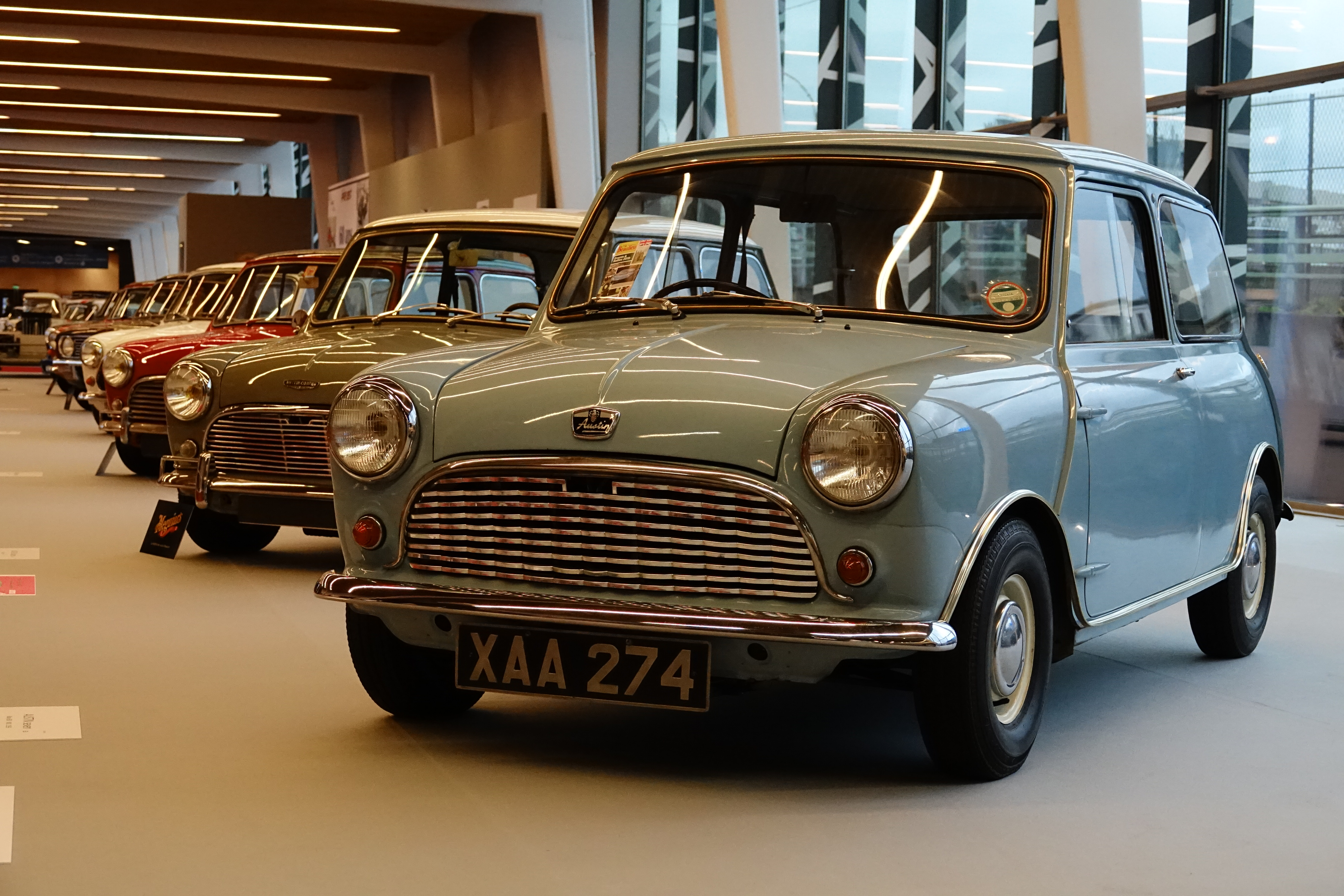
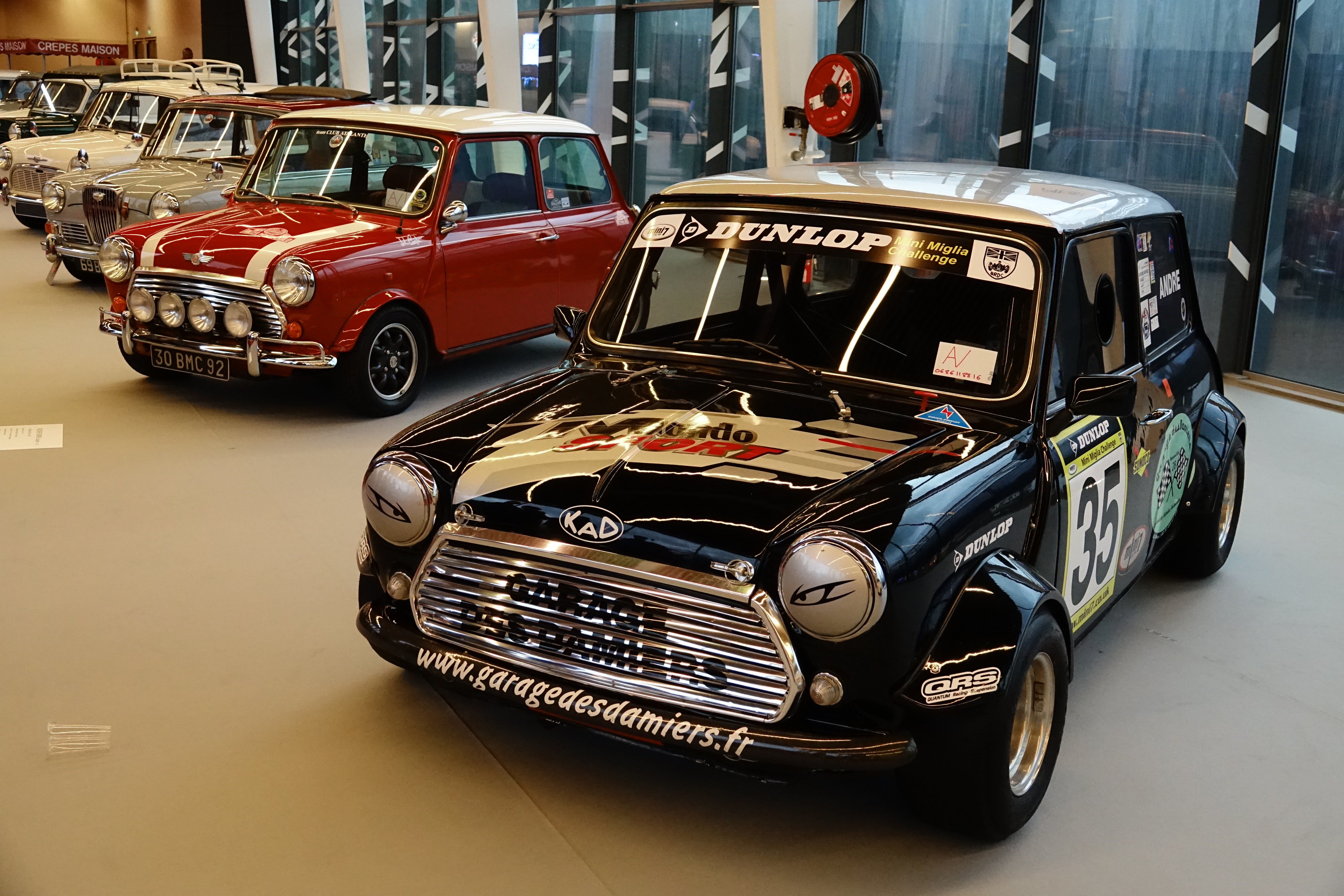
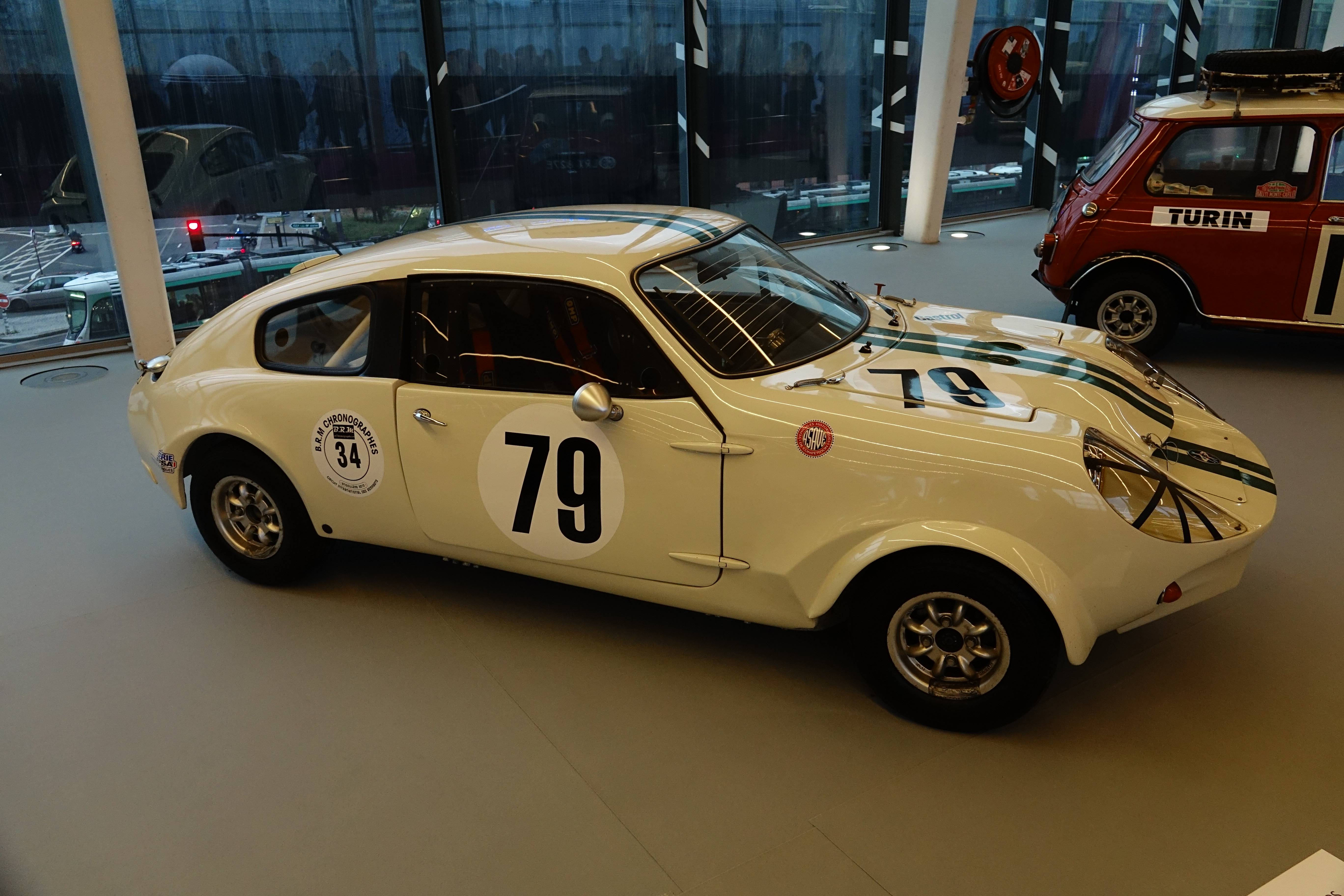

24 modèles de Mini sont exposés au salon Rétromobile 2019
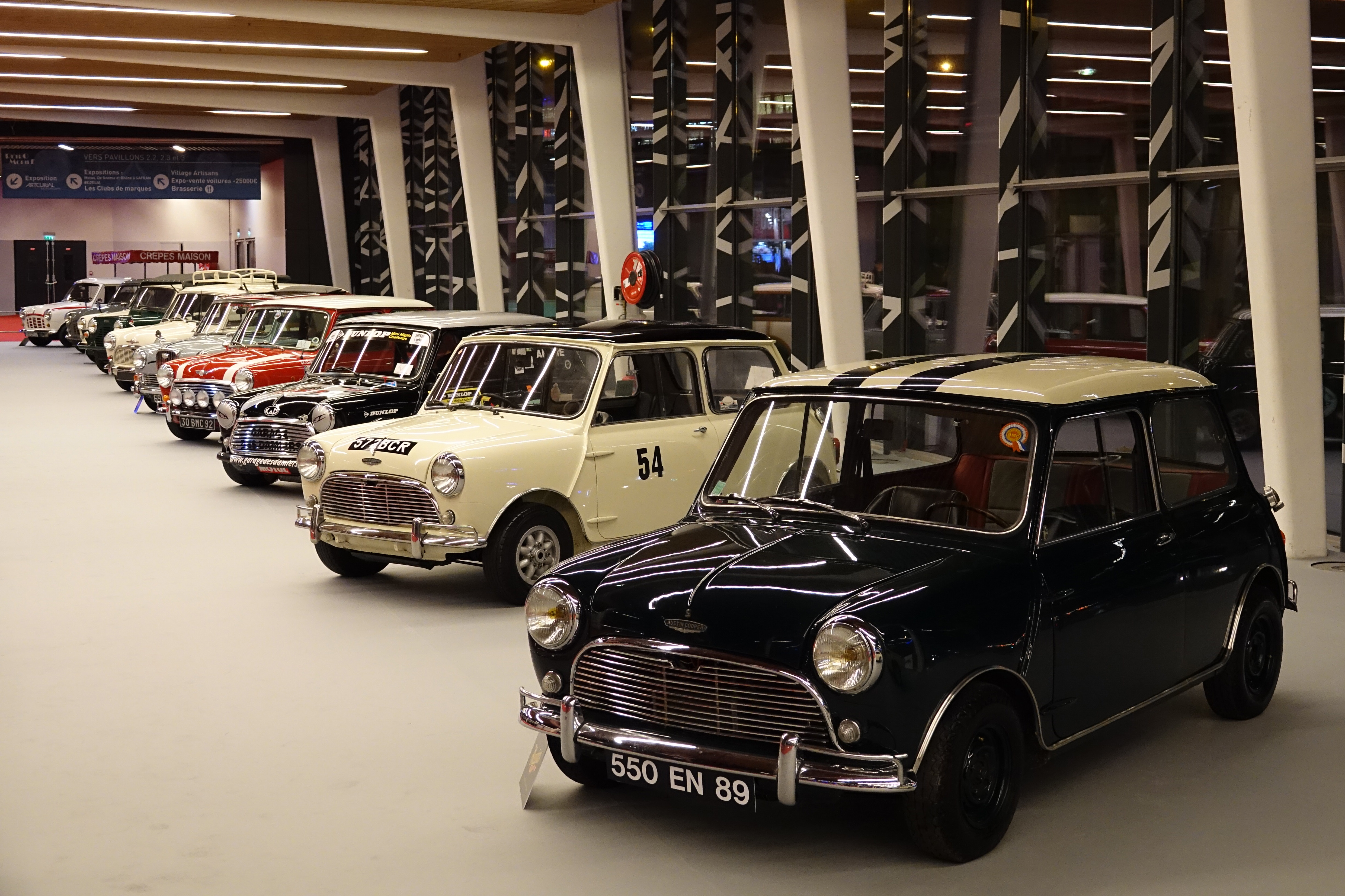
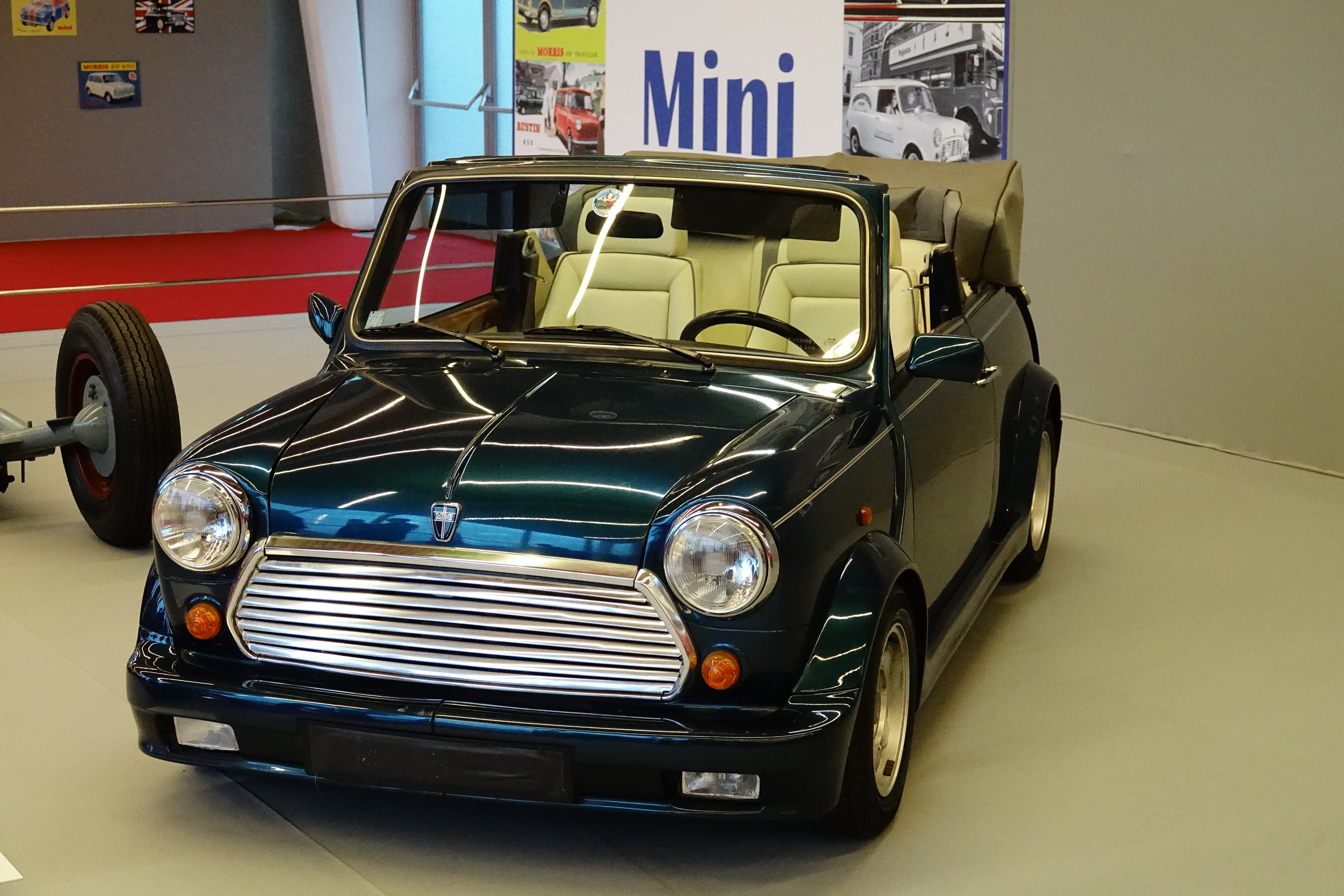
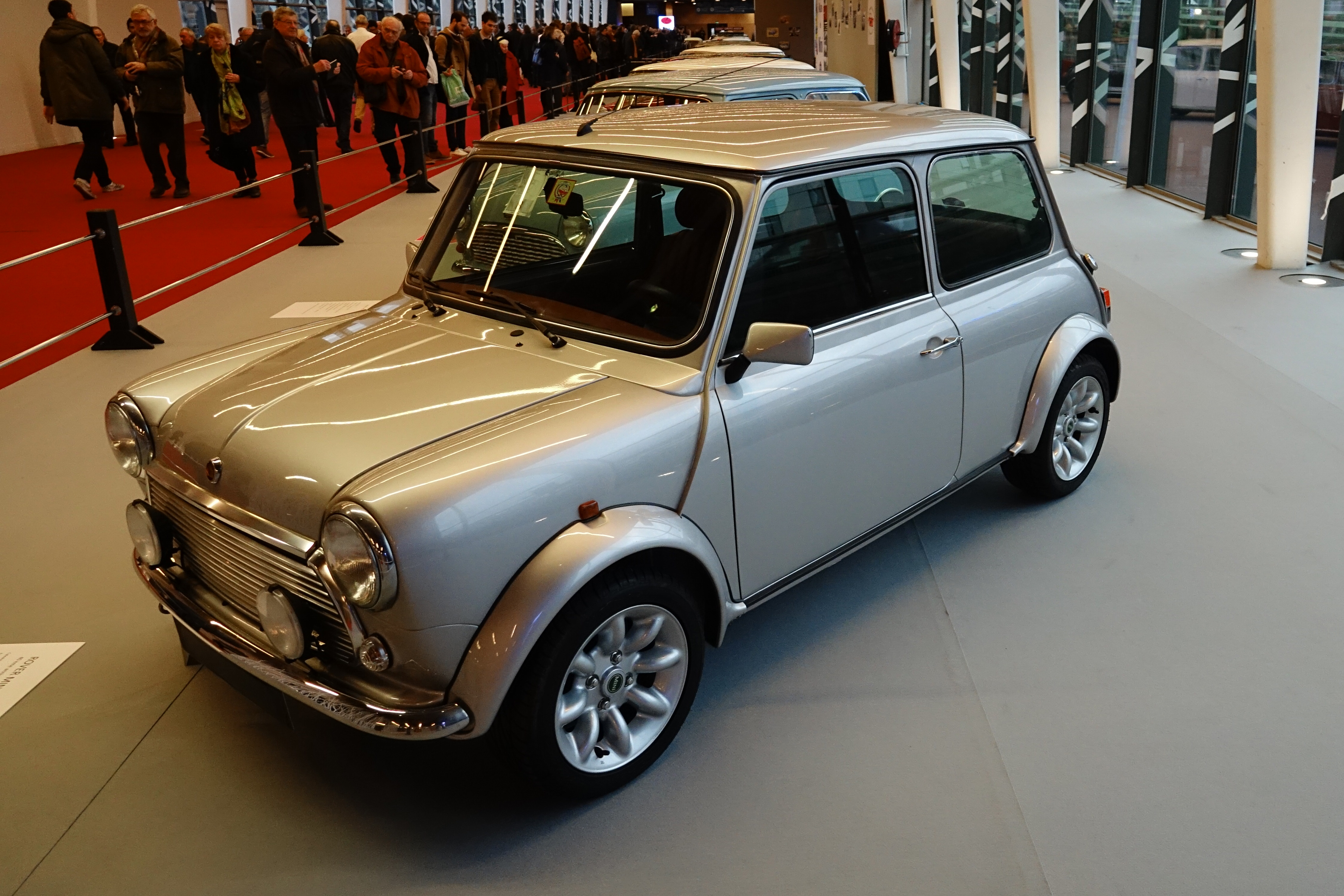
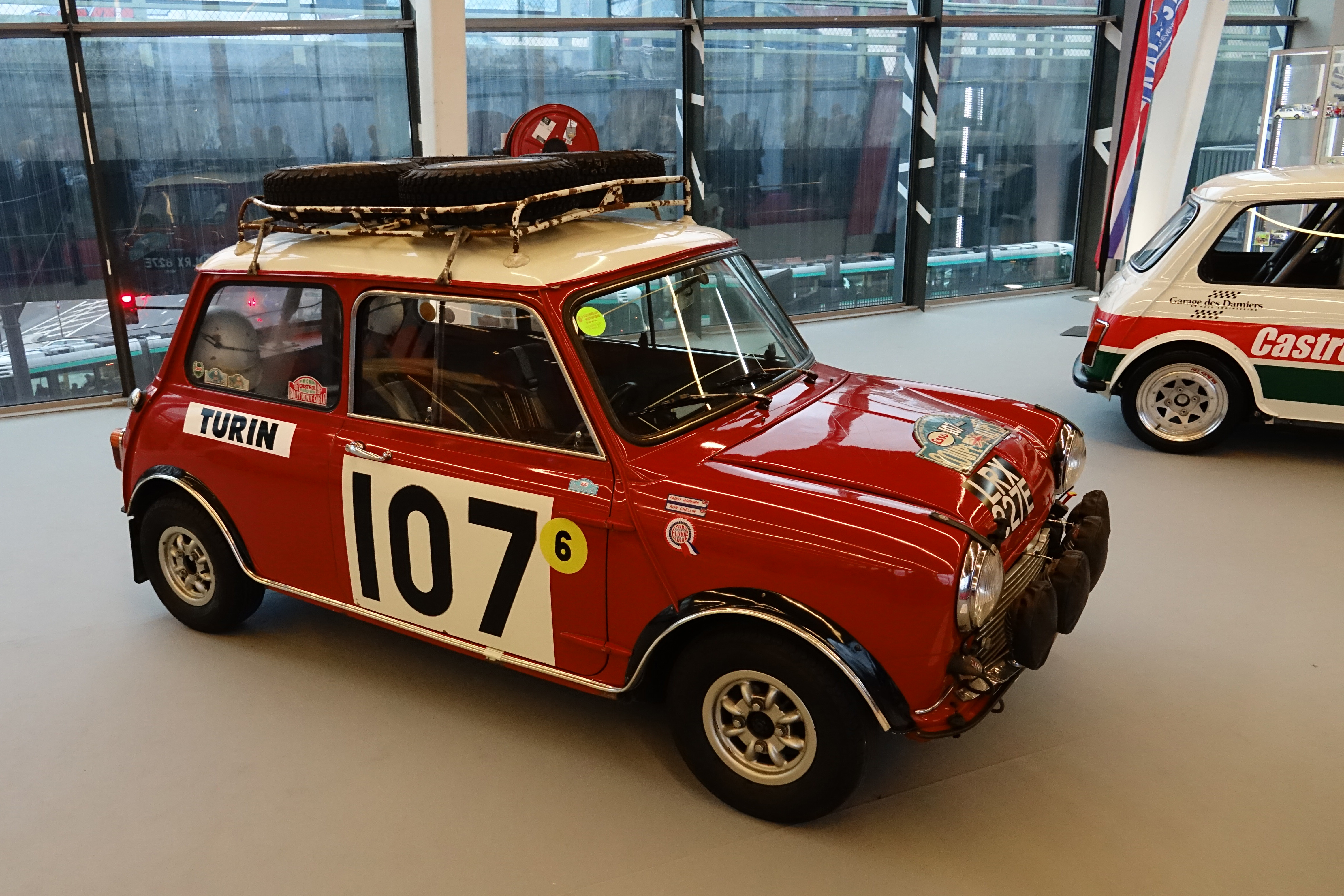

### 20 ans de la Honda S2000
La Honda S2000 célèbre ses 20 ans cette année.

## Expositions

### Berliet T100
Un espace, suffisant grand, est réservé à l'exposition du Berliet T100. En effet celui mesure 15,3 m de long, 4,98 m de large et 4,43 m de haut. Il reçoit un moteur Cummins V12 de 29 litres développant 700 ch, alimenté au diesel contenu dans deux réservoirs de 950 litres. Il est l'un des quatre T100 produit et pèse 50 tonnes.

Le Berliet T100
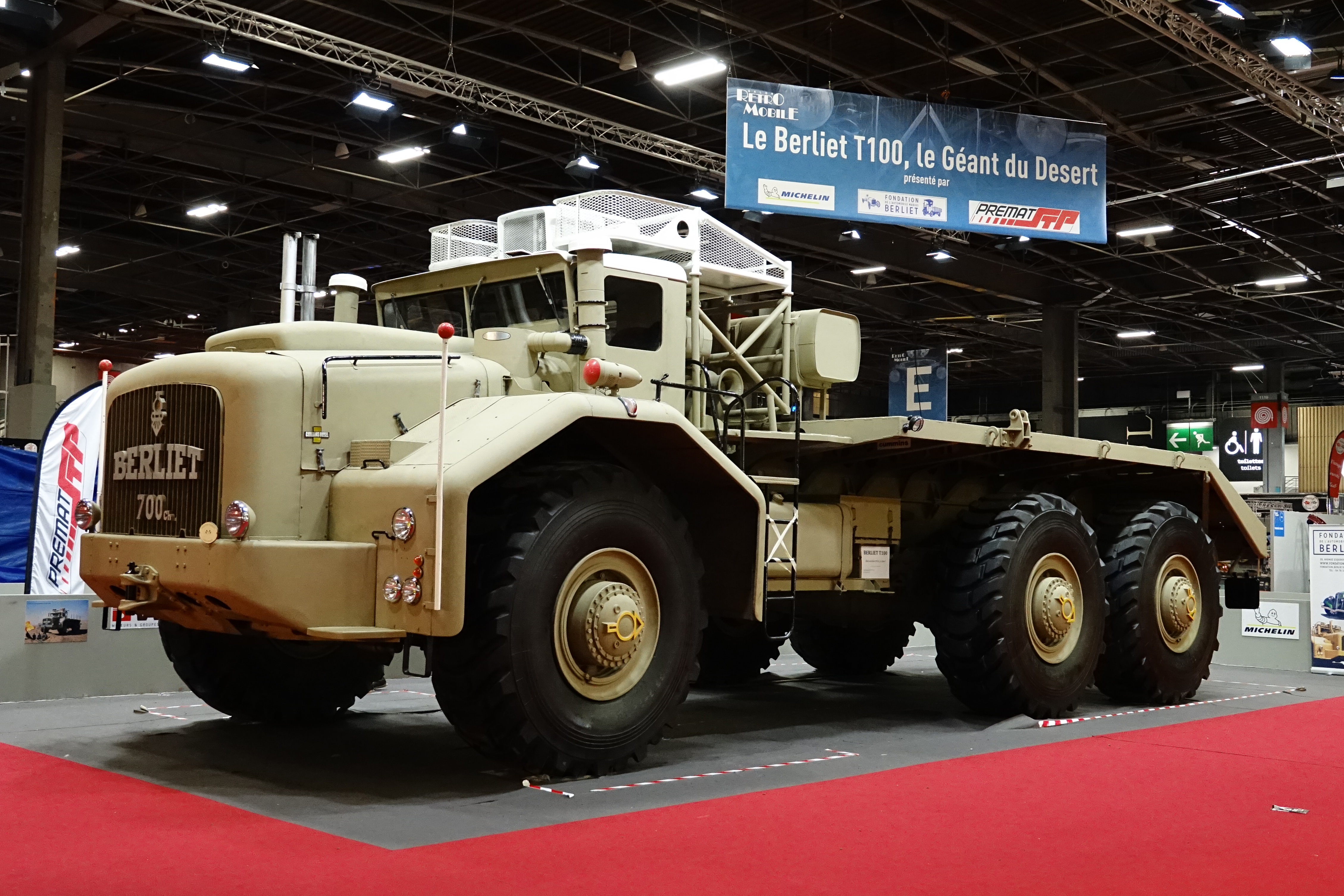
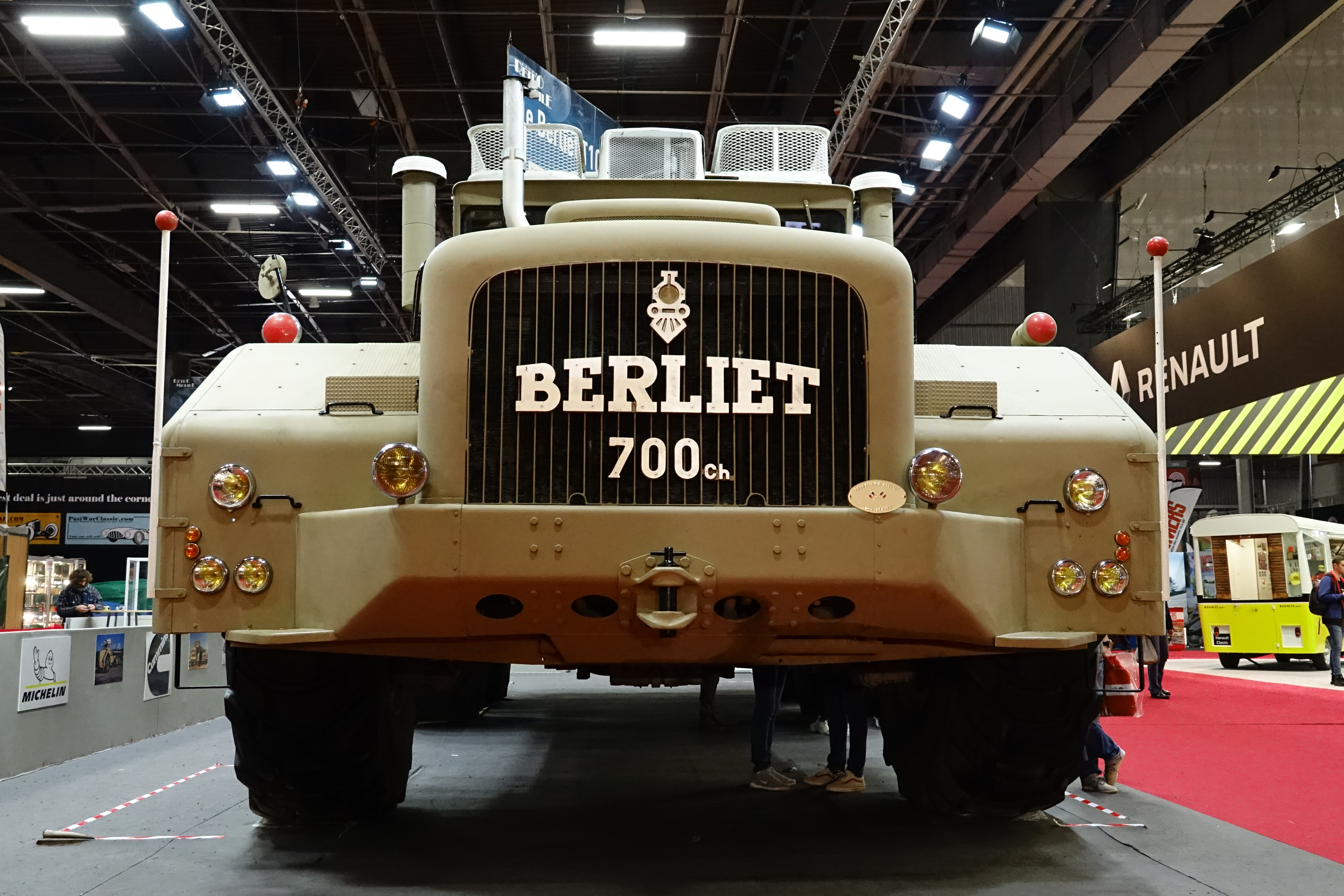
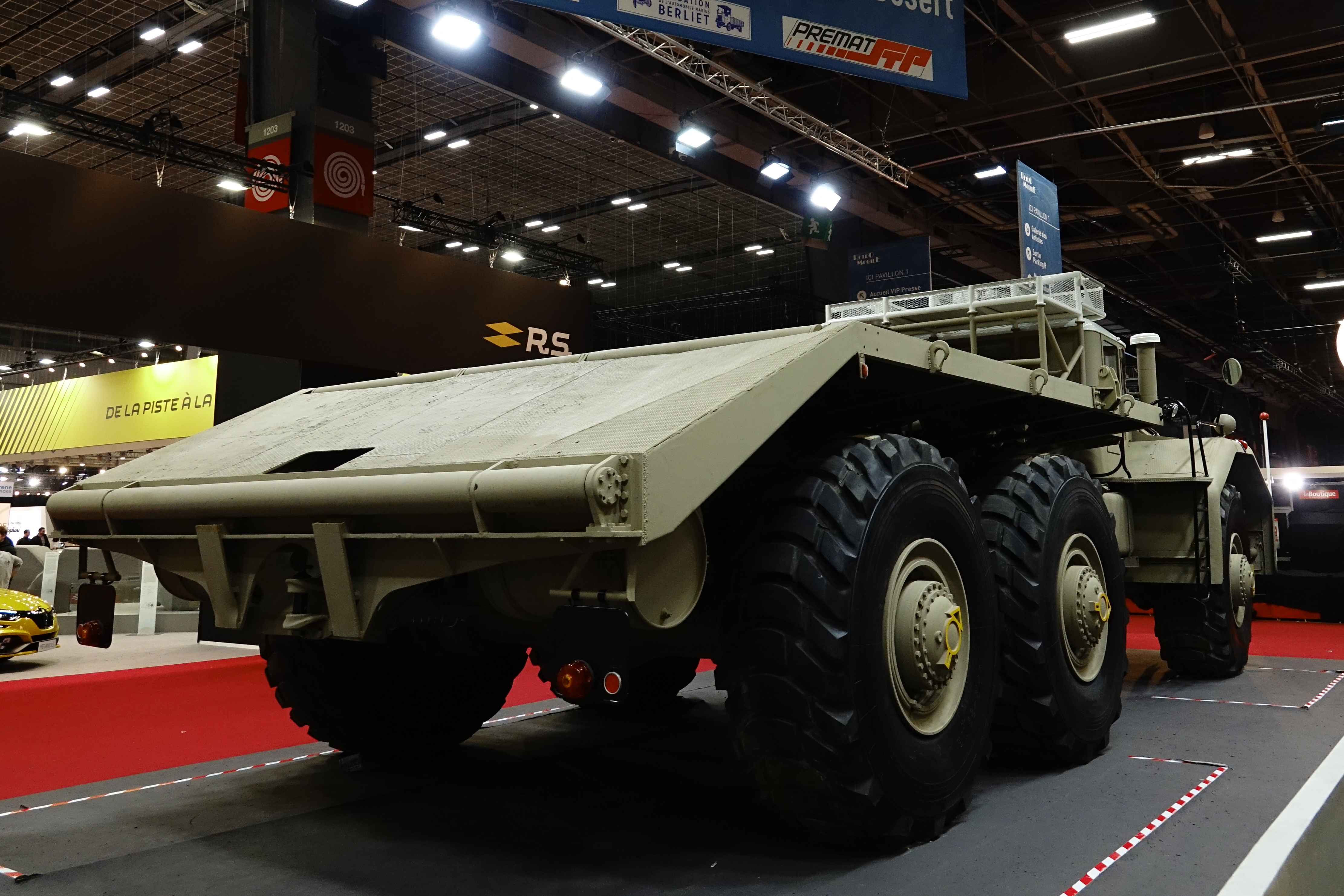

### Bédélia
Cette année, Rétromobile présente le plus grand rassemblement au monde de véhicules Bédélia avec 14 exemplaires sur les 18 modèles encore existants du constructeur automobile Bédélia fondé en 1910. Avec comme particularité d'avoir le conducteur placé en arrière du véhicule et le passager devant.

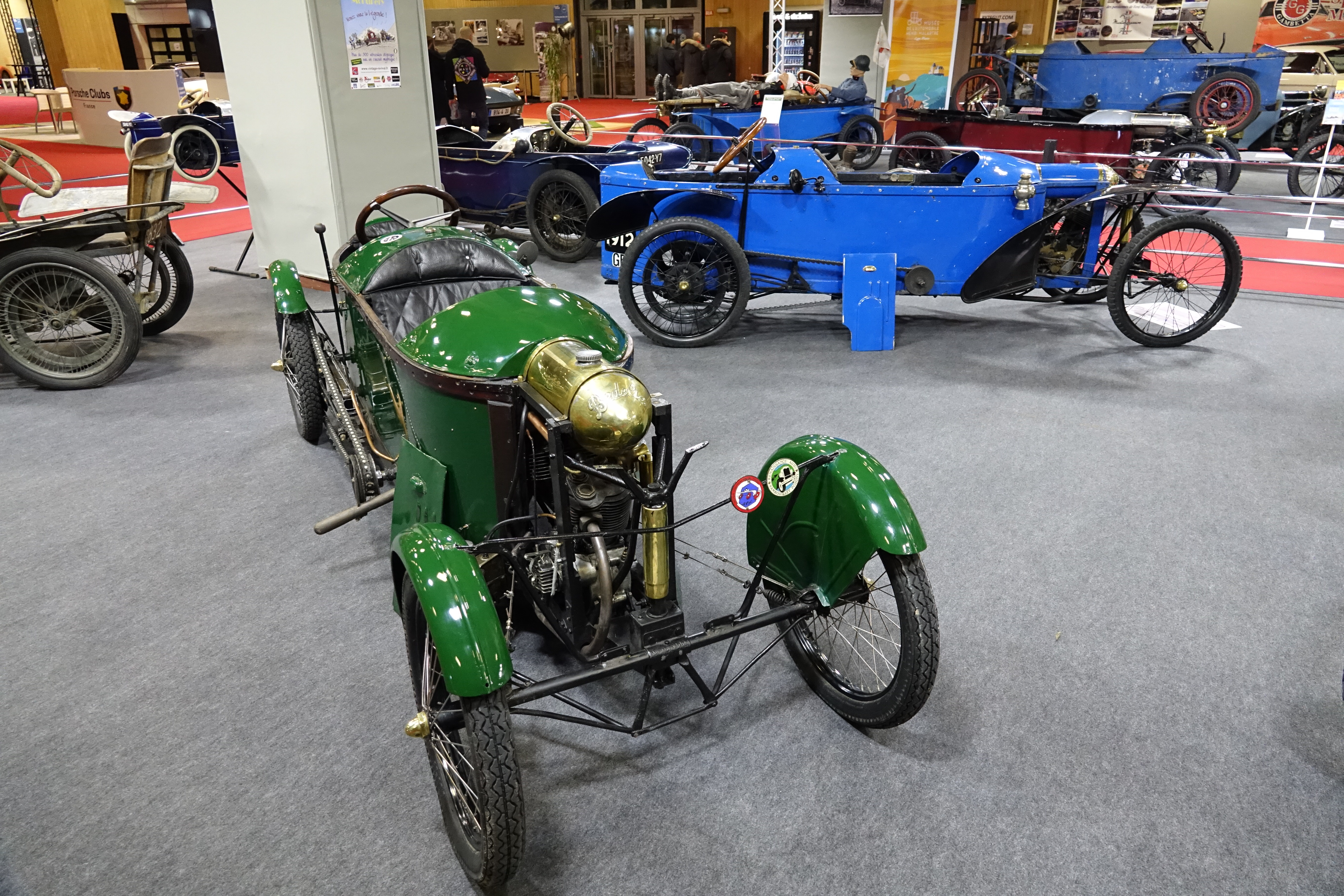
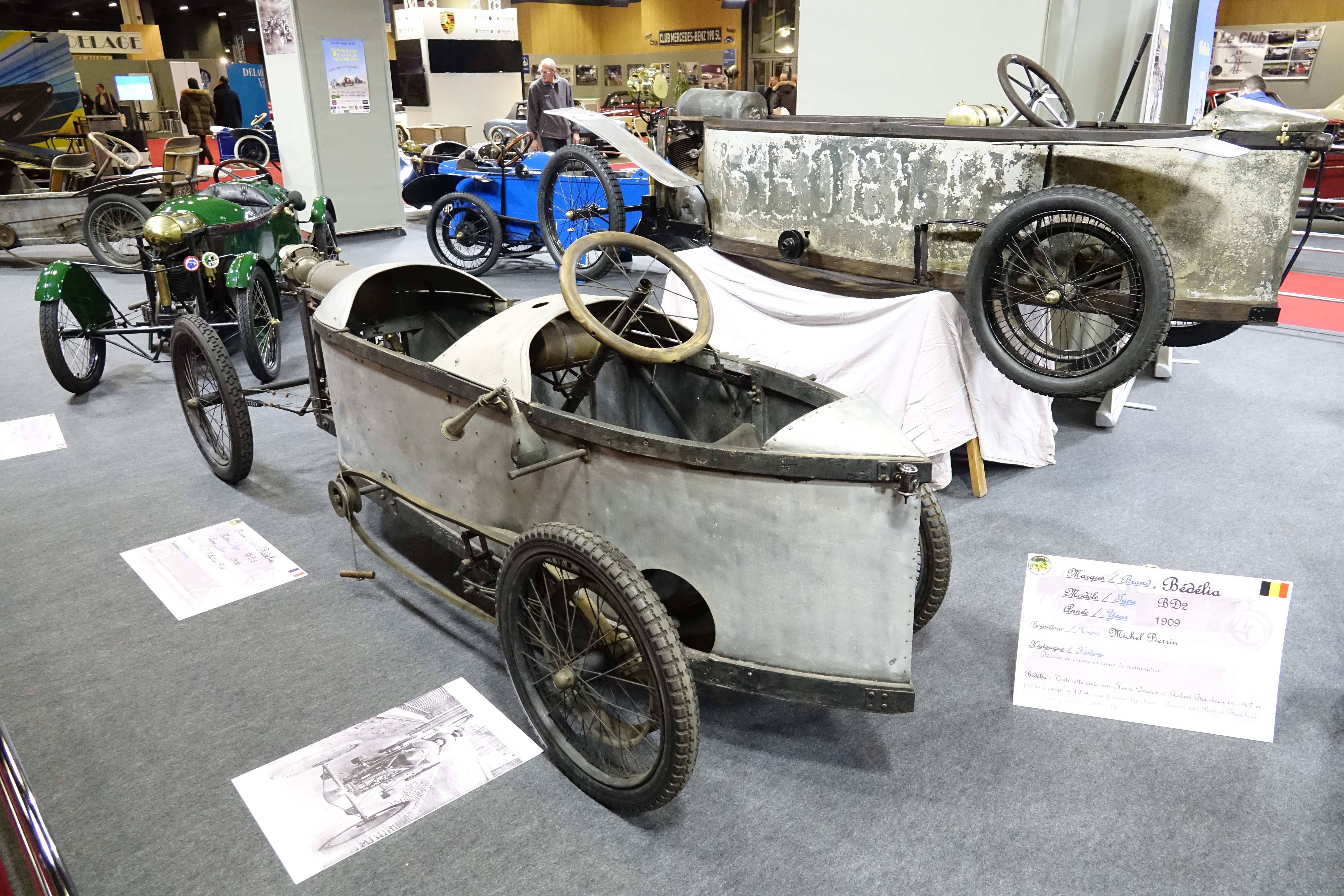
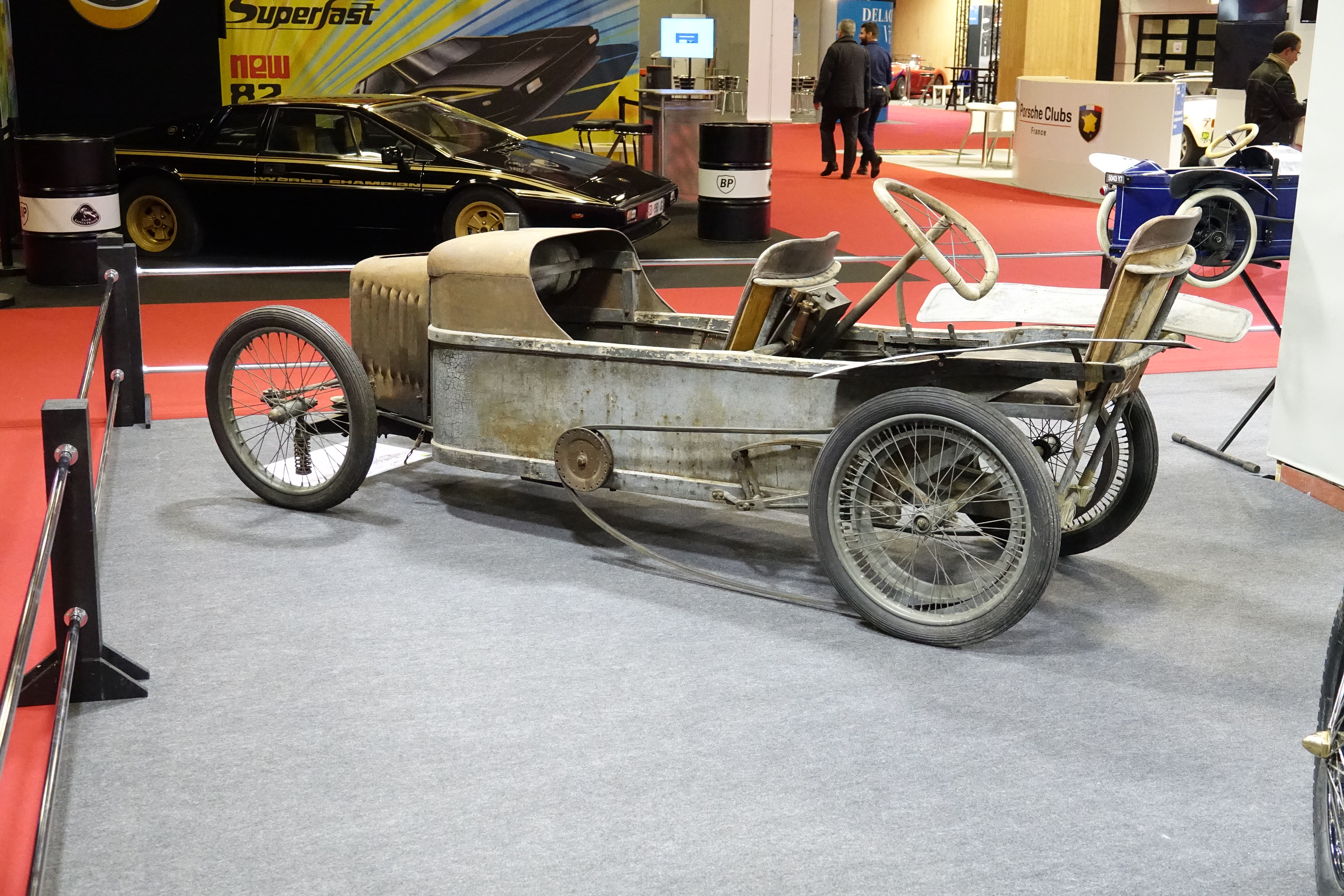
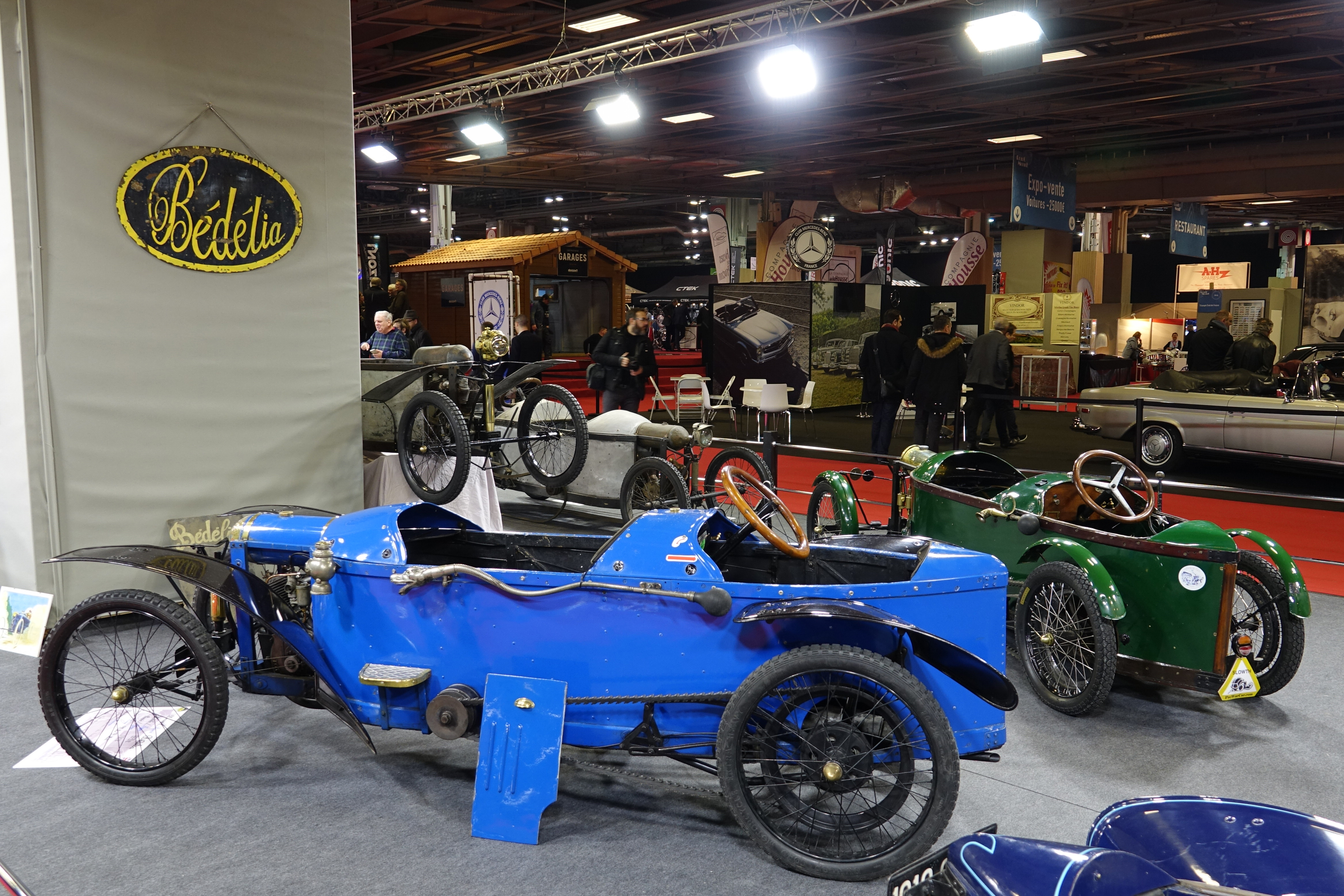

Exposition Bédélia
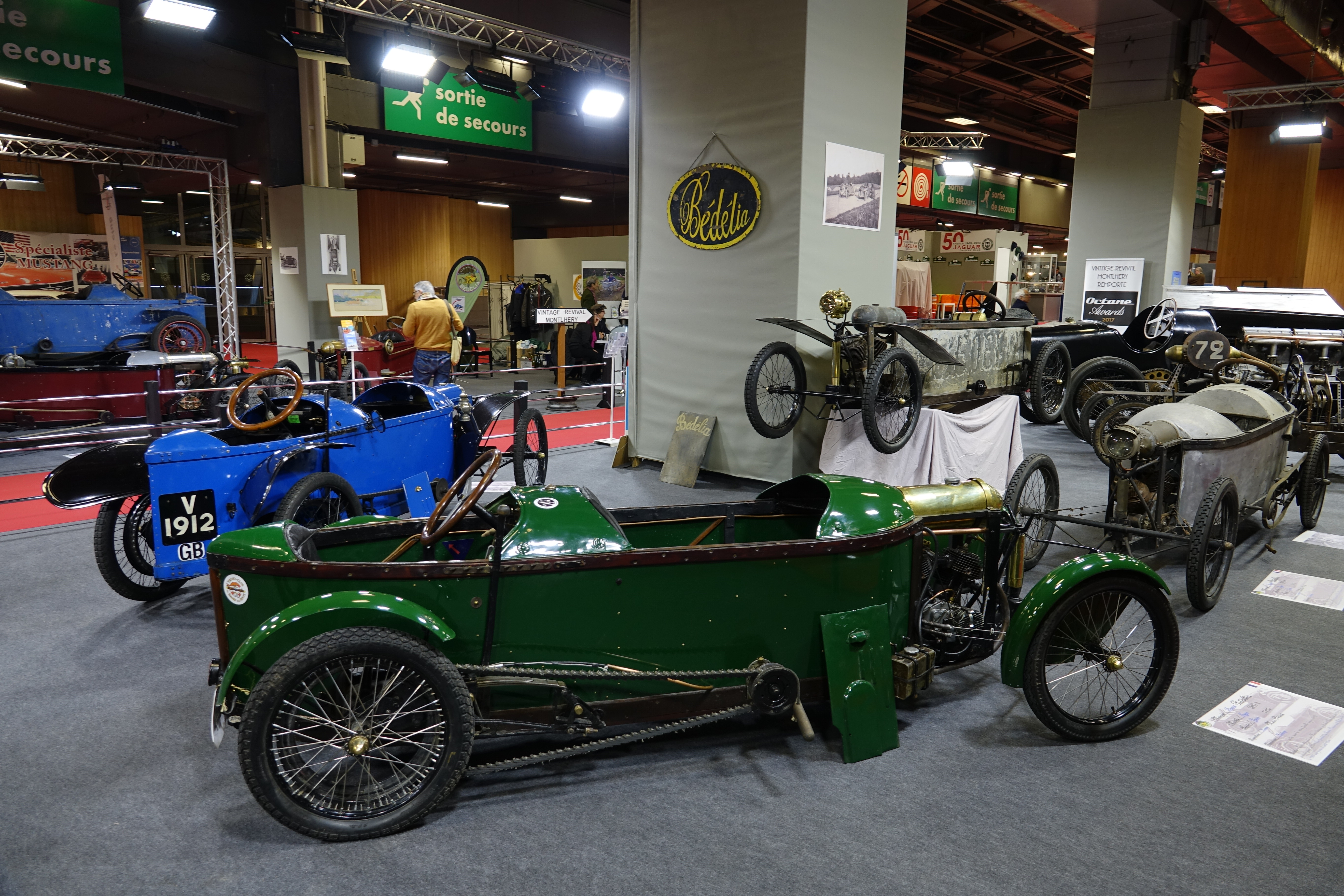
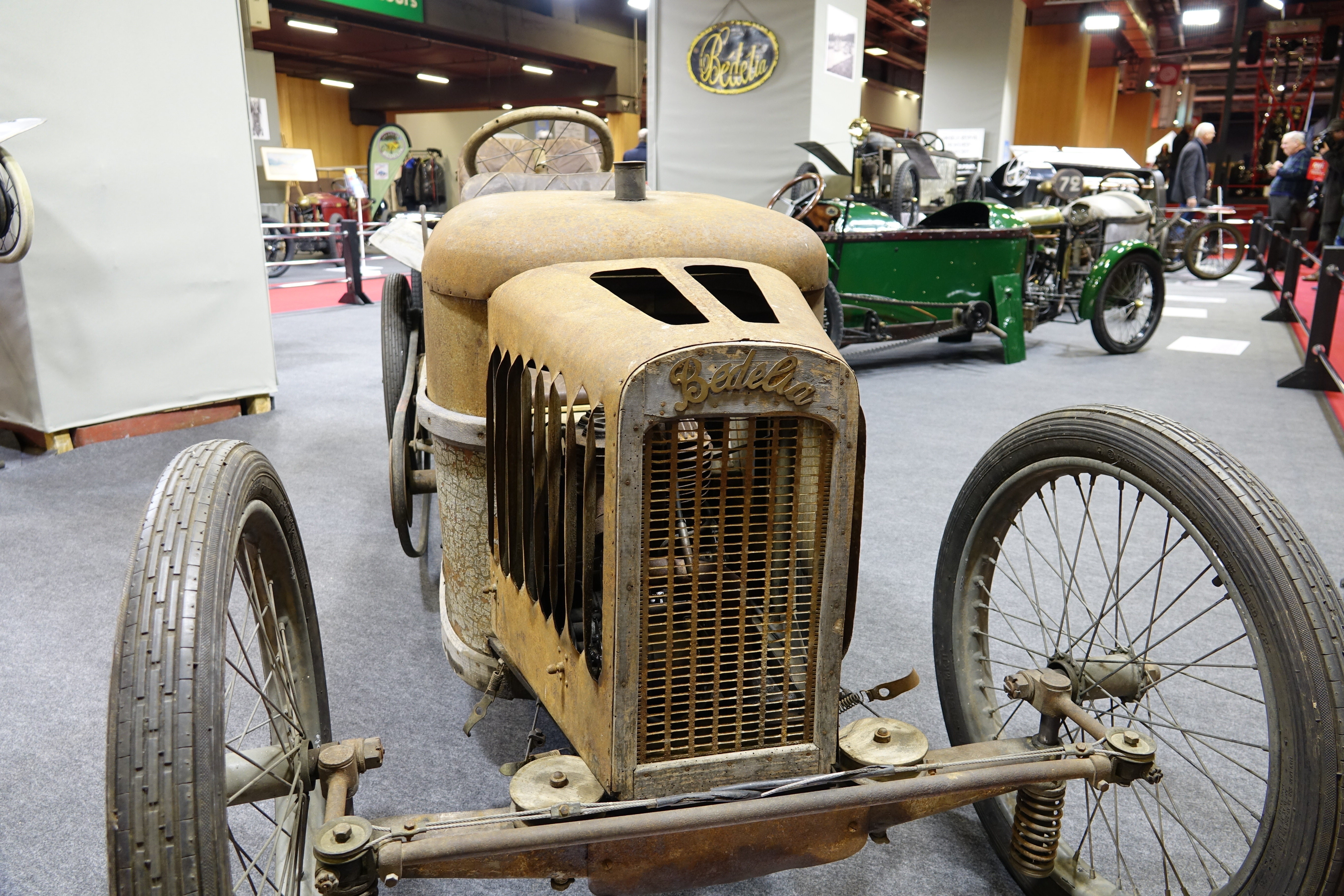
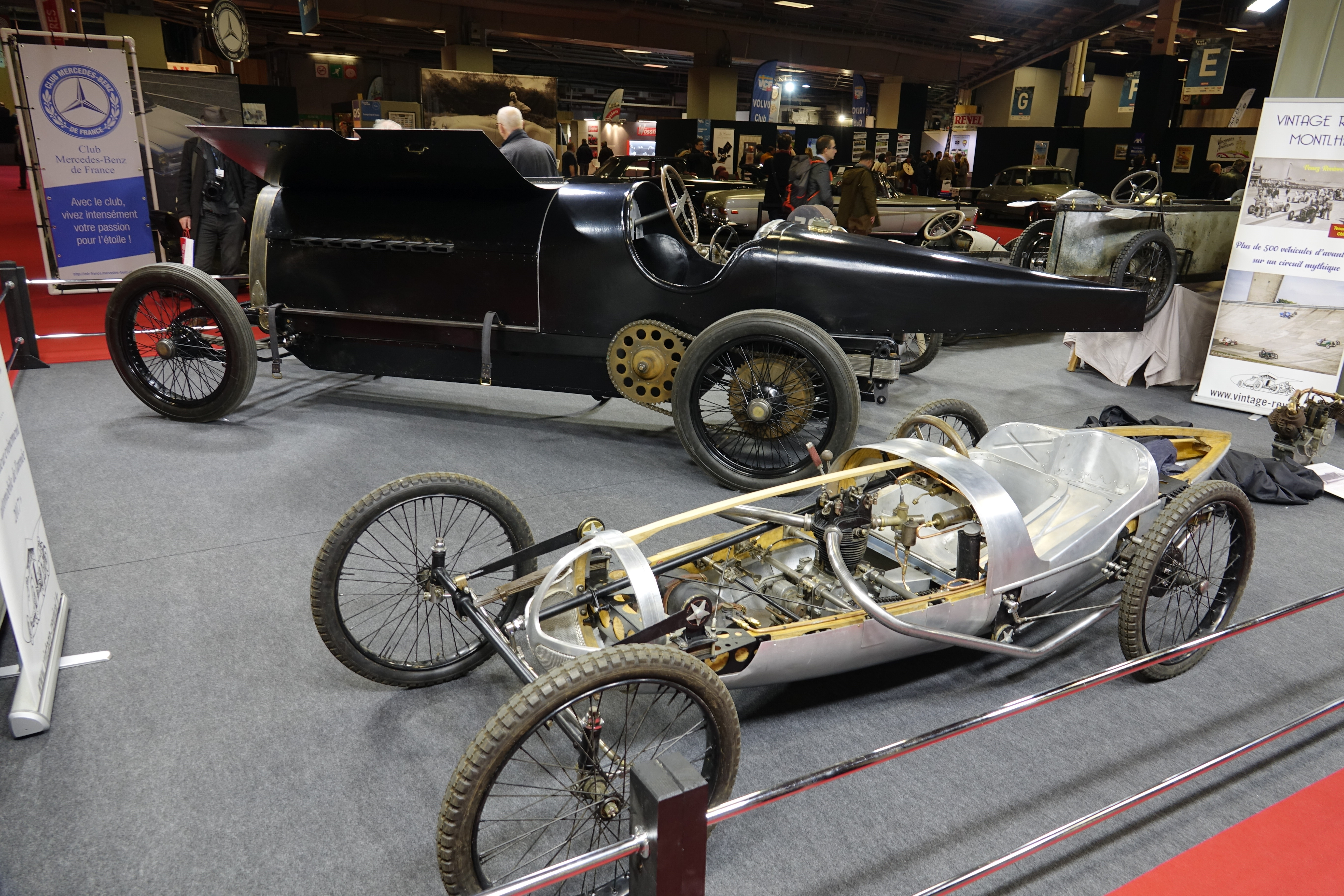
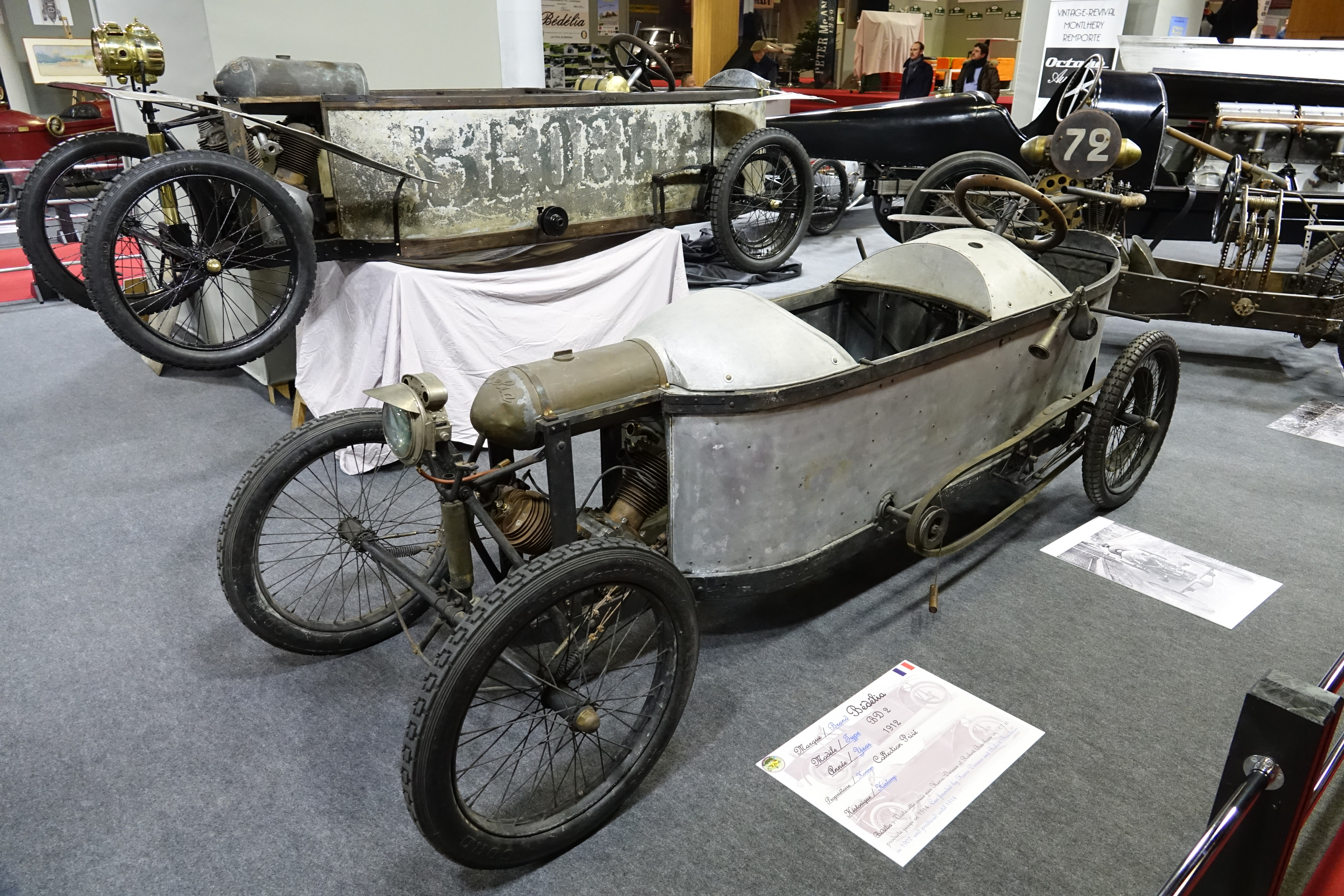

### Les Renault Turbo

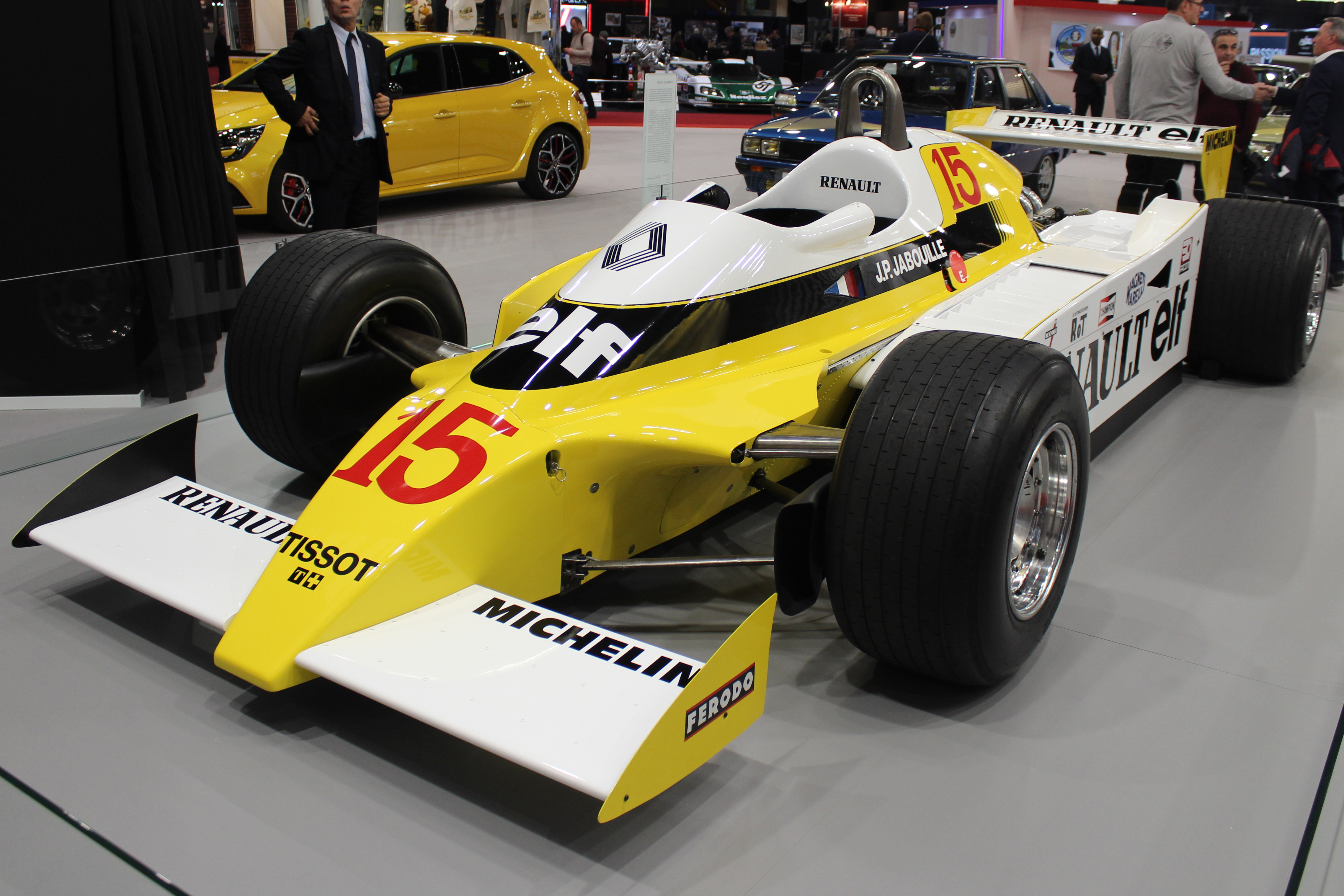
Renault RS10

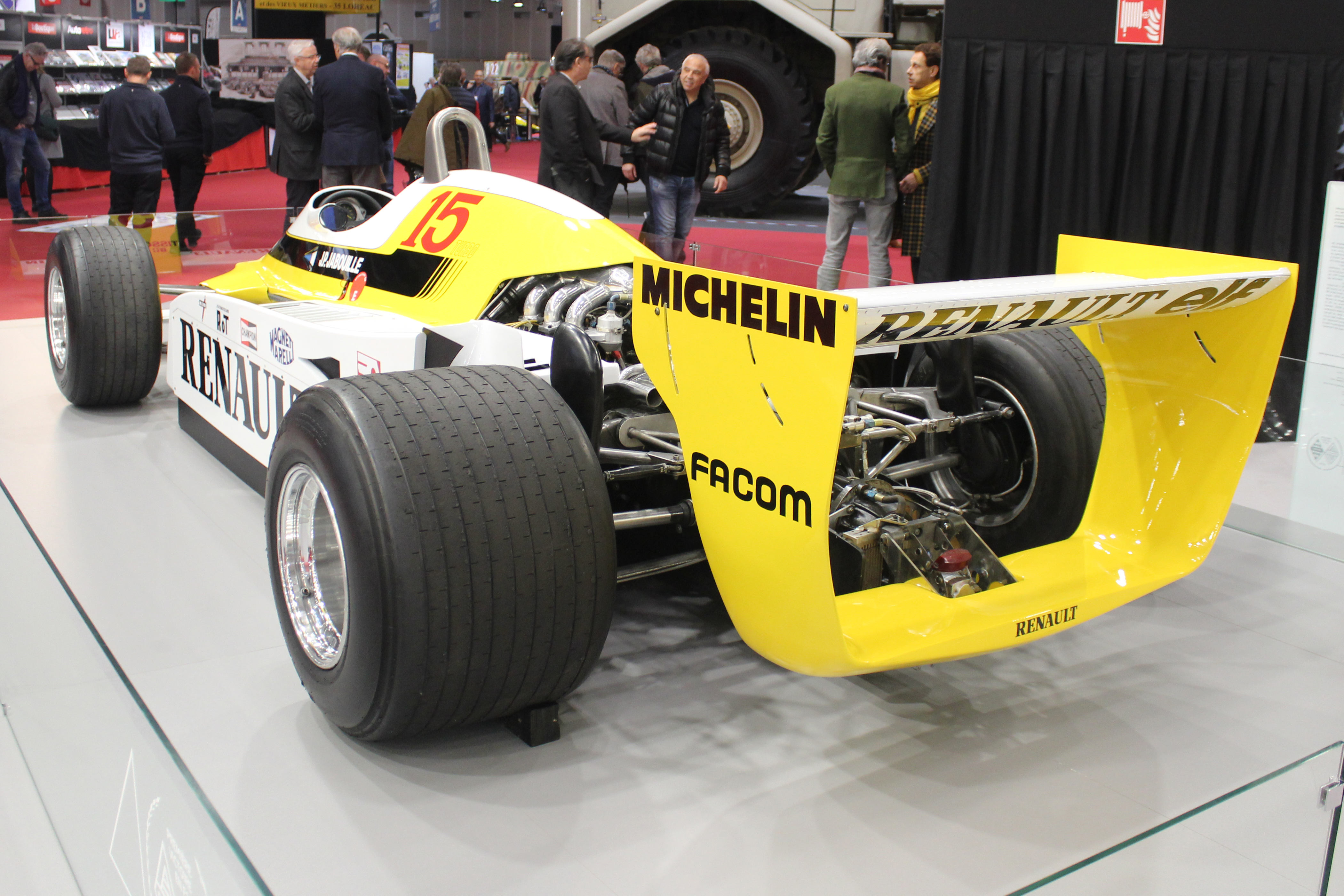
Renault RS10

Renault expose ses voitures de tourisme et de compétition à « moteur Turbo » dont la RS10 de 1970, première Formule 1 à moteur turbocompressé à remporter un Grand Prix. Elle est accompagnée de 11 autres modèles turbocompressés :
- Renault 18 Turbo (1980);
- Renault 5 Turbo (1981) ;
- Renault 5 Alpine Turbo (1981) ;
- Renault Fuego Turbo (1983) ;
- Renault11 Turbo (1984) ;
- Renault Super 5 GT Turbo (1985).
- Renault 9 Turbo (1985) ;
- Renault 21 2.0 Turbo (1987) ;
- Renault 25 V6 turbo Baccara (1990) ;
- Renault Safrane Biturbo (1993) ;
- Renault Mégane RS (2018) ;

Exposition Renault Turbo
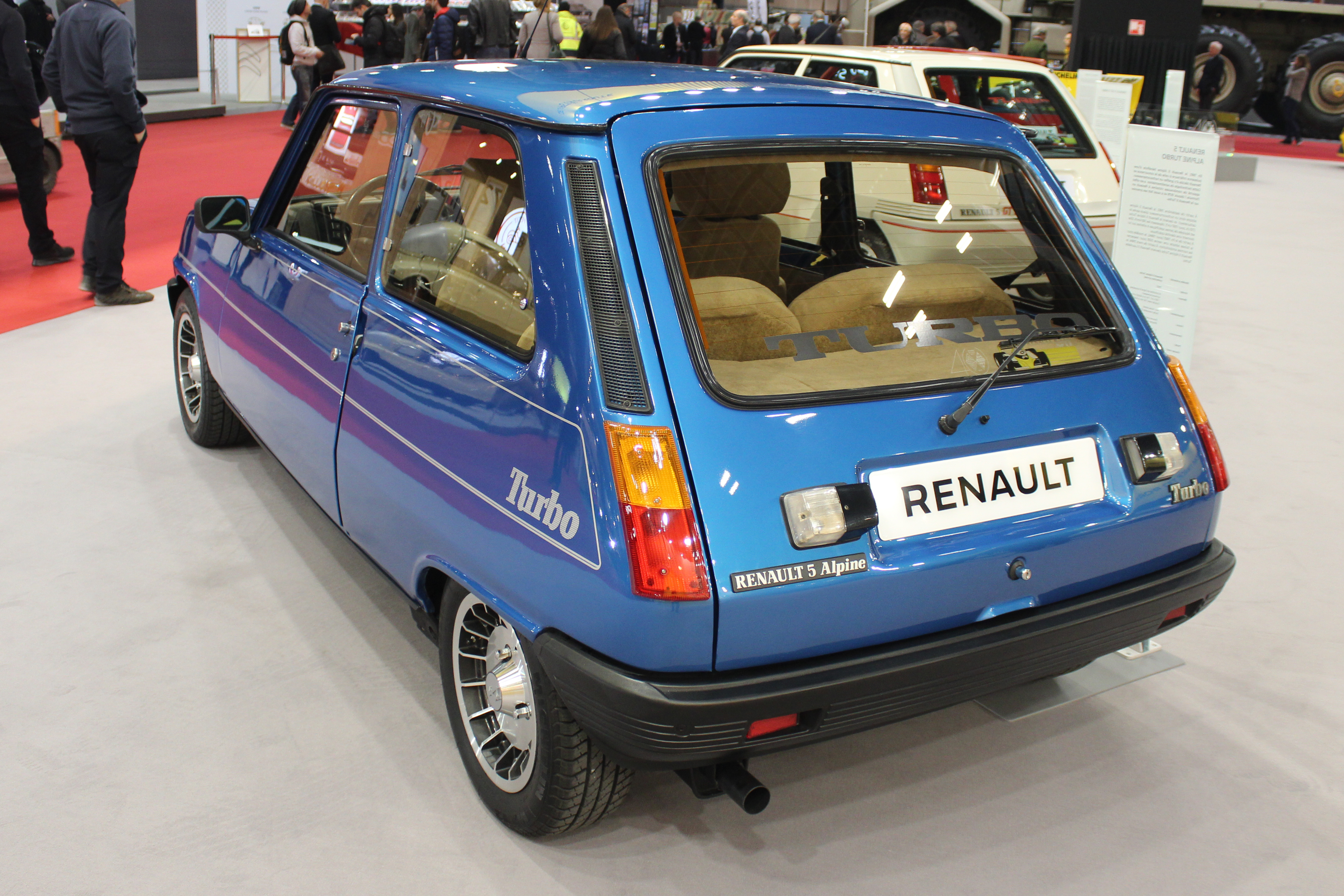
R5 Alpine Turbo
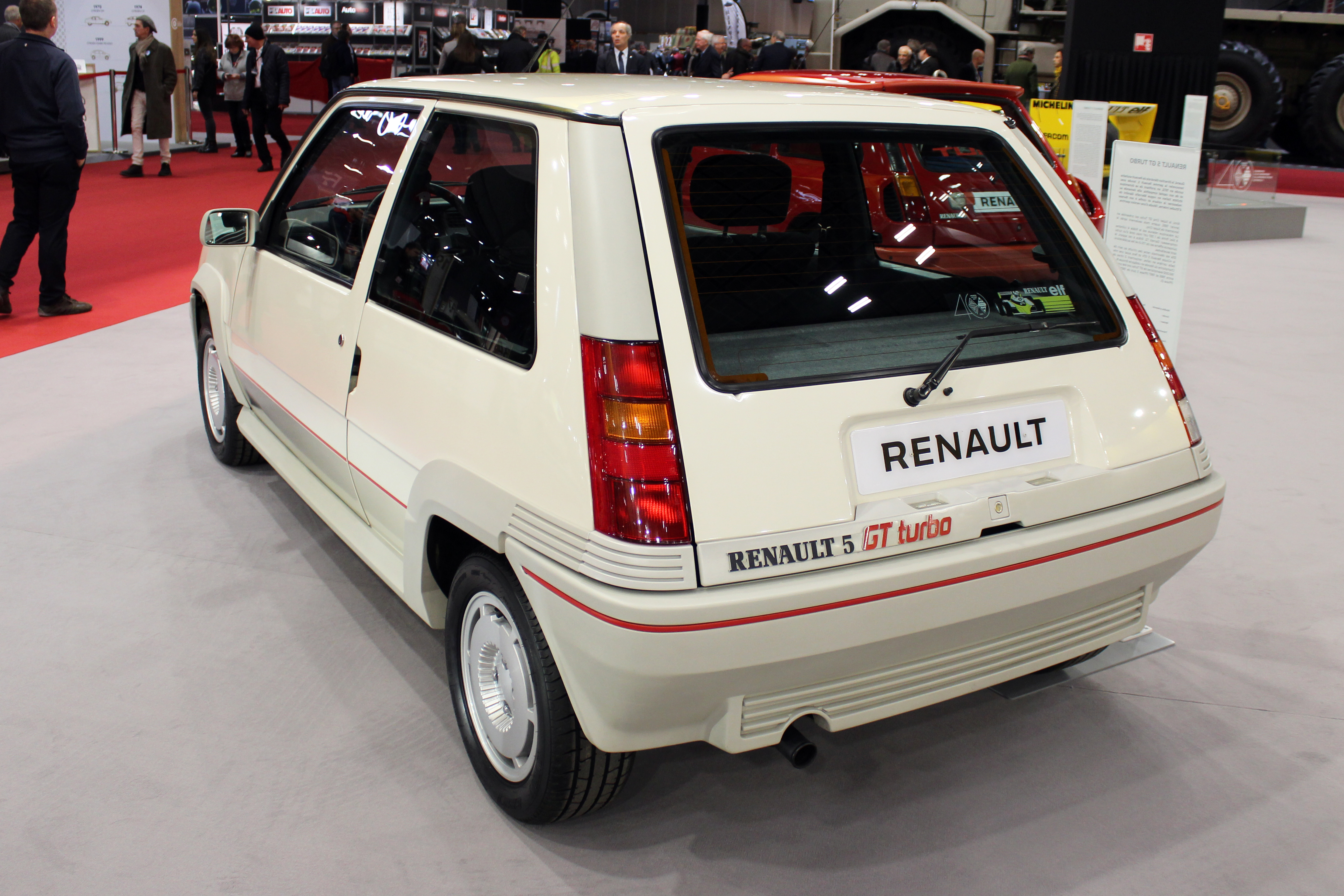
R5 GT Turbo
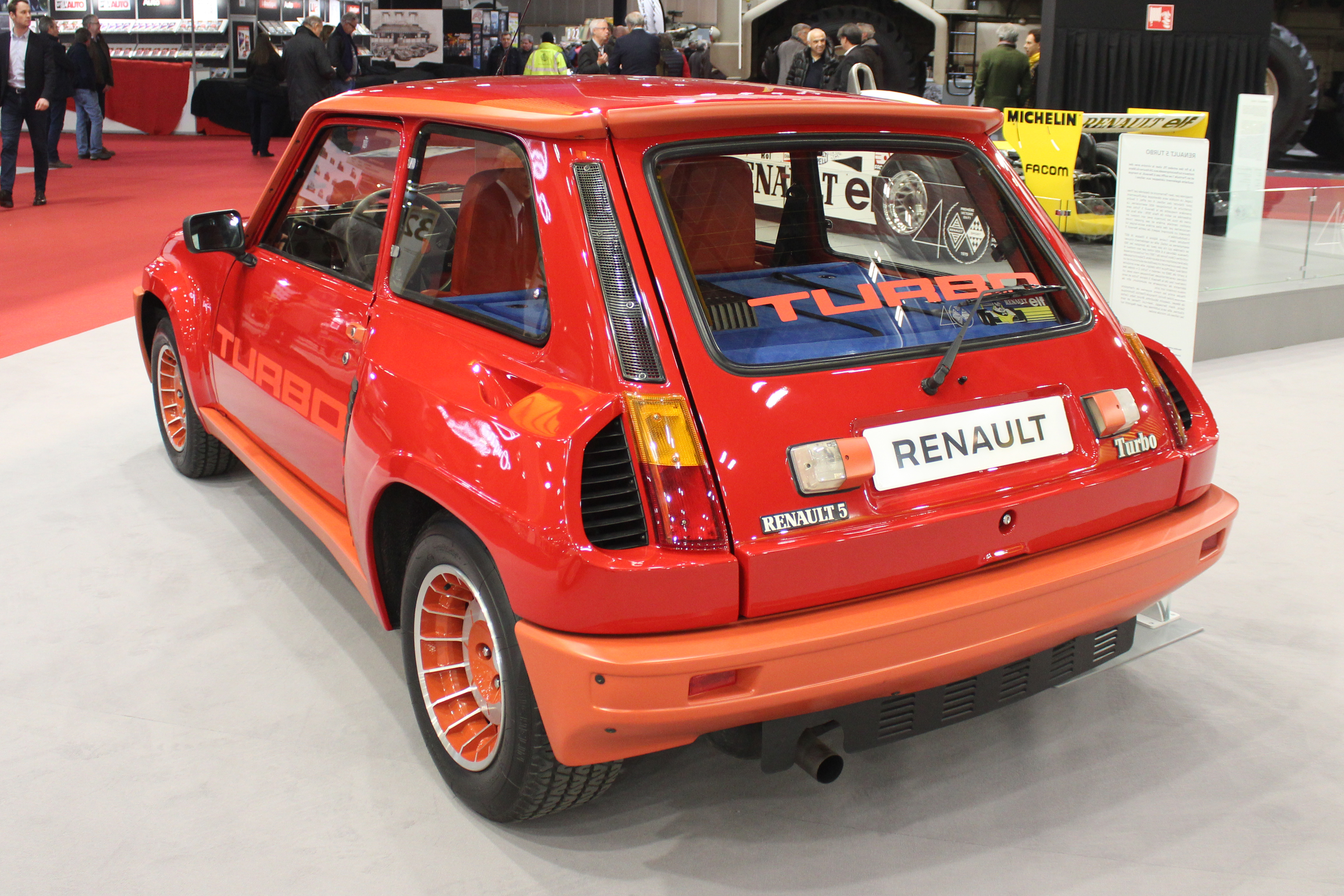
R5 Turbo
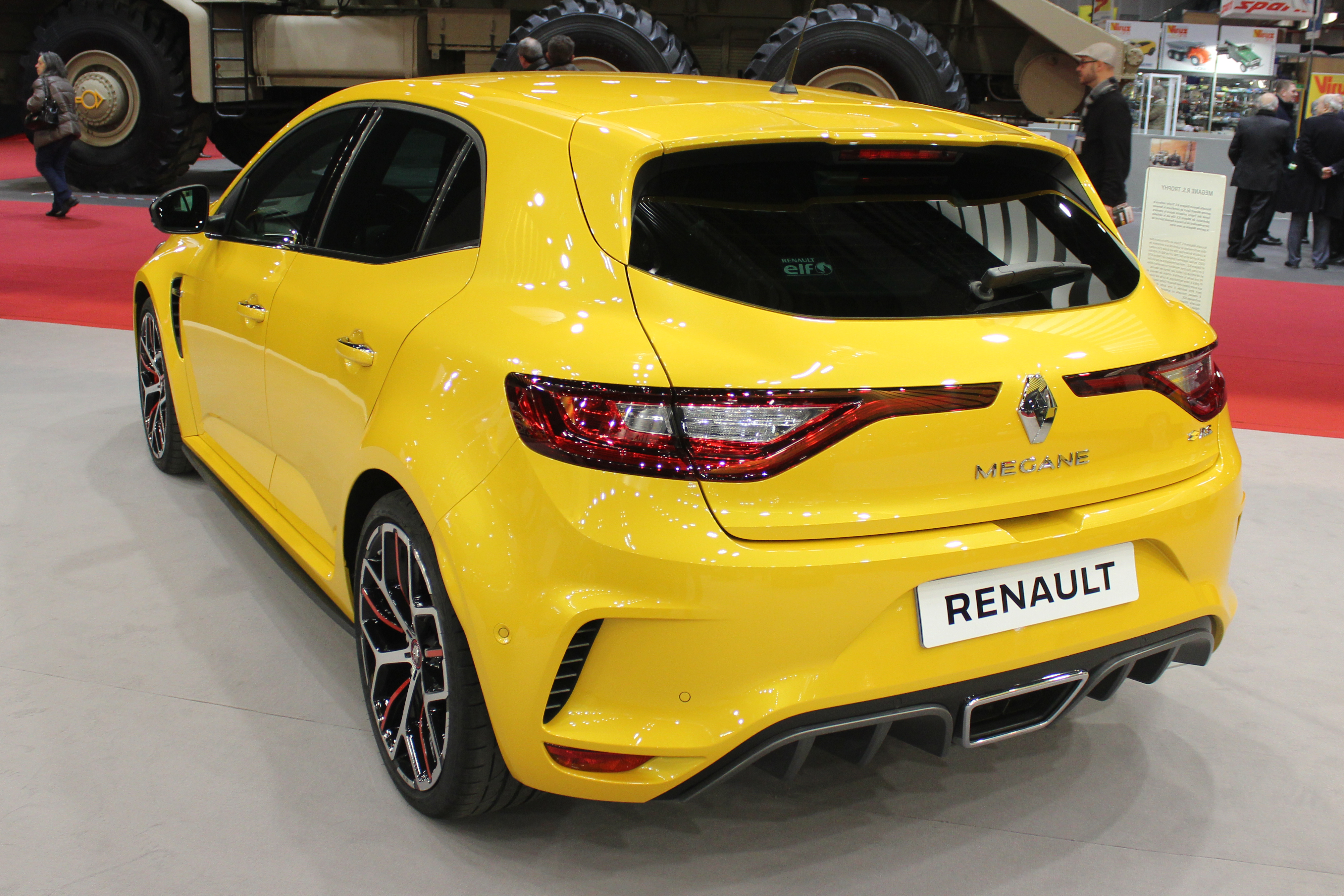
Mégane RS

### Les blindés

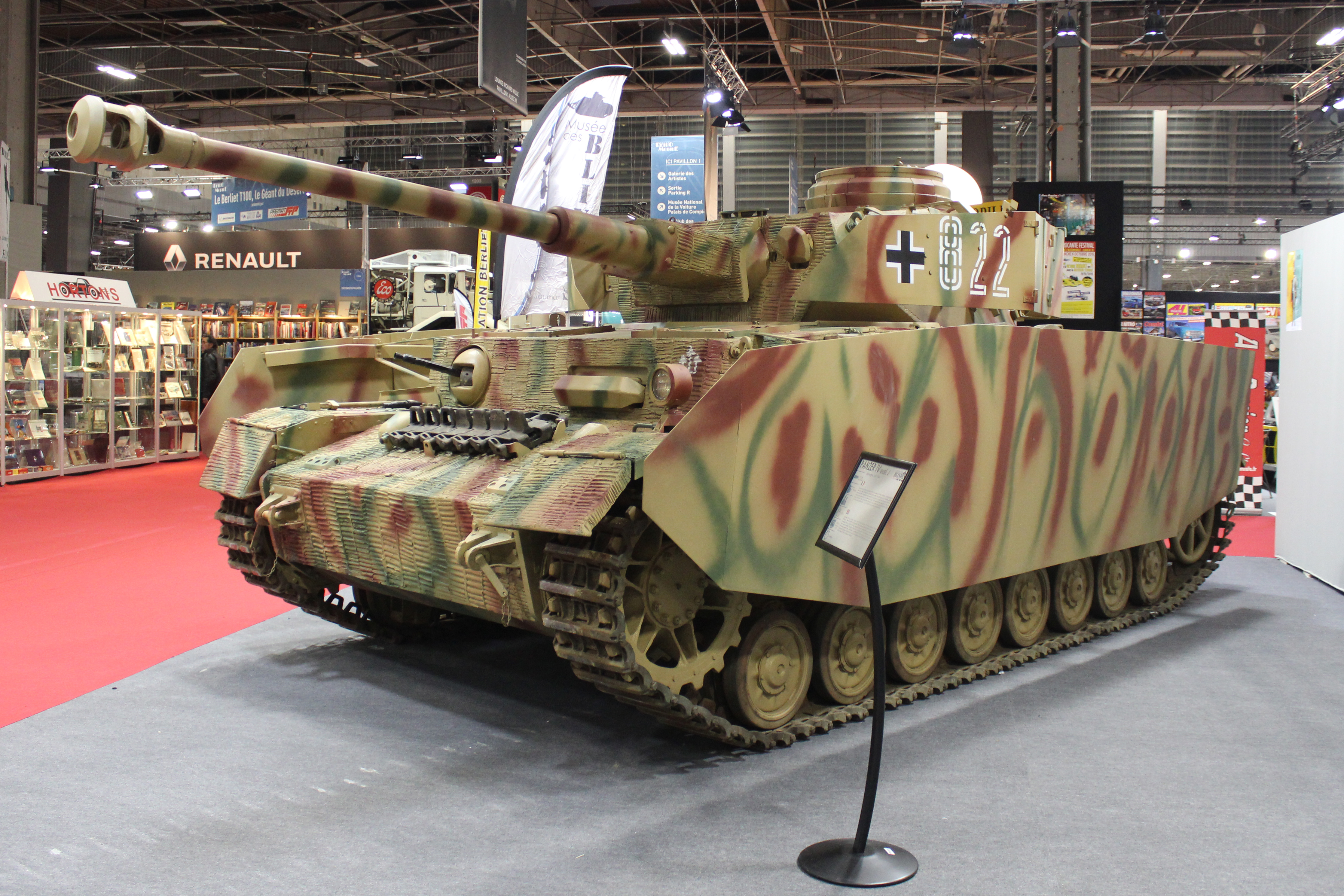
Panzer IV

Le Musée des Blindés de Saumur expose le Panzer IV. Un char Sherman Type M4-A4 est également présenté.

### De Dion-Bouton
Le Musée National de la voiture de Compiègne présente une exposition de voitures De Dion-Bouton, dont la type D de 1899, première voiturette à pétrole, carrossée par Rheims et Auscher, le Big-Cart à vapeur (1890) ou encore le coupé trois quarts chauffeur (1905).

Exposition De Dion-Bouton - Musée national de la Voiture et du Tourisme de Compiègne
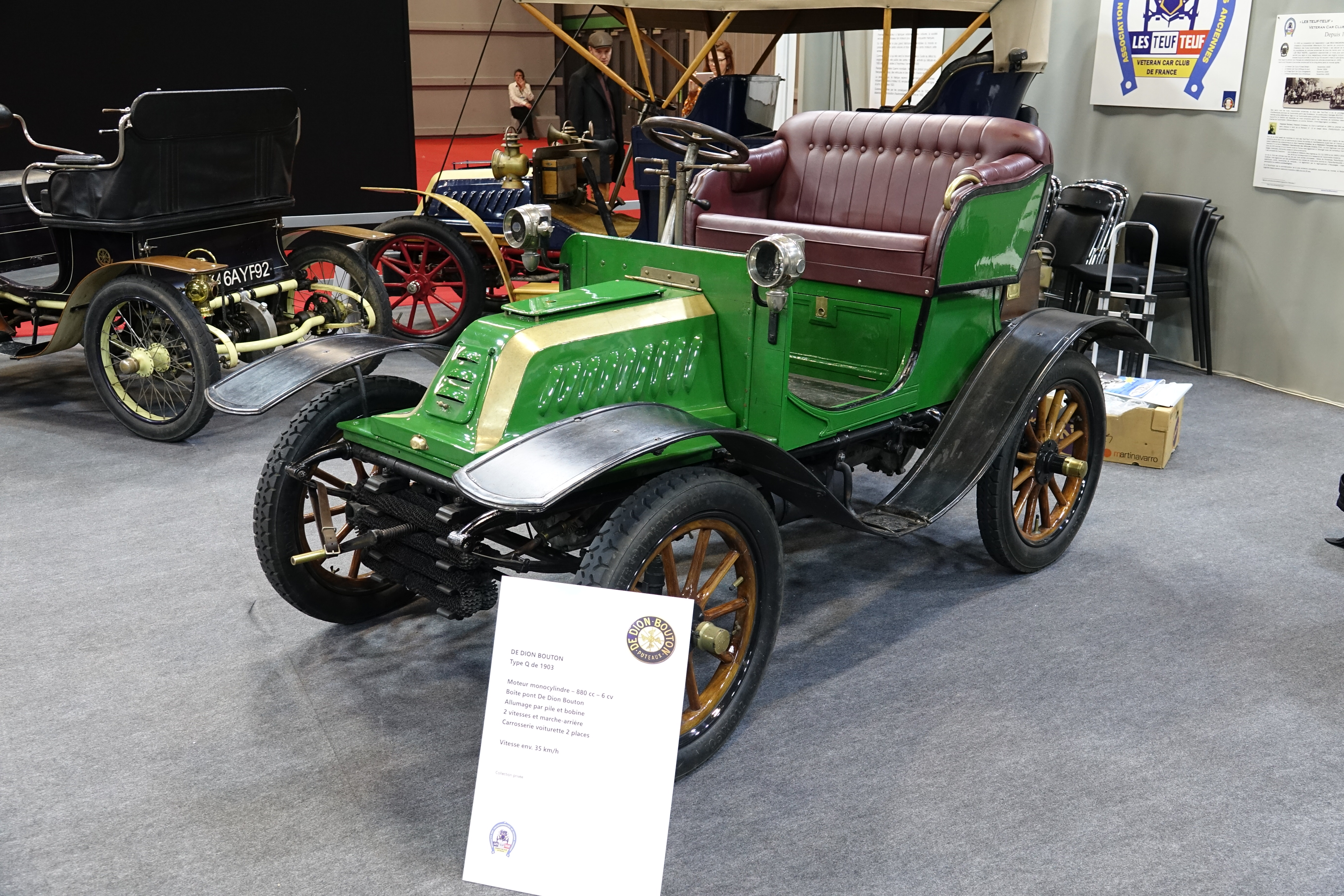
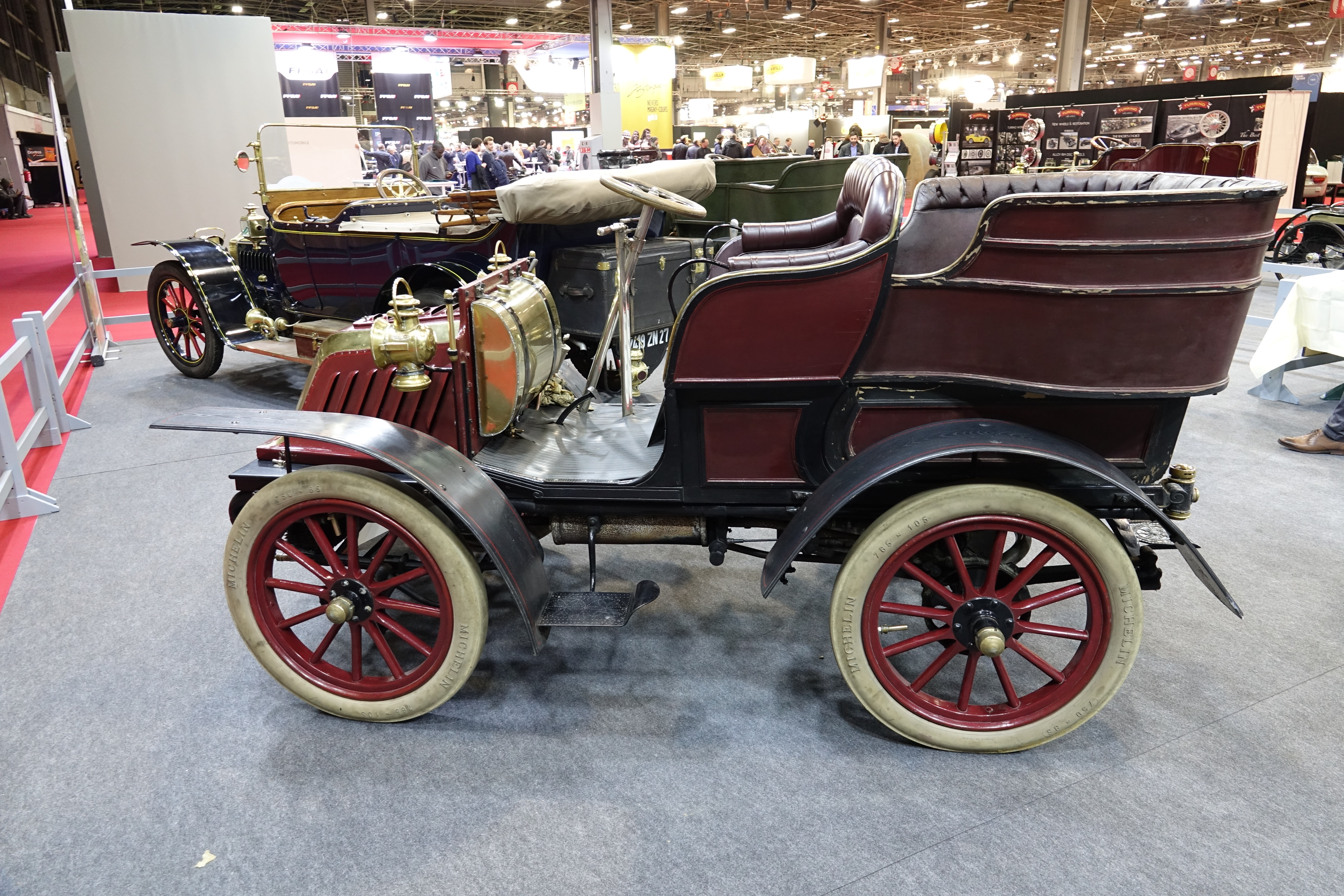
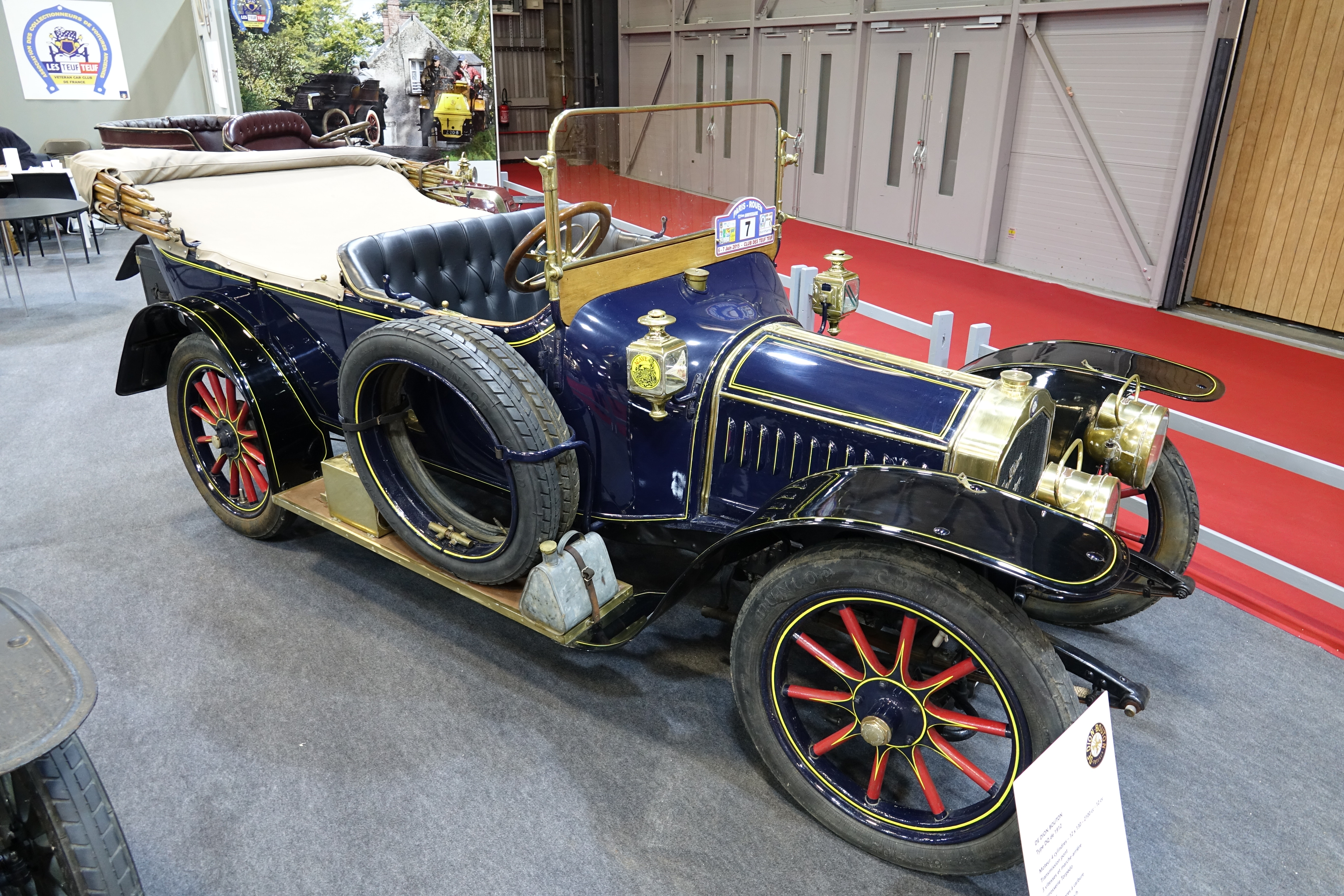
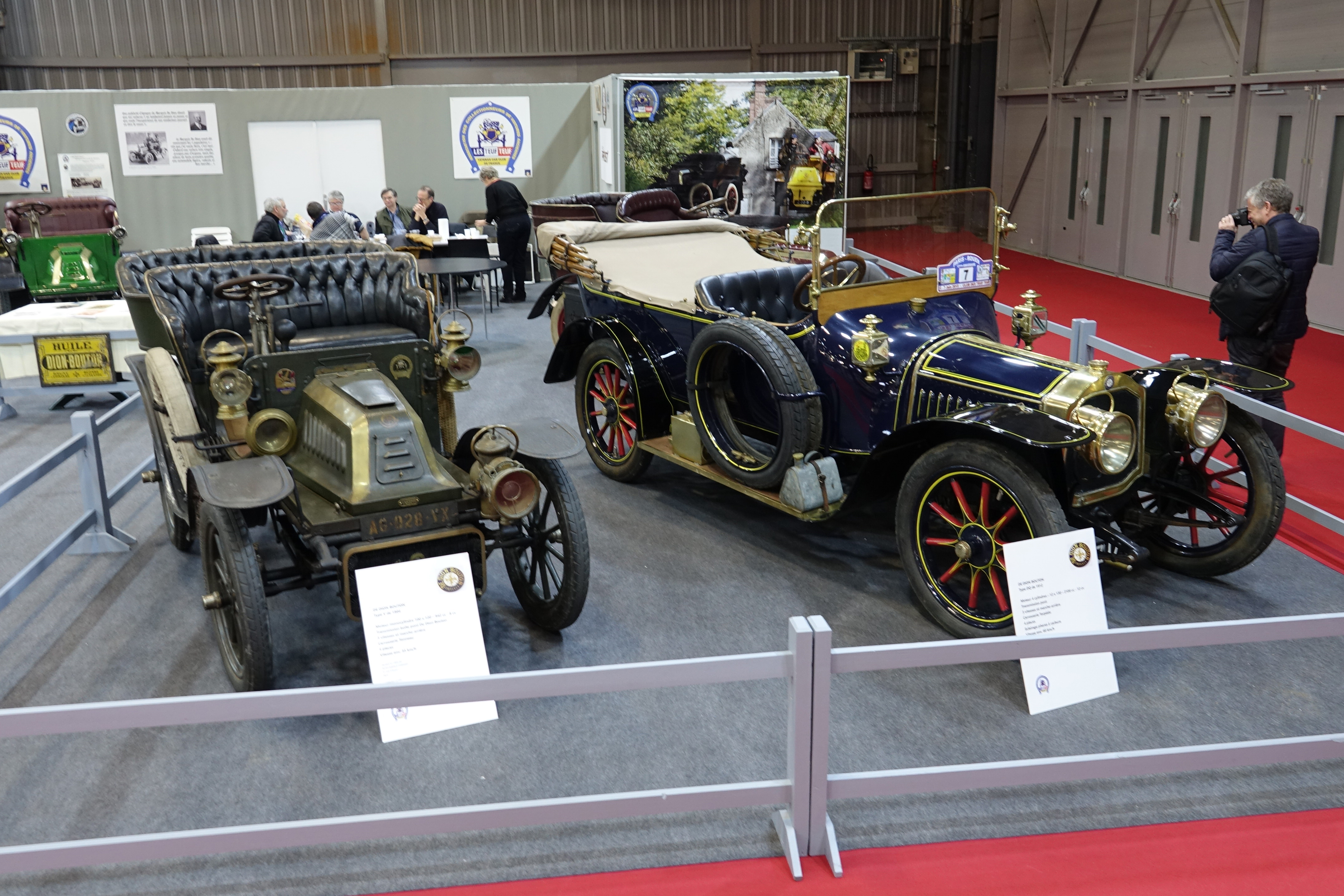

### Richard Mille et McLaren

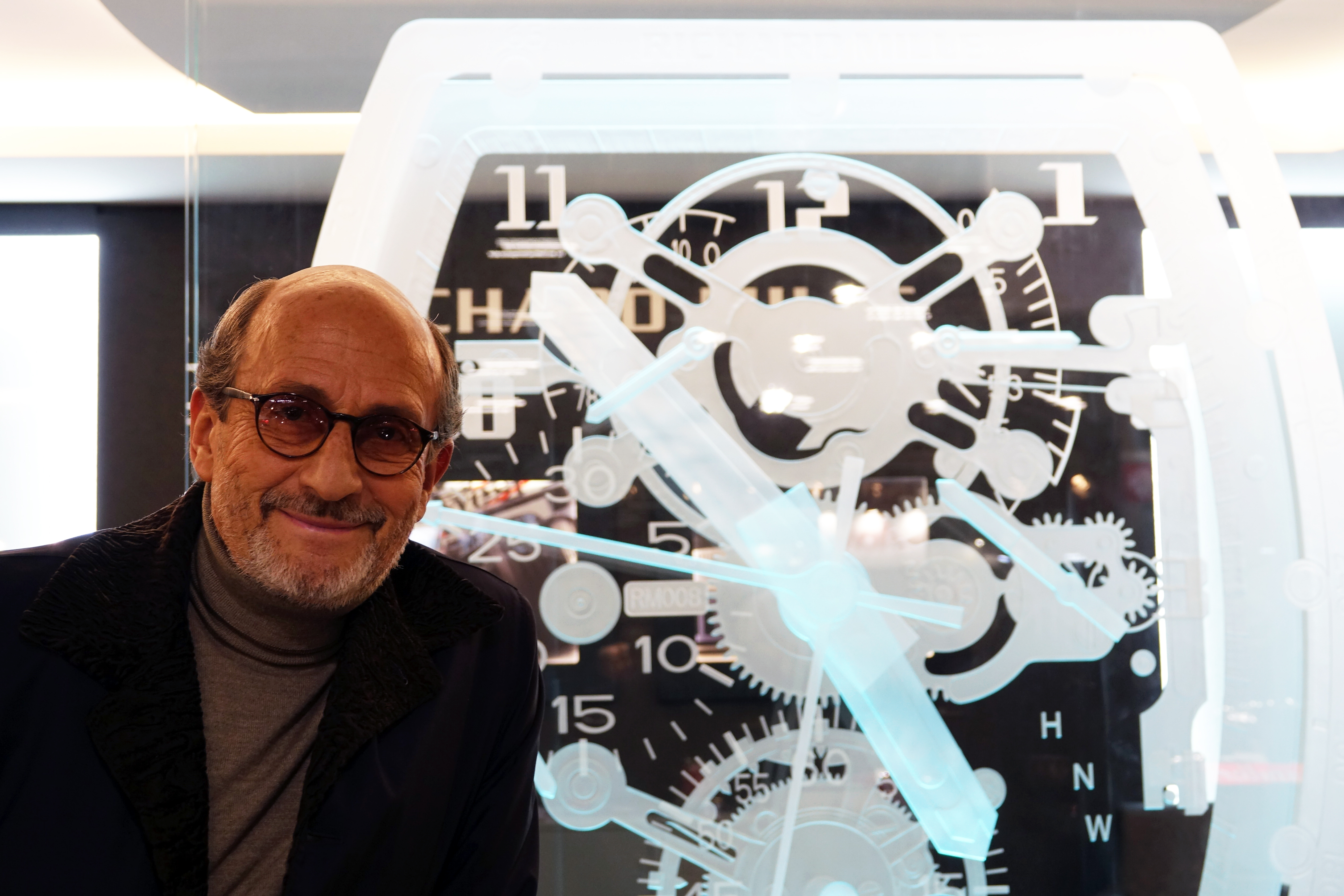
Richard Mille sur le stand à Rétromobile 2019

Le stand Richard Mille propose une exposition de Formule 1 McLaren. On[Qui ?] retrouve ainsi les monoplaces :
| Modèle            | Année | Moteur               | Cylindrée | Puissance | Pilote                            | Course | Victoire |
| ----------------- | ----- | -------------------- | --------- | --------- | --------------------------------- | ------ | -------- |
| McLaren M23       | 1974  | V8 Ford Cosworth DFV | 2 993 cm3 | 470 ch    | Emerson Fittipaldi et Denny Hulme | 15     | 4        |
| McLaren MP4/13-04 | 1998  | V10 Mercedes         | 2 998 cm3 | 780 ch    | David Coulthard et Mika Hakkinen  | 16     | 9        |
| McLaren M14D      | 1970  | V8 Ford Cosworth DFV | 2 993 cm3 | 440 ch    | Andrea De Adamich et Denny Hulme  | 8      | -        |
| McLaren MP4/4     | 1988  | V6 turbo Honda       | 1 494 cm3 | 650 ch    | Alain Prost et Ayrton Senna       | 16     | 15       |
| McLaren MP4/25-04 | 2010  | V8 Mercedes          | 2 400 cm3 | 750 ch    | Jenson Button et Lewis Hamilton   | 19     | 5        |
| McLaren M7C-01    | 1969  | V8 Ford Cosworth DFV | 2 993 cm3 | 430 ch    | Bruce McLaren                     | 1      | -        |
| McLaren MP4-31    | 2016  | V6 Honda             | 1 600 cm3 | 745 ch    | Fernando Alonso et Jenson Button  | 21     | -        |
| McLaren MP4/2-01  | 1984  | V6 TAG Porsche       | 1 499 cm3 | 700 ch    | Alain Prost et Niki Lauda         | 16     | 12       |

Richard Mille et les McLaren
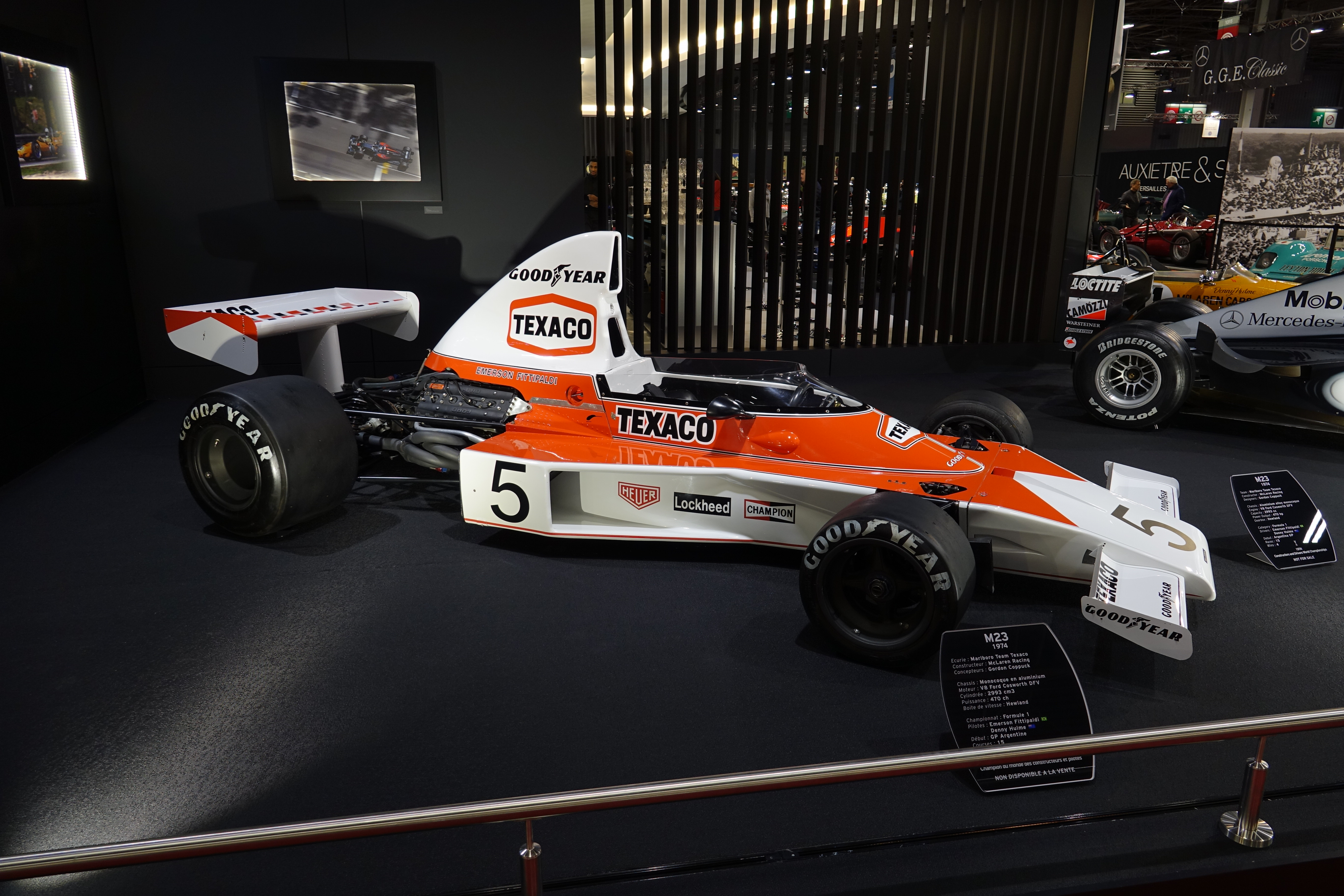
M23 (1974)
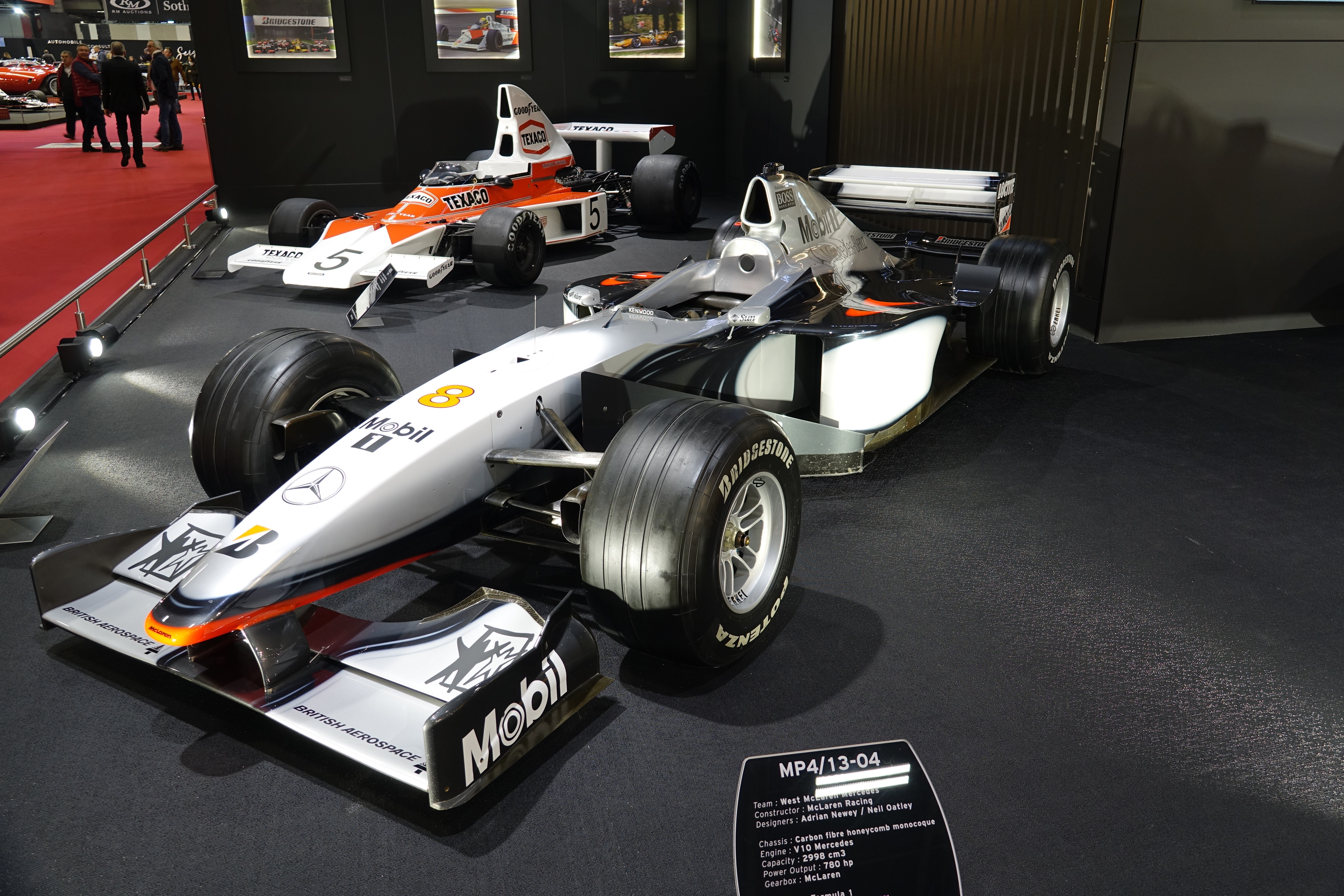
MP4/13-04 (1998)
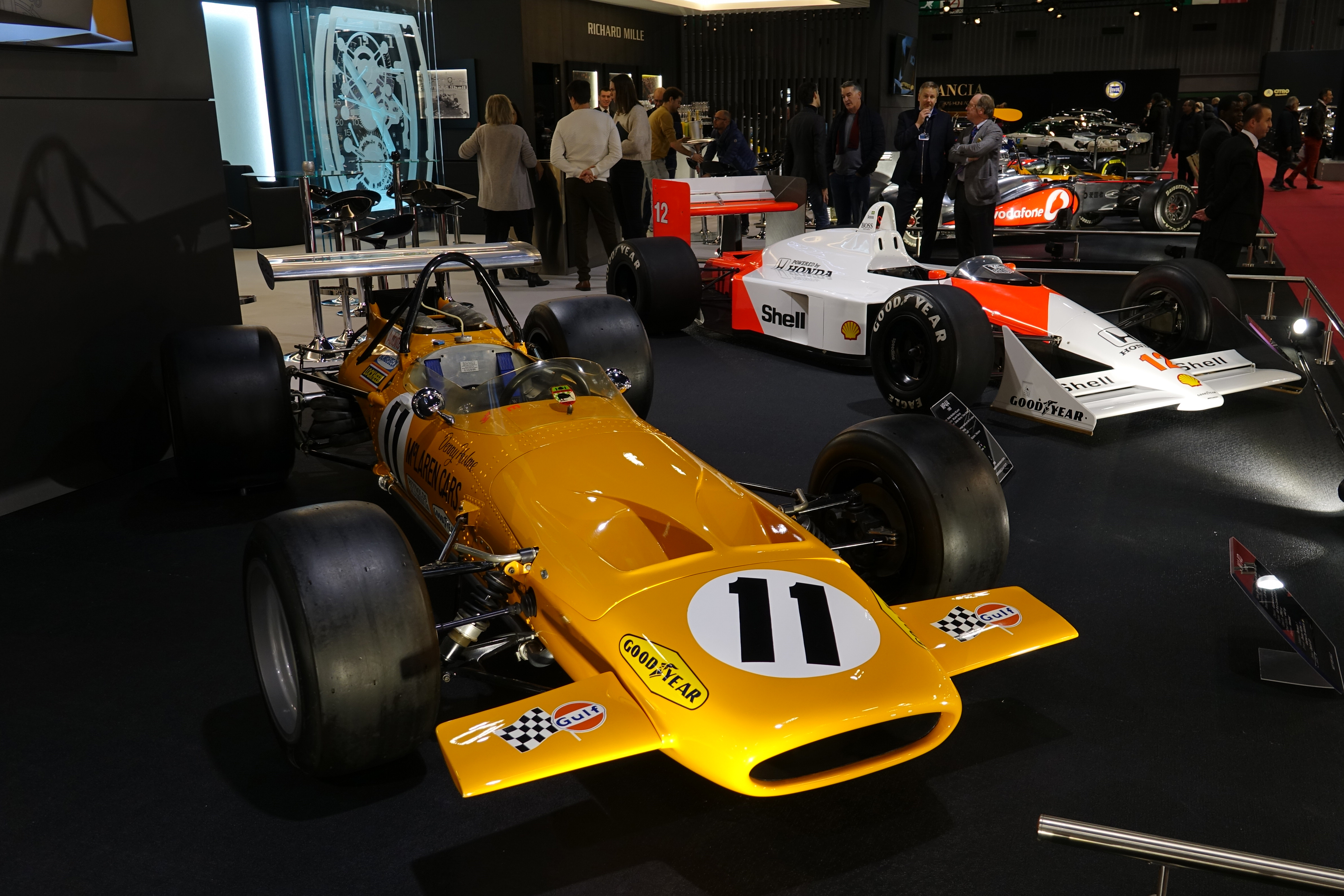
M14D (1970)
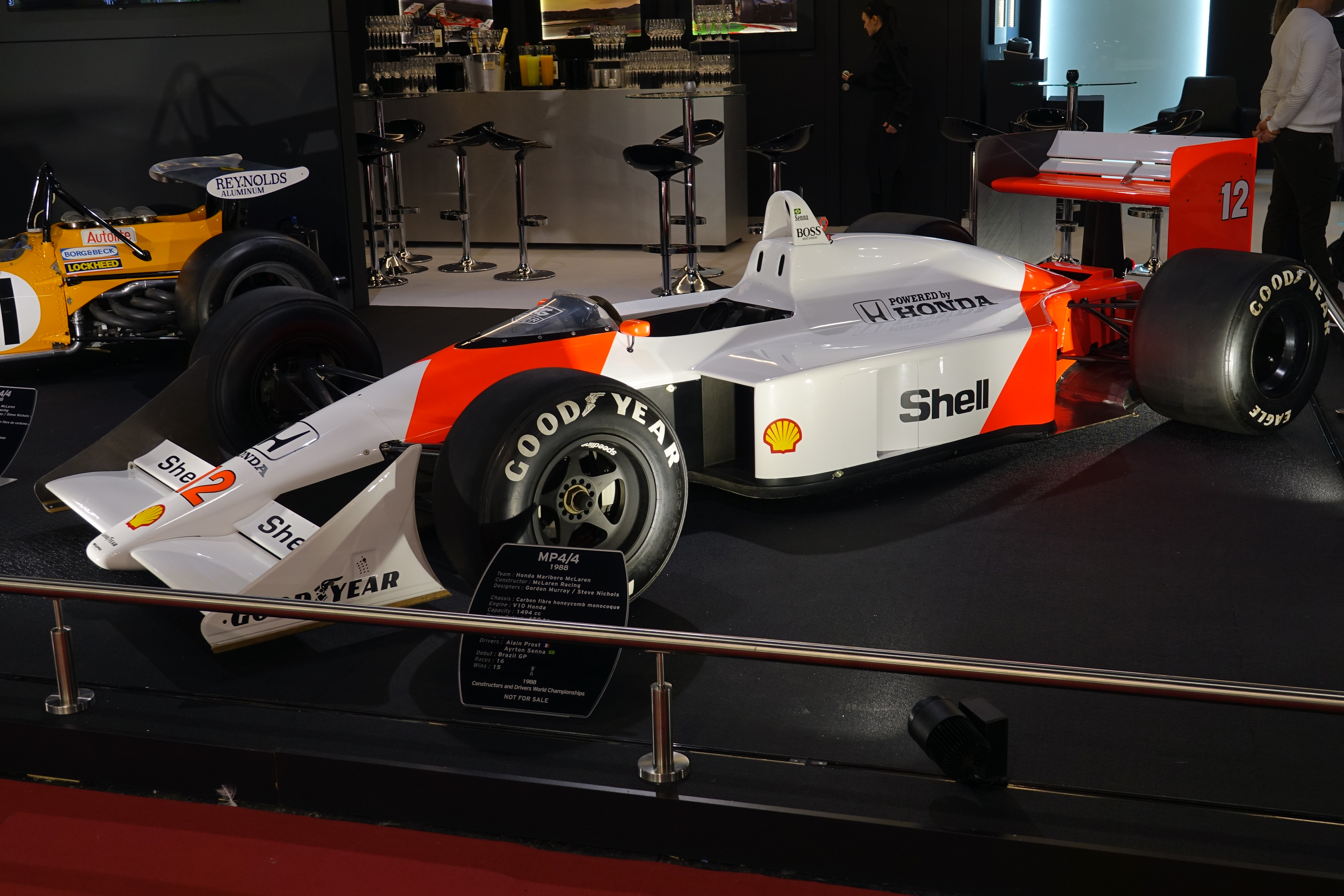
MP4/4 (1988)

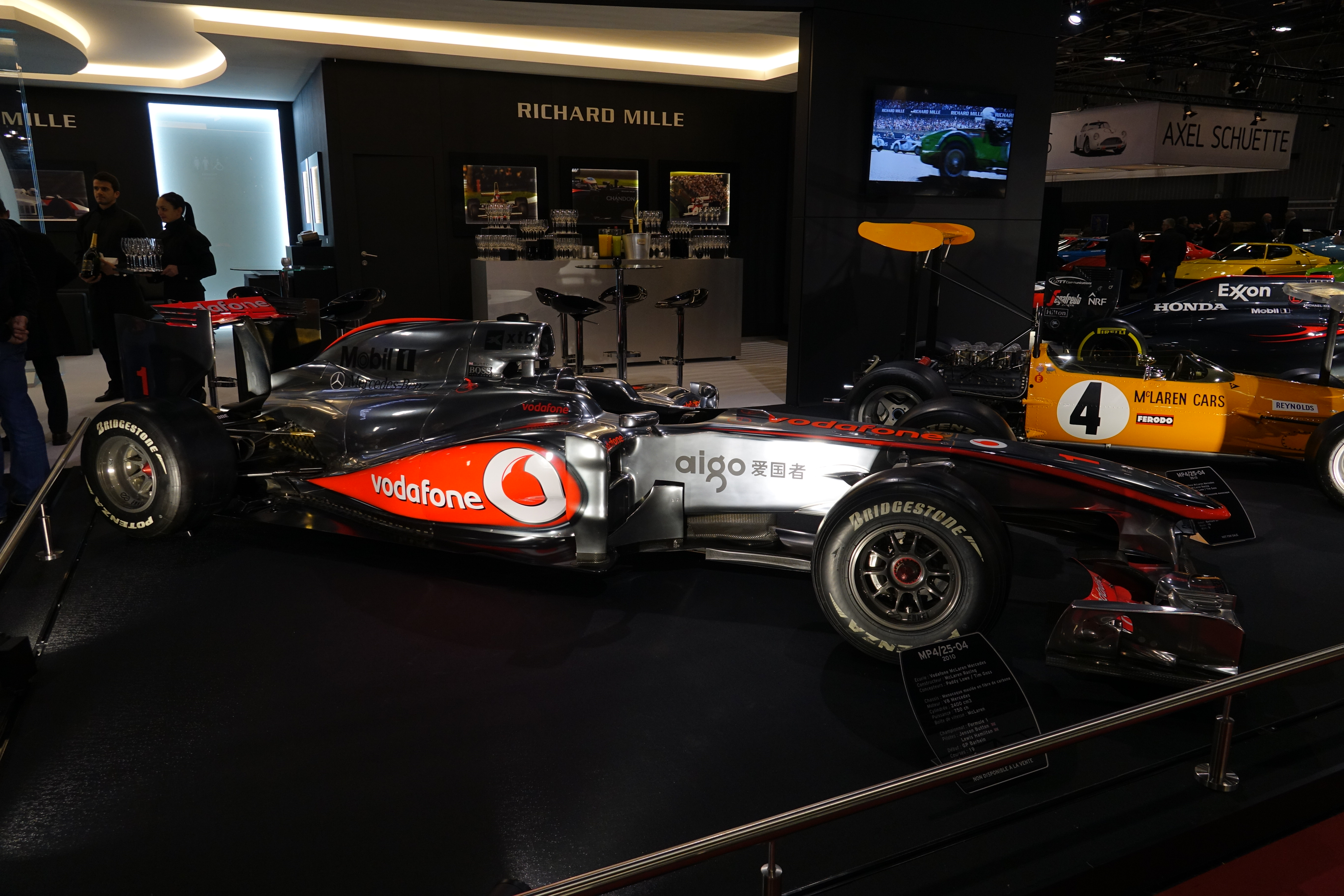
MP4/25-04 (2010)
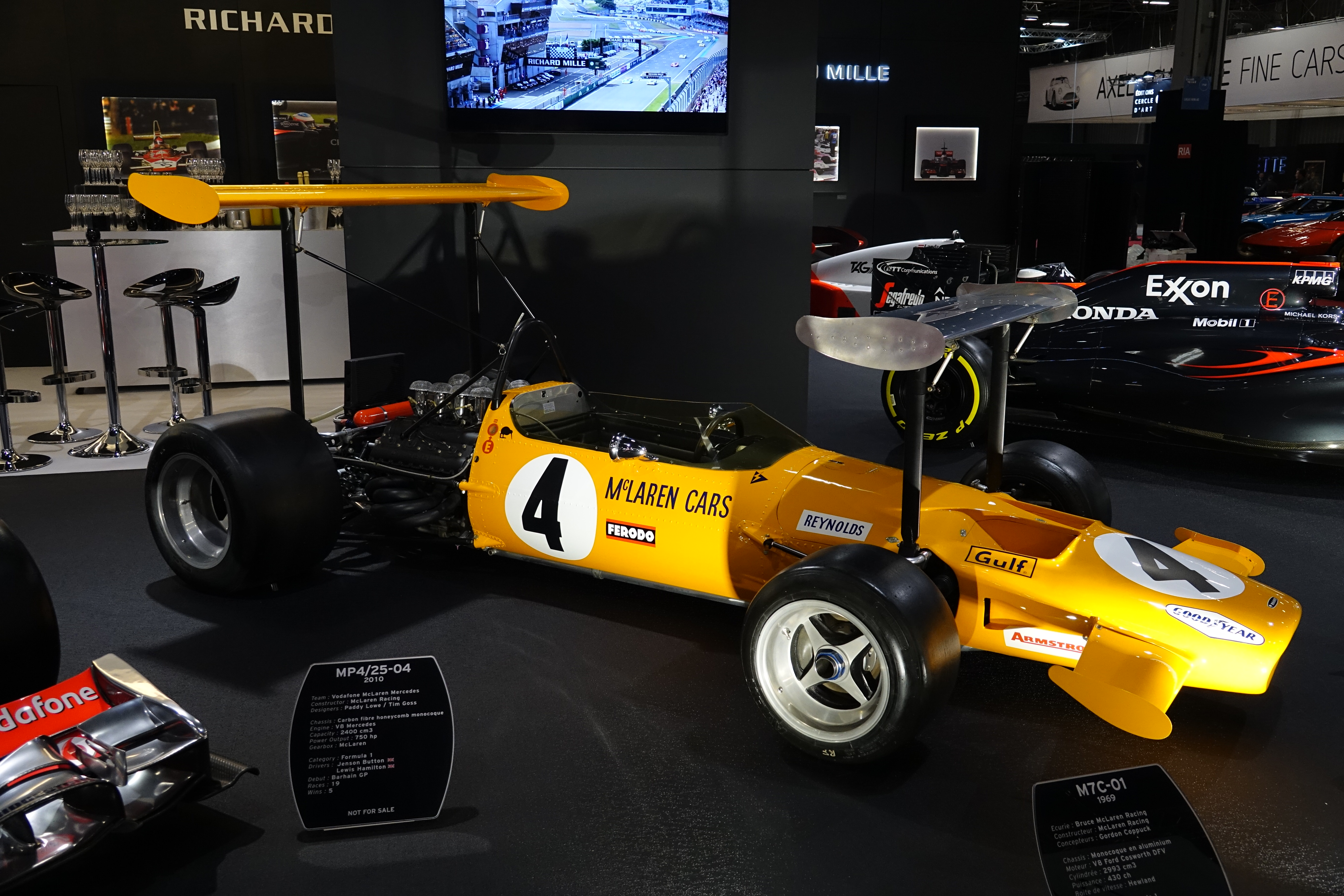
McLaren  M7C-01 (1969)
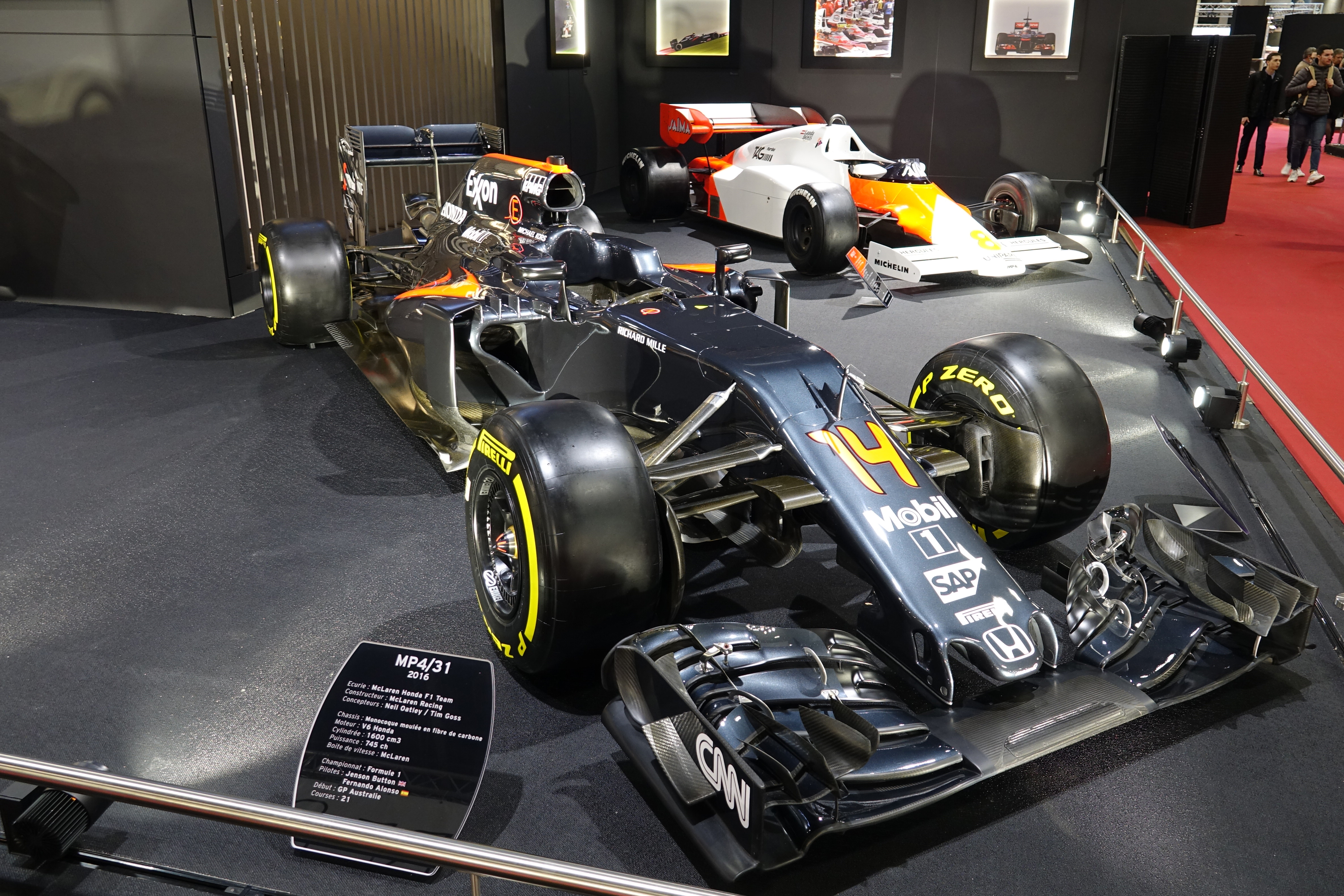
MP4-31 (2016)
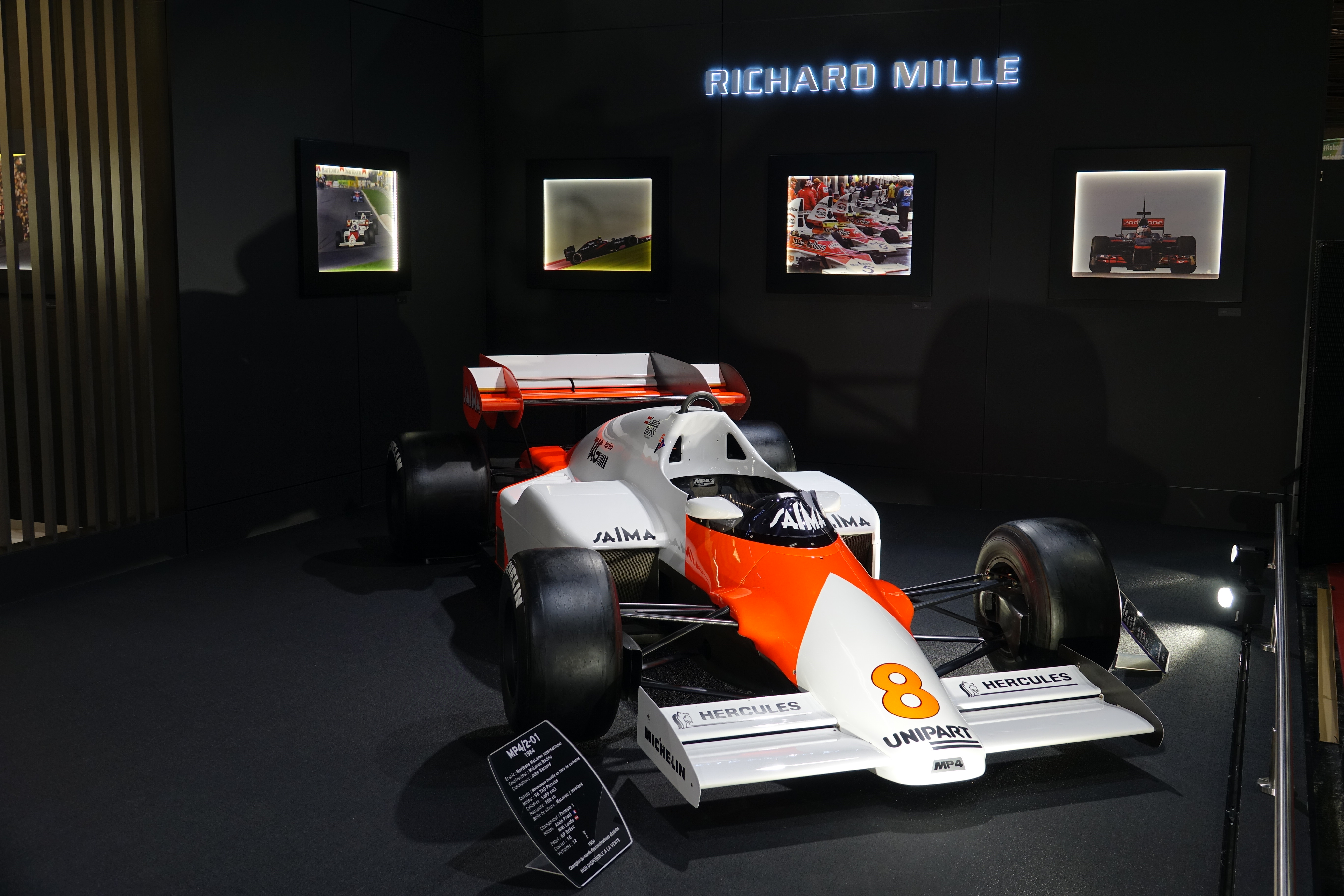
MP4/2-01 (1984)

## Ventes aux enchères

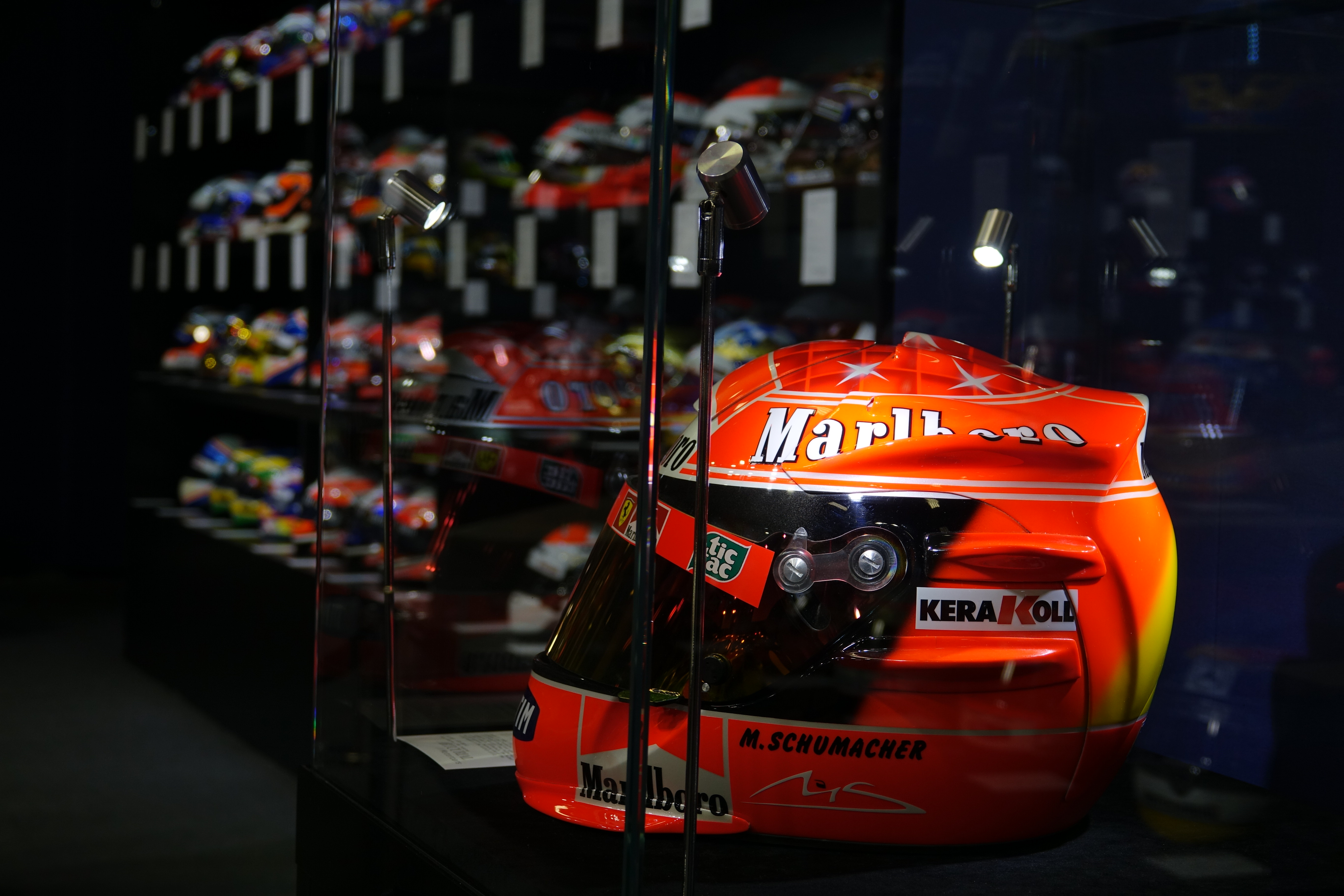
Casque F1 de Mickaël Schumacher

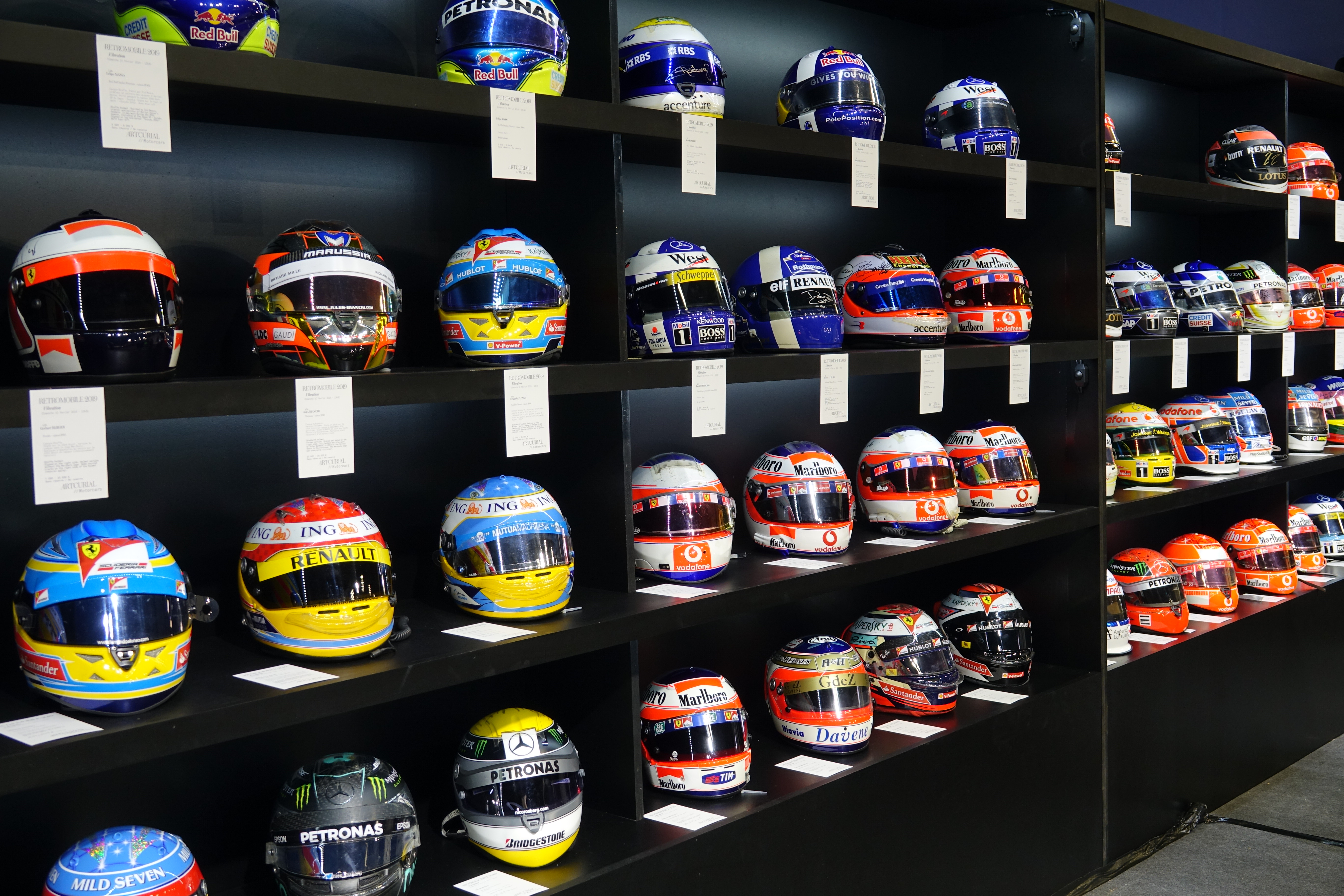
Vente aux enchères de casque de F1

Cette année, trois ventes aux enchères sont orchestrées pendant le salon.
- La première, le vendredi 8 février, Rétromobile 2019 by Artcurial Motorcars est consacrée aux voitures de collection où Artcurial propose deux voitures très rares à la vente : une Alfa Romeo 8C 2900B Touring Berlinetta et une Bugatti Type 51 Grand Prix. Elles sont accompagnées de trois Ferrari restaurées par la Carrosserie Lecoq (250 GT Lusso, 275 GTC, 512 TR).

La vente, orchestrée par le commissaire-priseur Hervé Poulain et Matthieu Lamoure, Directeur Général d'Artcurial, a rapporté 42 304 574 € soit 31 % de hausse par rapport à 2018, avec 76 % des lots vendus.
- Le samedi 9 février, 90 motos de la marque italienne MV Agusta sont présentées à la vente, provenant d’une importante collection italienne.
- Le dimanche 10 février, la vente Flying / Racing / Yachting propose la plus importante collection au monde de casques et d’accessoires de Formule 1, comprenant 180 casques et 150 combinaisons de course, des volants et autres équipements.

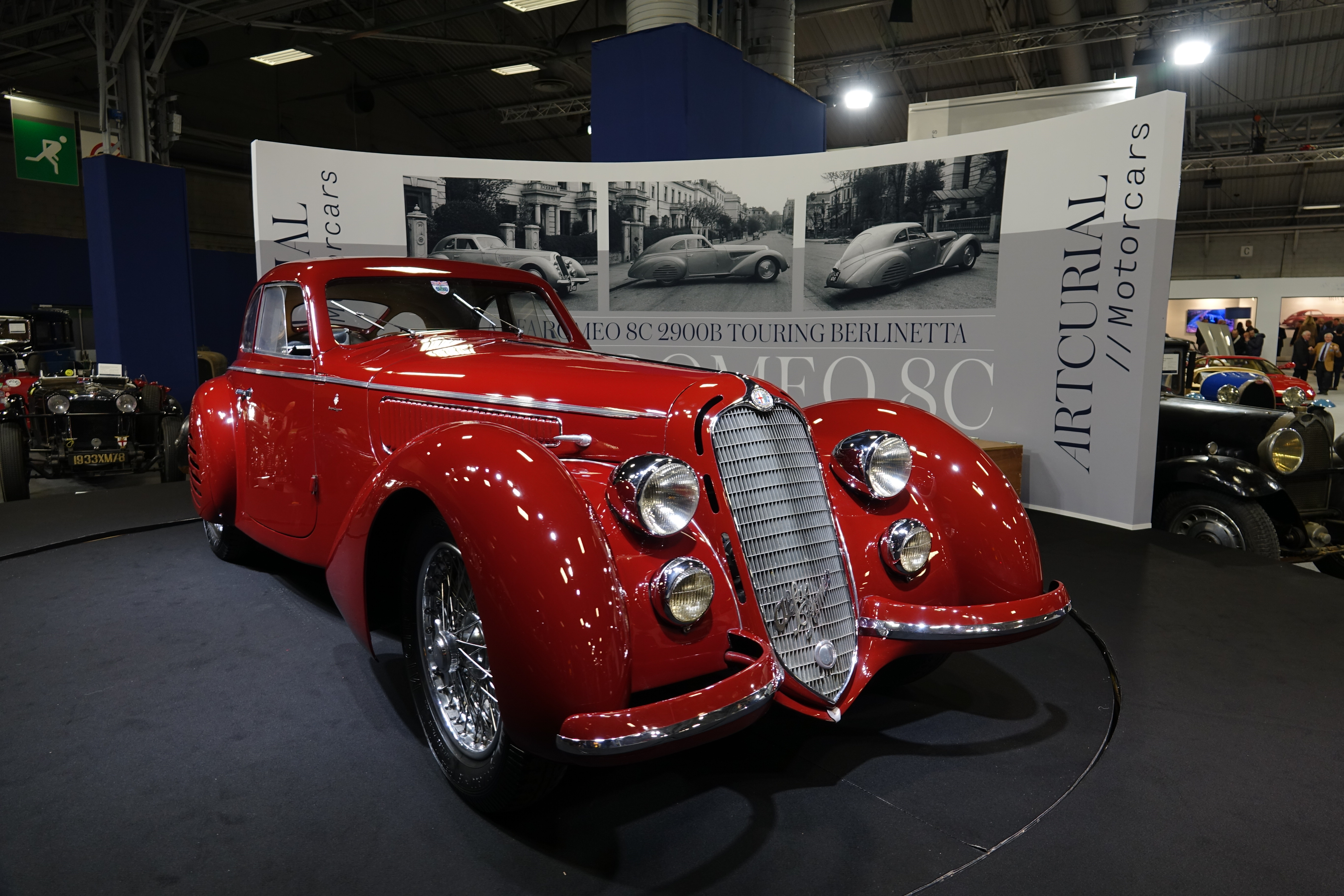
Alfa Romeo 8C 2900B Touring Berlinetta

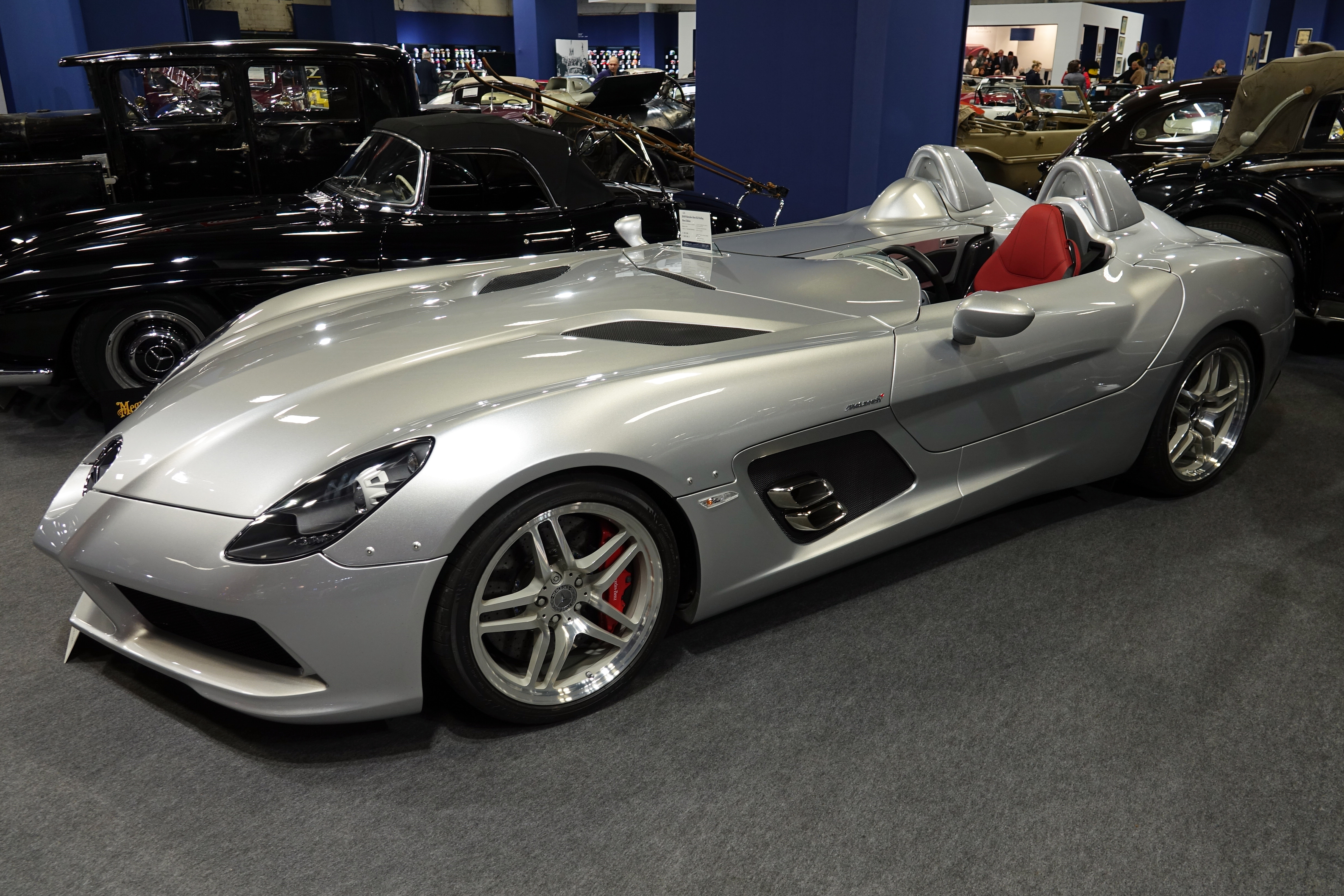
Mercedes-Benz SLR Stirling Moss Edition

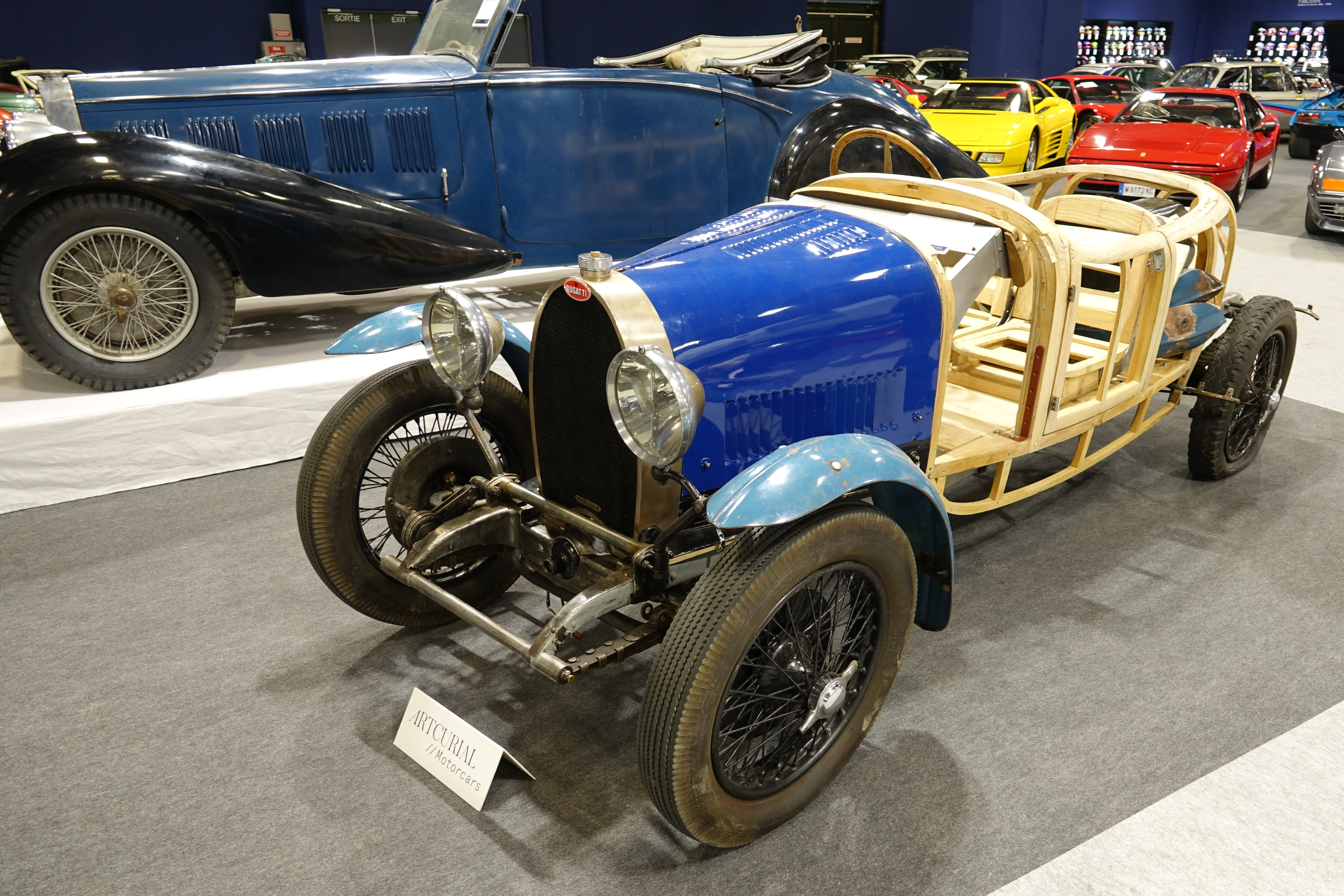
Bugatti Type 40

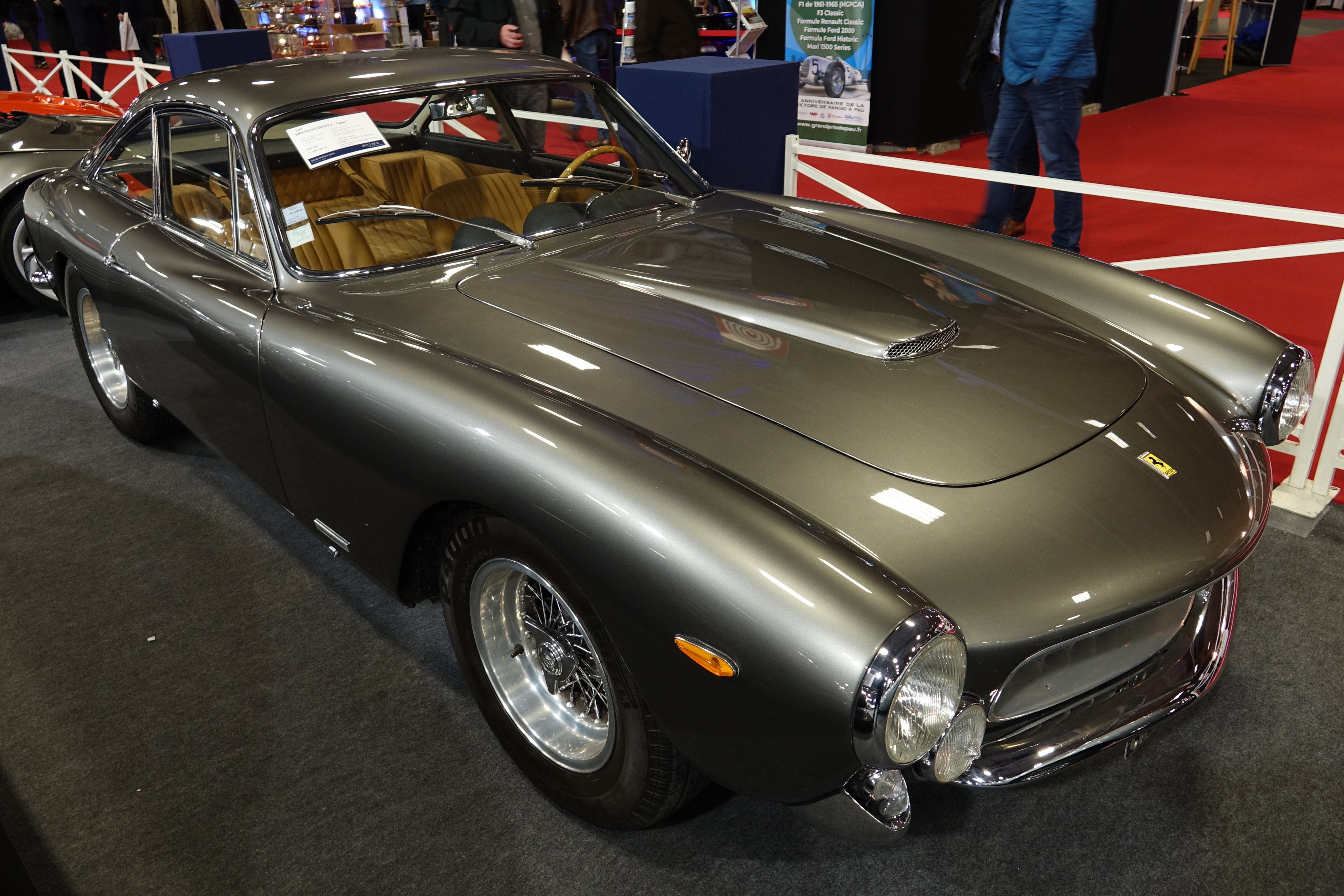
Ferrari 250 GT/L Lusso

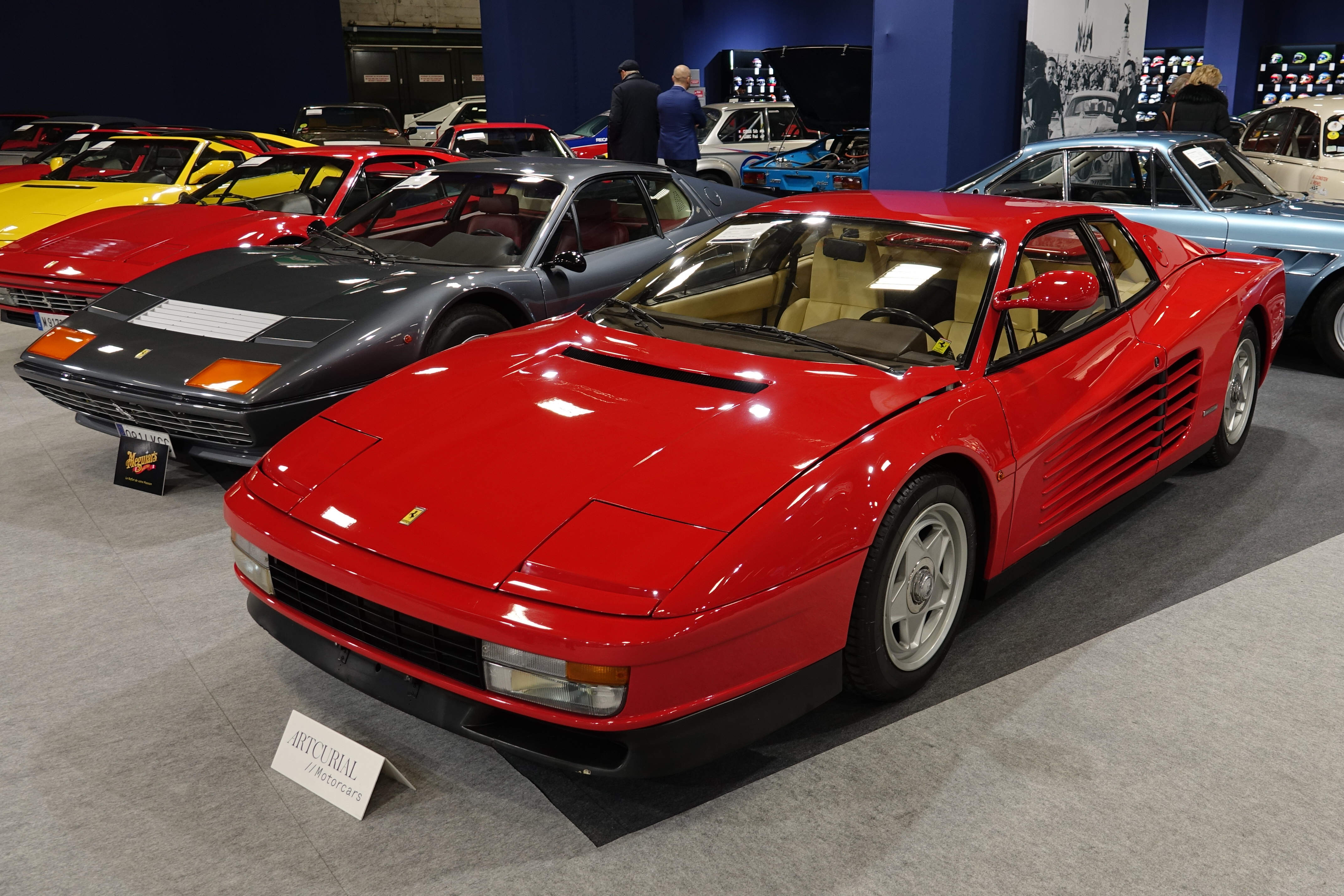
Ferrari 512 TR

| Modèle                                                   | Année | Adjudication (frais inclus) |
| -------------------------------------------------------- | ----- | --------------------------- |
| Alfa Romeo 6C 1750 Gran Sport roadster Corsica           | 1930  | 977 440 €                   |
| Alfa Romeo 8C 2900B Touring Berlinetta                   | 1939  | 16 745 600 €                |
| Alpine A110 1800 Gp4 Usine                               | 1973  | 369 520 €                   |
| Bugatti Type 23 " Brescia " cabriolet par Michel Bigatti | 1925  | 301 576 €                   |
| Bugatti Type 40                                          | 1929  | 190 720 €                   |
| Bugatti Type 44 Roadster par Frugier                     | 1929  | 333 760 €                   |
| Bugatti Type 57 Atlantic modifiée Erik Koux              | 1936  | 852 936 €                   |
| Bugatti Type 57 Cabriolet par Graber                     | 1937  | 500 640 €                   |
| Citroën DS21 Cabriolet                                   | 1967  | 244 360 €                   |
| Ferrari 250 GT/L Lusso                                   | 1966  | 977 440 €                   |
| Ferrari 330 GTC                                          | 1967  | 536 400 €                   |
| Ferrari 512 TR                                           | 1992  | 125 160 €                   |
| Lamborghini Countach LP 400 S                            | 1983  | 256 280 €                   |
| Mercedes-Benz 300S Cabriolet                             | 1954  | 476 800 €                   |
| Mercedes Benz SLS GT AMG Roadster Final Edition          | 2014  | 324 224 €                   |
| Mercedes-Benz SLR Stirling Moss Edition                  | 2009  | 2 617 200 €                 |
| Peugeot 402 DS Darl'Mat Sport roadster                   | 1937  | 321 840 €                   |
| Porsche 916 prototype "Brutus"                           | 1971  | 953 600 €                   |
| Serenissima Spyder par Fantuzzi                          | 1966  | 4 218 800 €                 |
| Serenissima Agena                                        | 1967  | 441 040 €                   |
| Serenissima Ghia GT                                      | 1968  | 452 960 €                   |

## Récompense
- Prix du Motoring Event of the year 2019 aux International Historic Motoring Awards[pertinence contestée].